# Église Saint-Pierre de Montmartre
Pour les articles homonymes, voir Montmartre (homonymie) et Église Saint-Pierre.
L’église Saint-Pierre de Montmartre est une église paroissiale catholique romaine située dans le 18e arrondissement de Paris, au sommet de la butte Montmartre, au no 2 rue du Mont-Cenis, à l'ouest de la basilique du Sacré-Cœur.
C'est l'une des deux églises paroissiales catholiques de la butte, avec l’église Saint-Jean de Montmartre, et elle représente, depuis la Révolution française, la plus ancienne église paroissiale de Paris après celle de Saint-Germain-des-Prés. 
Elle succède à une basilique mérovingienne dédiée à saint Denis, dont cinq chapiteaux et quatre colonnes en marbre ont été réemployés dans l'église actuelle, les colonnes provenant elles-mêmes d'un temple antique. 
Très délabrée au début du XIIe siècle, la vieille basilique est acquise par le roi Louis le Gros, en 1133, qui la fait remplacer par une nouvelle église romane, consacrée en 1147 par le pape Eugène III. La reine Adélaïde de Savoie fonde en même temps une abbaye de moniales bénédictines au sud de l'église, connue comme l'abbaye royale de Montmartre. L'église est donc paroissiale et abbatiale à la fois. La construction de la nef ne s'achève qu'après le milieu du XIIe siècle, et l'abside est rebâtie dans le style gothique primitif à la fin de ce même siècle. 
Les voûtes actuelles de la nef et de la croisée du transept sont toutefois flamboyantes et datent de 1470 environ, quand l'église nécessite d'importantes réparations à l'issue de la guerre de Cent Ans.
En 1686, les religieuses déménagent dans un nouveau monastère près de la place des Abbesses, et l'église est depuis lors à l'usage exclusif de la paroisse, mais reste la propriété de l'abbaye royale de Montmartre jusqu'à la dissolution de celle-ci en 1792.
Deux ans après, l'abside de l'église est malmenée par la construction de la tour de Chappe au-dessus. De ce fait, les parties orientales de l'église ne sont pas rendues au culte lors de sa réouverture en 1803. Elle est dans un état déplorable, et des campagnes de restauration en 1838-1845 et 1874 sont trop limitées pour éviter sa ruine. La fermeture de l'église pour des raisons de sécurité en 1896 semble bien être définitive, et la décision de son sauvetage n'est prise qu'à la dernière minute.
La restauration est entreprise sous la direction de Louis Sauvageot entre 1900 et 1905, et l'église Saint-Pierre obtient alors son visage actuel. Elle est classée au titre des monuments historiques le 21 mai 1923, et est aujourd'hui un haut lieu de spiritualité chrétienne du nord de la capitale.

## Histoire

### Les origines
L'église Saint-Pierre de Montmartre est considérée comme le second lieu de culte chrétien sur la butte de Montmartre. Le premier aurait été la chapelle dédiée aux Saints-Martyrs, qui se situait plus bas sur le versant de la colline. Dans son récit hagiographique sur saint Denis, la Passio Sancti Dionysii, écrit en 835, Hilduin de Saint-Denis appelle Montmartre le mont des Martyrs et le désigne comme lieu de la décapitation de saint Denis et de ses compagnons saint Rustique et saint Éleuthère. Ceci a permis l'hypothèse que leur martyre eut lieu près de la chapelle, et que celle-ci aurait été à l'origine un mausolée pour l'évangélisateur du Parisis et ses acolytes. Un pèlerinage se développa. Or, l'époque de la fondation de la chapelle n'est en réalité pas connue. Sa première mention figure dans un acte de 1096. Celui-ci atteste la cession du hameau de Montmartre avec sa chapelle et son cimetière, que tenaient en fief le Chevalier Gauthier Payen et sa femme, à l'abbaye de Saint-Martin-des-Champs. Toute trace visible de la chapelle des Saints-Martyrs a disparu : elle a été démolie en 1790. 
Les origines de l'église Saint-Pierre remontent quant à elles au VIe siècle, ce qui est souligné à la fois par les cinq chapiteaux mérovingiens en marbre blanc réemployés pour l'église actuelle (et un sixième chapiteau découvert dans le mur du bas-côté sud au début du XXe siècle) et par un important cimetière mérovingien autour de l'église, découvert en 1875. Les substructions de cette basilique n'ont jamais été découvertes, mais elles devraient se trouver sous l'église actuelle, dont le sol a seulement fait l'objet de quelques sondages par Louis Sauvageot, au début du XXe siècle. La basilique elle-même est susceptible d'avoir remplacé un temple dédié à Mars ou Mercure, mentionnés respectivement dans la chronique de Frédégaire, au VIIIe siècle, et dans le récit du siège de Paris (885-887) par Abbon de Saint-Germain-des-Prés, à la fin du IXe siècle. Quatre colonnes en marbre noir de l'un de ces temples ont été récupérées pour l'église actuelle, et sans doute déjà pour la basilique mérovingienne,,.

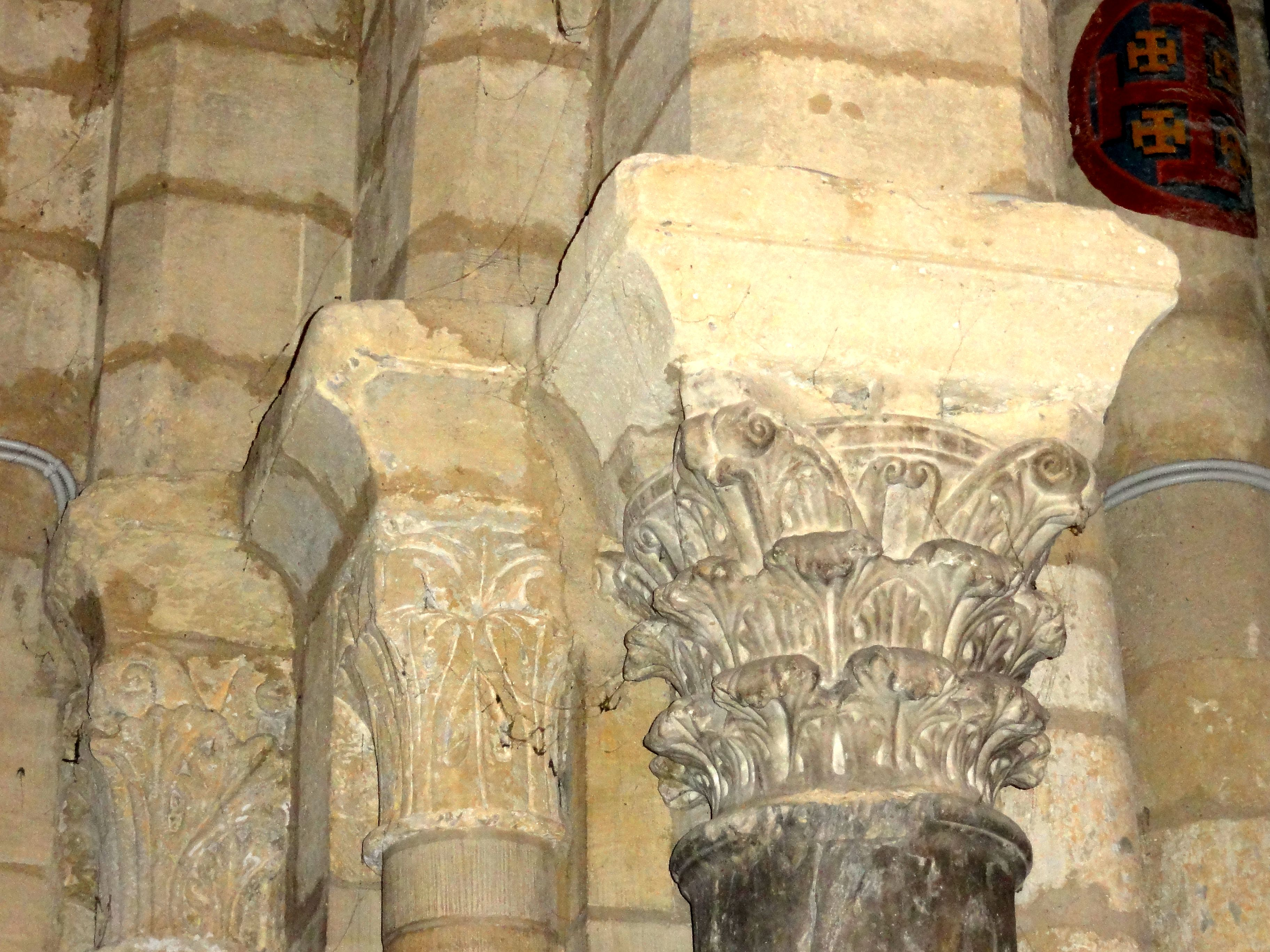
Chapiteau mérovingien en marbre blanc salin au début des grandes arcades du sud (à droite). Le marbre a noirci.

La basilique est mentionnée pour la première fois dans le Liber miraculorum S. Dionysii, recueil des miracles de saint Denis écrit par un auteur anonyme vers 850. Grâce à cette source, l'on sait qu'elle fut dédiée à saint Denis, ce qui suscite la question si ce n'est pas la basilique plutôt que la chapelle qui avait été fondée pour commémorer le martyre du premier évêque de Paris. Le livre des miracles de Saint Denis raconte un épisode qui renseigne sur le type de plafond de la basilique : un ouvrier chargé d'effectuer des réparations après un incendie chuta à travers le plafond et ne fut retenu que par le bout d'une claie qui le maintint suspendu. Le plafond était donc constitué d'un clayonnage d'osier, revêtu de torchis ou de plâtre, comme toujours l'abside de l'église Saint-Gervais-Saint-Protais de Rhuis. La basilique fut ravagée par les Normands sous le siège de Paris en 885, puis par un ouragan en 944, mais fut apparemment réparée après chaque sévice subi. Le baron Ferdinand de Guilhermy a essayé d'imaginer à quoi ressemblait cet édifice : « Deux files de colonnes en marbre noir, surmontées de chapiteaux en marbre blanc, la divisaient en trois nefs parallèles ; des mosaïques décoraient les archivoltes, des peintures couvraient les murailles. Un ciboire, dont l'existence est indiquée par le chapiteau de petite dimension [...], ombrageait l'autel et la table du sacrifice. La toiture de la nef était formée par cette charpente, déjà si antique au IXe siècle que l'empereur Charles le Chauve la fit refaire pour en prévenir la chute imminente. Mais les hommes du Nord vinrent anéantir l'œuvre des vieux âges ». La basilique fut donnée au prieuré Saint-Martin-des-Champs vers 1096. Alors qu'elle est plus ou moins ruinée, le prieur Matthieu II l'échange avec le roi Louis VI contre une église sur l'île de la Cité en 1133. 
En réparation d'un conflit qui l'avait opposé au Saint-Siège, le roi avait décidé de fonder une abbaye, ce qu'il réalise dès l'année suivante, conjointement avec son épouse Adélaïde de Savoie. La vieille basilique doit devenir le noyau de cette abbaye, confiée au Bénédictines de Saint-Pierre-les-Dames de Reims. Elle bénéficie de la protection royale, ce qui explique son nom d'usage : abbaye royale de Montmartre,,,,,.

### La construction de l'église

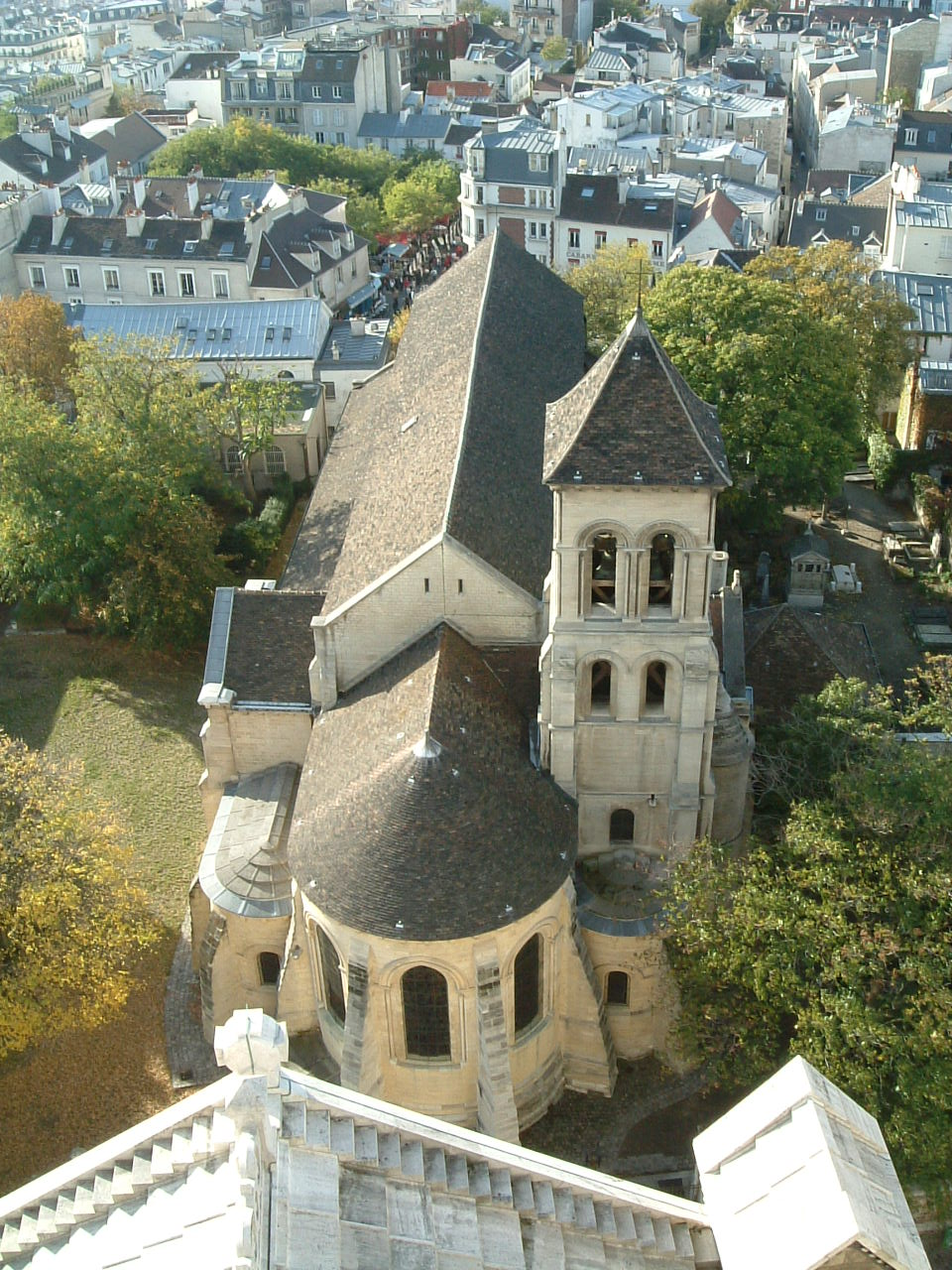
Vue sur l'église depuis la basilique du Sacré-Cœur, à l'est.

Les travaux démarrent sans doute en 1134 et sont rapidement menés, grâce à une prise en charge de l'ensemble des frais de construction par le roi. Le lundi de Pâques 1147, le pape Eugène III lui-même consacre solennellement l'église, en la présence de saint Bernard de Clairvaux, Pierre le Vénérable, abbé de Cluny, et d'autres personnalités. En 1153, la reine Adélaïde se retire à l'abbaye de Montmartre, et y meurt en 1154. Elle est enterrée sous le chœur. — D'emblée, la fonction de l'église est double : abbatiale et paroissiale. L'autel principal est placée sous l'invocation de saint Pierre. Il se situe dans le chœur des religieuses, également dit église haute, et est réservé exclusivement aux célébrations des religieuses Bénédictines. Les autels de l'église basse, prévus pour le service paroissial, sont dédiés à la Vierge et saint Denis. Seule l'église basse est accessible aux fidèles, et séparée de l'église haute par une clôture entre la troisième et la quatrième travée de la nef. Certains travaux ne sont pas encore achevés en 1147 : la nef n'est pas encore voûtée, sauf peut-être la quatrième travée qui fait partie du chœur des religieuses, et l'élévation des trois premières travées ne va sans doute pas plus haut que les grandes arcades. L'église a déjà le même plan qu'aujourd'hui, mais connaîtra encore des évolutions au fil des siècles. Dès la fin du XIIe siècle, l'abside est reconstruite dans le style gothique primitif, et reçoit une nouvelle voûte d'ogives. Les voûtes de la nef, si elles ont jamais été construites au XIIe siècle, sont démontées en raison d'un défaut de conception : leur contrebutement est insuffisant, et sous leur poids, les murs de la nef se déversent, ce que semble expliquer leur état actuel. Un cloître est édifié au sud de l'église au début du XIIIe siècle, et sert en même temps de cimetière pour les simples religieuses, alors que les abbesses sont inhumées dans le chœur de l'église. Peu d'éléments sont connus de l'histoire de la paroisse au Moyen Âge, qui vit dans l'ombre de l'abbaye, l'une des plus riches et des plus importantes du royaume. La plupart des faits historiques se rapportent à l'abbaye. Elle aurait vu passer saint Thomas Becket lors de son exil français entre 1164 et 1170, et sainte Jeanne d'Arc lors du Siège de Paris de 1429. L'abbaye et l'église souffrent de la guerre de Cent Ans, et en 1463, le chœur et le clocher menacent ruine. L'évêque, Mgr Guillaume Chartier, envoie des maîtres-maçons pour faire une expertise de l'état de l'édifice, et à la suite de leur rapport, donne l'ordre à l'abbesse Agnès du Jardin de réparer l'église sous peine de censures ecclésiastiques. Elle ne s'exécute qu'à partir de 1461, après de longues hésitations, et fait réparer la charpente, le toit et le clocher, puis fait remplacer le plafond en bois par les voûtes actuelles de la nef et la croisée du transept en 1470. Dès lors, l'intérieur de l'église se présente de la même façon qu'aujourd'hui, mais sur le plan architectural uniquement, car l'aménagement est complètement différent,,,.

### L'époque moderne

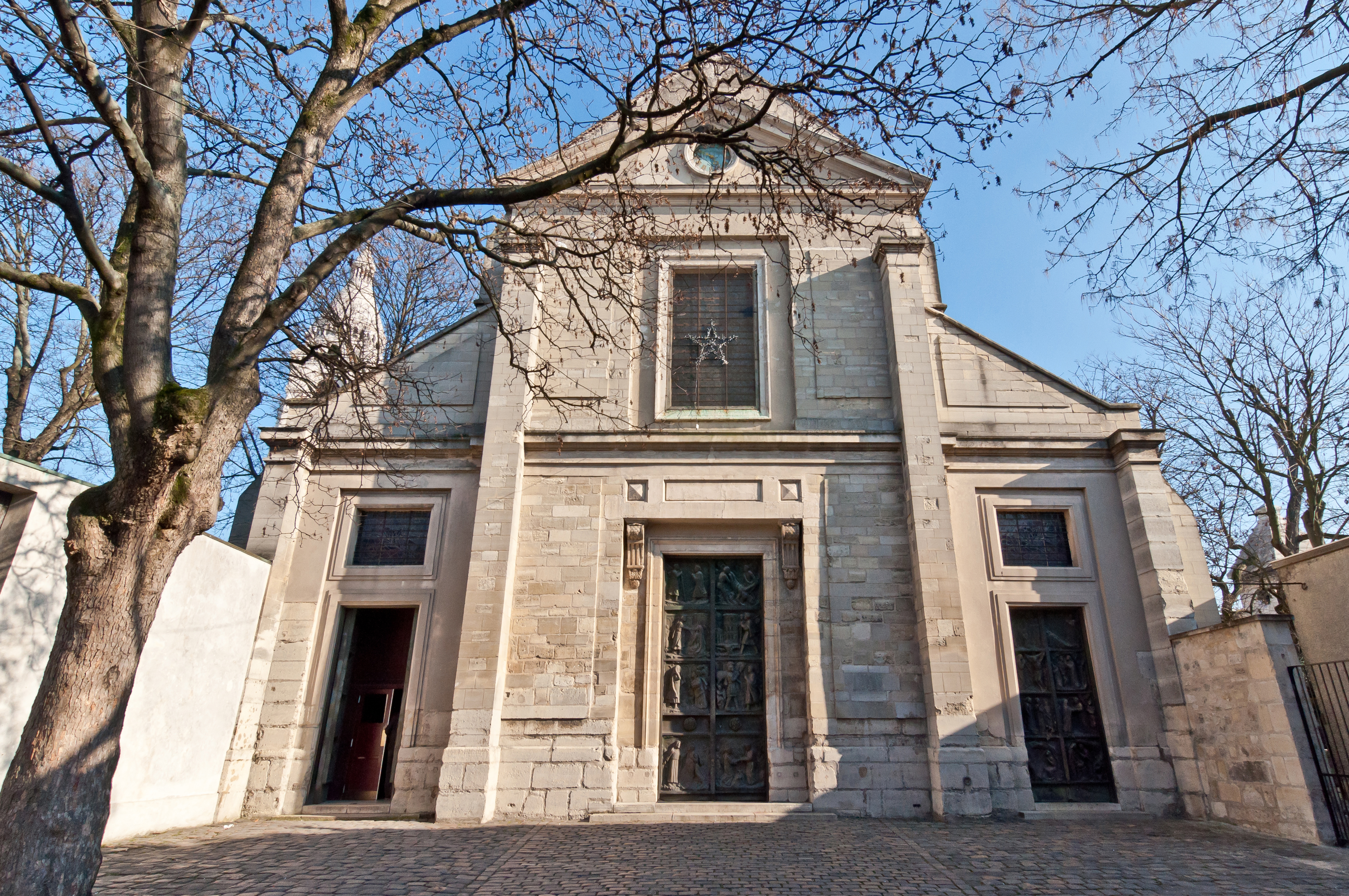
La façade occidentale de 1765.

En 1537, les fonts baptismaux sont inaugurés. Ils prennent place dans une petite chapelle au nord de la première travée, qui a été démolie au début du XXe siècle. En 1559, un incendie éclate dans le dortoir des religieuses, puis prend rapidement une telle ampleur que le roi Henri II le voit depuis une fenêtre du palais du Louvre. Il envoie sur place sa compagnie de gardes suisses pour éteindre le feu. Mais ils ont du mal à maîtriser l'incendie, qui détruit notamment les combles et les bas-côtés. Des traces de l'incendie sont encore visibles dans les galeries au-dessus des bas-côtés, qui ont longtemps servi d'ossuaire. En 1590, Henri IV, serait venu à l'abbaye alors en pleine décadence, et aurait séduit l'abbesse Claude de Beauvilliers, âgée de seulement dix-sept ans. L'abbaye est redressée par l'abbesse Marie de Beauvilliers, instituée en 1598. Elle retrouve successivement sa prospérité et son rayonnement. Lors de travaux de réparation commandés par Marie de Beauvilliers, les ouvriers découvrent fortuitement une crypte souterraine très ancienne, taillée dans le gypse derrière le chevet de la chapelle des Saints-Martyrs. Cette découverte fait une grande sensation, car l'on pense avoir trouvé un lieu de culte des premiers Chrétiens, avec un autel ou saint Denis lui-même a peut-être célébrée la messe. Le pèlerinage connaît un nouvel essor et apporte des revenus supplémentaires à l'abbaye royale dont la chapelle dépend.
Marie de Beauvilliers en profite pour restaurer et agrandir la chapelle en 1622, puis entreprend la construction d'un nouveau prieuré à côté de la chapelle. Du fait de la vétusté de l'abbaye médiévale, la plupart des religieuses finissent par s'y installer. Ce qui était prévu comme une dépendance, devient l'abbaye proprement dite. Sous l'abbatiat de Françoise de Lorraine, elle est reliée à l’abbaye d'en-haut par un passage couvert long d'environ 400 m. L’abbaye d'en-bas est encore agrandie en 1686, et ceci en employant les pierres de l'abbaye d'en-haut. Celle-ci disparaît alors. Les religieuses disposent maintenant d'une nouvelle chapelle dans l'abbaye d'en-bas, et n'ont plus besoin de l'église Saint-Pierre. Elle est dévolue depuis lors au seul service paroissial, tout en continuant de dépendre de l'abbaye royale de Montmartre. C'est sans doute pour cette raison que la grille de clôture entre la troisième et la quatrième travée est remplacée par une disgracieuse muraille entre la quatrième travée et la croisée du transept. Les messes paroissiales sont célébrées sur un autel dans la quatrième travée de la nef. La grille est utilisée pour fermer le parvis de l'église, et des pierres tombales des religieuses sont employées pour faire son soubassement. Un cimetière paroissial est créé au nord de l'église, et un nouveau clocher est construit en 1697. Au milieu du XVIIIe siècle, l'abbé Lebeuf a vu ce clocher relativement récent, qui était situé à côté de la façade et de faible hauteur. Lebeuf ne mentionne pas un deuxième clocher, ce qui donne à penser que le clocher roman avait déjà disparu. En 1765, une nouvelle façade de style classique est plaquée devant l'ancienne, et les trois quarts du bas-côté nord sont rebâtis en sacrifiant plusieurs colonnettes à chapiteaux. La nef est réaménagée. À ce propos, le baron de Guilhermy note en 1843 : « Pour l'adapter au goût moderne, les architectes du siècle dernier ont voulu métamorphoser les colonnes en pilastres, par l'application de grandes tables de pierre qui masquent les vieux chapiteaux »,,,,.

### La période révolutionnaire et leXIXesiècle

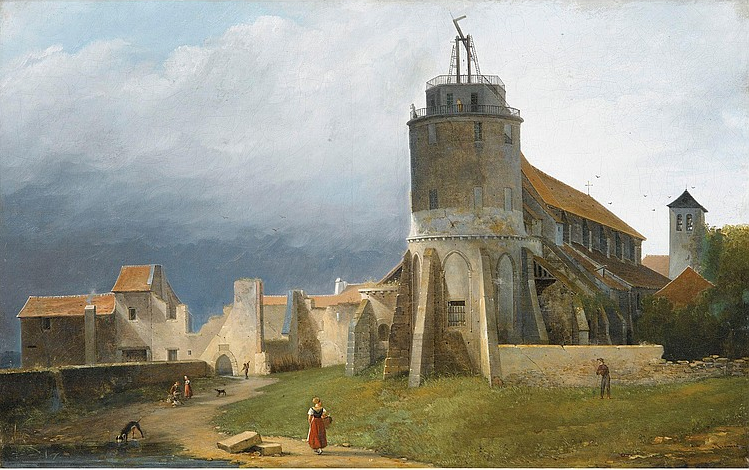
La tour du télégraphe sur le chœur de l'église, situation entre 1794 et 1844.

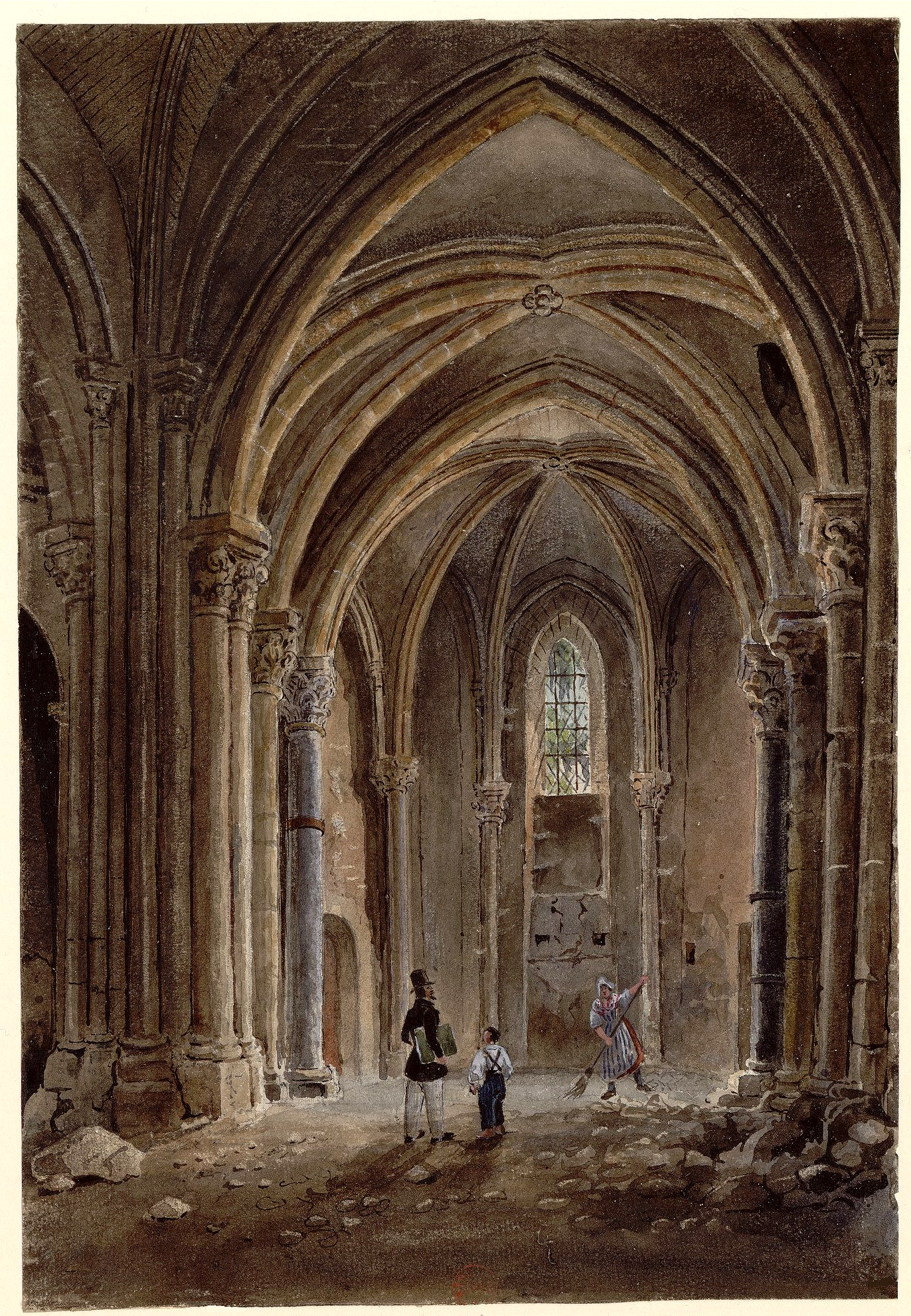
Dessin du chœur désaffecté.

Sous la Révolution française, l'abbaye royale doit effectuer une déclaration de ses biens au début de 1790. Sept religieuses quittent l'abbaye avant la fin de l'année ; restent encore quarante-cinq, toutes catégories confondues. En 1792, tous les bâtiments sont confisqués, et l'abbaye est évacuée le dimanche 19 août 1792. L'abbaye est profanée et pillée. Déclarés bien national, les bâtiments de l'abbaye d'en-bas sont vendus aux enchères en plusieurs lots, et leurs acquéreurs ne tardent pas à les démolir. Même la crypte de la chapelle du Saint-Martyr est anéantie, ce qui laisse en suspens la question de son âge réel et de sa fonction. L'église Saint-Pierre échappe à ce sort, car elle est l'unique église paroissiale de Montmartre. À l'instar de la plupart des églises non vendues, elle est transformée en Temple de la Raison après l'interdiction du culte, sous la Terreur. Le 23 juillet 1794, la dernière abbesse, Louise de Laval, âgée de soixante-et-onze ans, meurt sous la guillotine. Le cimetière qui entoure l'église, le cimetière du Calvaire ouvert en 1688, est saccagé. Au-dessus du chœur, une tour destinée à supporter le télégraphe optique de Chappe est construite dès 1794, et reste en place jusqu'en 1840. Le chœur lui-même sert de magasin dépendant du télégraphe. L'église n'est rouverte au culte que tardivement, en 1803 ou 1806, bien après le Concordat. Les vocables de Notre-Dame et de Saint-Denis s'effacent devant celui de Saint-Pierre, bien que l'autel de Saint-Pierre du chœur des religieuses n'existe plus à cette date. Il n'est pour le moment pas question de mettre fin au détournement de la fonction première du chœur, et la nef reste séparée du transept par le mur de 1686 / 1688, qui, si ce n'était pas encore le cas auparavant, monte maintenant jusqu'en haut des voûtes. Sur l'emplacement de l'ancien cimetière des religieuses, l'on aménage le jardin du Calvaire, et le pape Pie VII accorde des indulgences à tous ceux qui y suivent le chemin de croix,,,.
Sous l'invasion de Paris par les troupes russes, l'église est réquisitionnée pour servir de magasin à vivres, et des fours à pain sont créées dans l'absidiole nord. L'église Saint-Pierre est donc provisoirement désaffectée pour une seconde fois. Elle souffre certainement des dégradations, mais ce n'est qu'en 1834 que le conseil municipal de Montmartre demande un rapport sur l'état de l'église à l'architecte Haudeburt. La restauration de l'église est lancée en 1838 et ne reste que partielle. D'abord, le bas-côté sud est restauré selon les dessins d'un M. Nayssant. Lors de la reprise des fondations, de nombreux ossements de femmes sont découverts, et même un corps encore presque intact, dont la tête avait gardé sa chevelure. On trouve de nombreux débris de colonnes et de chapiteaux, ainsi qu'un crucifix du XVIe siècle, où la Vierge est représentée au verso. Elle est susceptible de provenir du cloître. Par ailleurs, le baron mentionne un buste de saint Pierre du XIIIe siècle, qui traîne par terre dans le chœur et a apparemment été oublié. Sous la même campagne de restauration, les murs-pignon des croisillons sont remplacés. Cette dernière mesure témoigne de la volonté de préserver les parties orientales désaffectées, mais le mur de séparation n'est pas jeté bas, et la tour de Chappe n'est pas non plus démolie. Son sort est réglé par un incendie, et il est démoli en 1840, au cours de la restauration qui continue jusqu'en 1845. Elle a traîné en longueur et est loin d'être suffisante : en décembre 1850, Prosper Mérimée écrit que la situation de l'église est déplorable, et que l'église tout en entier menace ruine ; les parties se disloqueraient et elle s'écroulerait bientôt. Par mesure de précaution, le clocher de la fin du XVIIe siècle est démoli en 1864, et un beffroi provisoire en bois est édifié à l'est du chevet. Sous la Commune, l'église est profanée pour une troisième fois et transformée en magasins de munitions et atelier de confection de vêtements. La féministe Paule Minck y ouvre une école gratuite[réf. nécessaire]. L'état de l'édifice s'aggrave encore, et en 1874, l'architecte Eugène Millet est chargé de la reconstruction du croisillon sud. Il soumet un devis pour la restauration en 1877, mais une fois de plus, les travaux sont ajournés,,,.

### La sauvegarde et la restauration de l'église

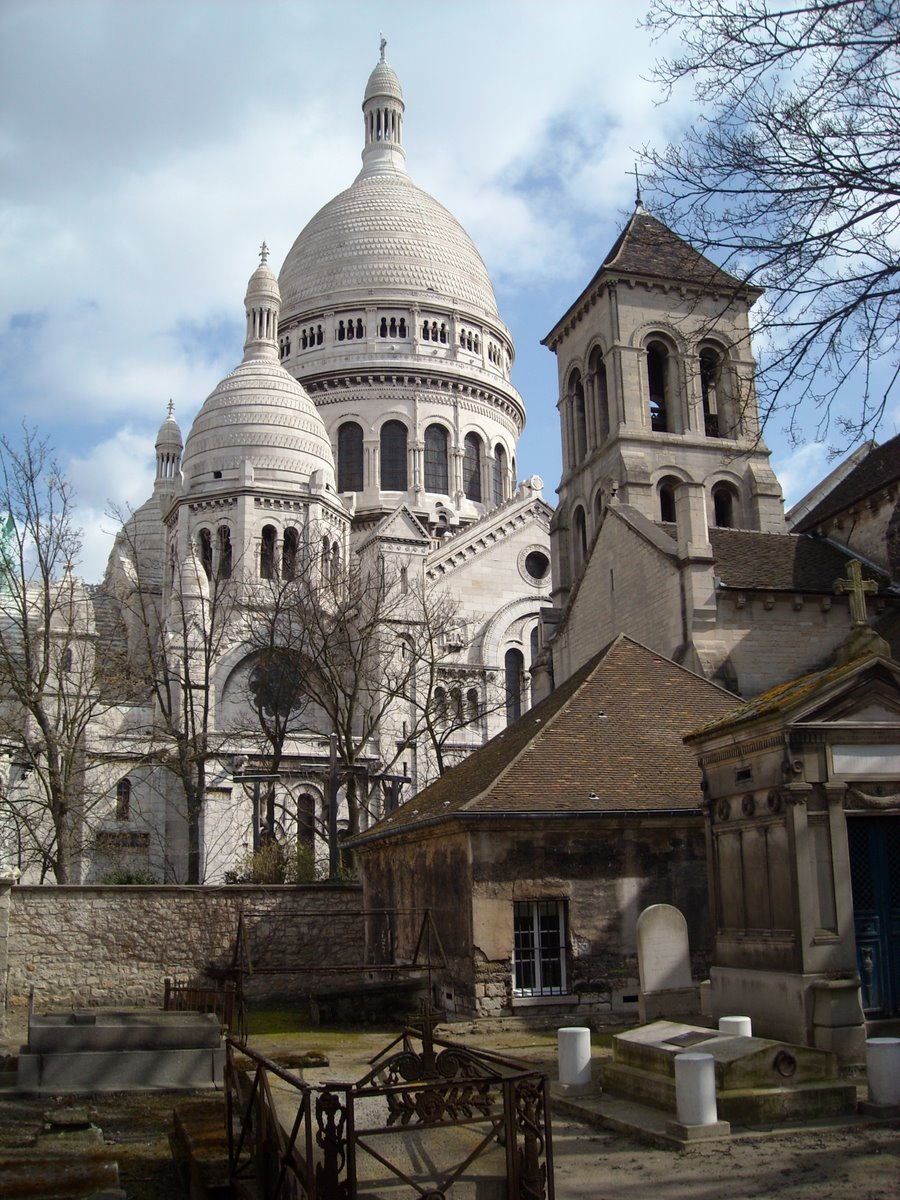
Clocher, croisillon nord et sacristie, devant la coulisse de la basilique du Sacré-Cœur.

À partir de 1876, la basilique du Sacré-Cœur de Montmartre s'élève à l'est du chevet de l'église Saint-Pierre, partiellement sur des terrains paroissiaux : la rue du Cardinal-Guibert qui sépare les deux églises n'existe pas encore. Toutes les attentions se portent sur la basilique naissante, et l'église Saint-Pierre est presque oubliée. En 1890, le chœur menace de s'effondrer. Les voûtes doivent être étayées à l'extérieur et à l'intérieur, tout un système d'étais et d'échafaudages est mis en place, et les contreforts sont reconstruits en maçonnerie. Cependant, le service paroissial continue. Puis, au bout de longues tergiversations, la construction de l'église Saint-Jean de Montmartre est décidée, et les travaux débutent en 1894. Cette nouvelle église située rue des Abbesses, près de l'ancienne abbaye d'en-bas, est assez proche de la vieille église et très spacieuse. En 1895, même le clergé s'interroge sur l'opportunité de maintenir l'église Saint-Pierre une fois l'église Saint-Jean achevée. En 1896, un pan de mur s'écroule. Une commission déclare que l'église Saint-Pierre est dangereuse et irréparable. Elle est « définitivement » fermée par mesure de sécurité, et sa démolition ne semble plus qu'une question de temps, d'autant plus qu'elle n'est pas classée monument historique. Il est déjà question de l'aménagement d'un square public à son emplacement. Quelques personnes militent toutefois pour sa sauvegarde : on peut citer le caricaturiste montmartrois Adolphe Willette (1857-1926) qui convainc le conseiller municipal Eugène Fournière (1857-1914), soutenu par le maire du 18e arrondissement, Georges Clemenceau. Le jeune architecte André-Félix Narjoux publie une brochure sur l'église en 1897, qui témoigne d'une mauvaise compréhension de son architecture mais sensibilise l'opinion publique. Le 12 octobre 1897, le conseil municipal décide finalement que l'église sera conservée intégralement. L'architecte Louis Sauvageot est chargé de l'élaboration d'un projet, qui reçoit l'approbation du ministère des Beaux-Arts. Le chantier de restauration démarre en 1900 et dure cinq ans. Il porte sur la nef, la croisée du transept et le chœur. Le croisillon nord et les absidioles sont presque bâtis à neuf, et un nouveau clocher imitant le style roman est construit au-dessus de la première travée de l'absidiole nord. La restauration est radicale, mais aussi respectueuse de la substance authentique que possible. Lorsqu'elle approche la fin, la Société du Vieux Montmartre réclame l'église pour y installer son musée, mais le père Marie Charles François Patureau (1853-1930) défend vaillamment l'affectation cultuelle de l'église, et est nommé curé le 23 février 1908,.

### LeXXesiècle
L'église est classée aux monuments historiques par arrêté du 21 mai 1923. — Après la Seconde Guerre mondiale, un paroissien, M. Desmaret, décide à la suite du décès de son épouse, d'offrir des vitraux à l'église. Au nombre de vingt-sept, ils sont confectionnés par le maître-vitrier Max Ingrand en 1952 et 1953. En 1980, le sculpteur italien Tommaso Gismondi offre six vantaux en bronze pour les trois portails de la façade occidentale. Ils sont fondus à Rome, et bénits par le pape Jean-Paul II en date du 26 mars 1980 avant leur départ pour Paris. Entièrement couverts de bas-reliefs, ils représentent des scènes de la vie de saint Denis, de saint Pierre et de la Vierge Marie. Ce sont les trois saints patrons de l'église et de la paroisse. Également en 1980, Gismondi offre une porte pour le cimetière du Calvaire, qui est elle aussi en bronze, mais ajourée et d'un style différent. Elle illustre la Résurrection du Christ. En 1988 / 1989, l'église connaît une importante campagne de restauration sous l'égide de la ville de Paris. Contemporaine du chœur de l'église désacralisée du prieuré de Saint-Martin-des-Champs, l'église Saint-Pierre est la seconde église paroissiale la plus ancienne de Paris, après l'église de Saint-Germain-des-Prés dont le clocher, la nef et le transept datent de l'an mil. Avec la cathédrale Notre-Dame et l'église Saint-Julien-le-Pauvre, c'est l'une des cinq églises du XIIe siècle que conserve la capitale. Ses cinq chapiteaux de marbre représentent, avec les colonnettes de marbre des tribunes de l'abside de Saint-Germain-des-Prés, les plus anciens témoignages de l'art chrétien encore en place dans une église ouverte au culte dans la ville. Saint-Pierre de Montmartre est toujours l'une des deux seules paroisses sur la butte de Montmartre, car la basilique du Sacré-Cœur n'est pas paroissiale. L'église est desservie par un curé et un vicaire, et l'Eucharistie y est célébrée matin et soir en semaine, le samedi soir et deux fois le dimanche matin.

## Description

### Aperçu général

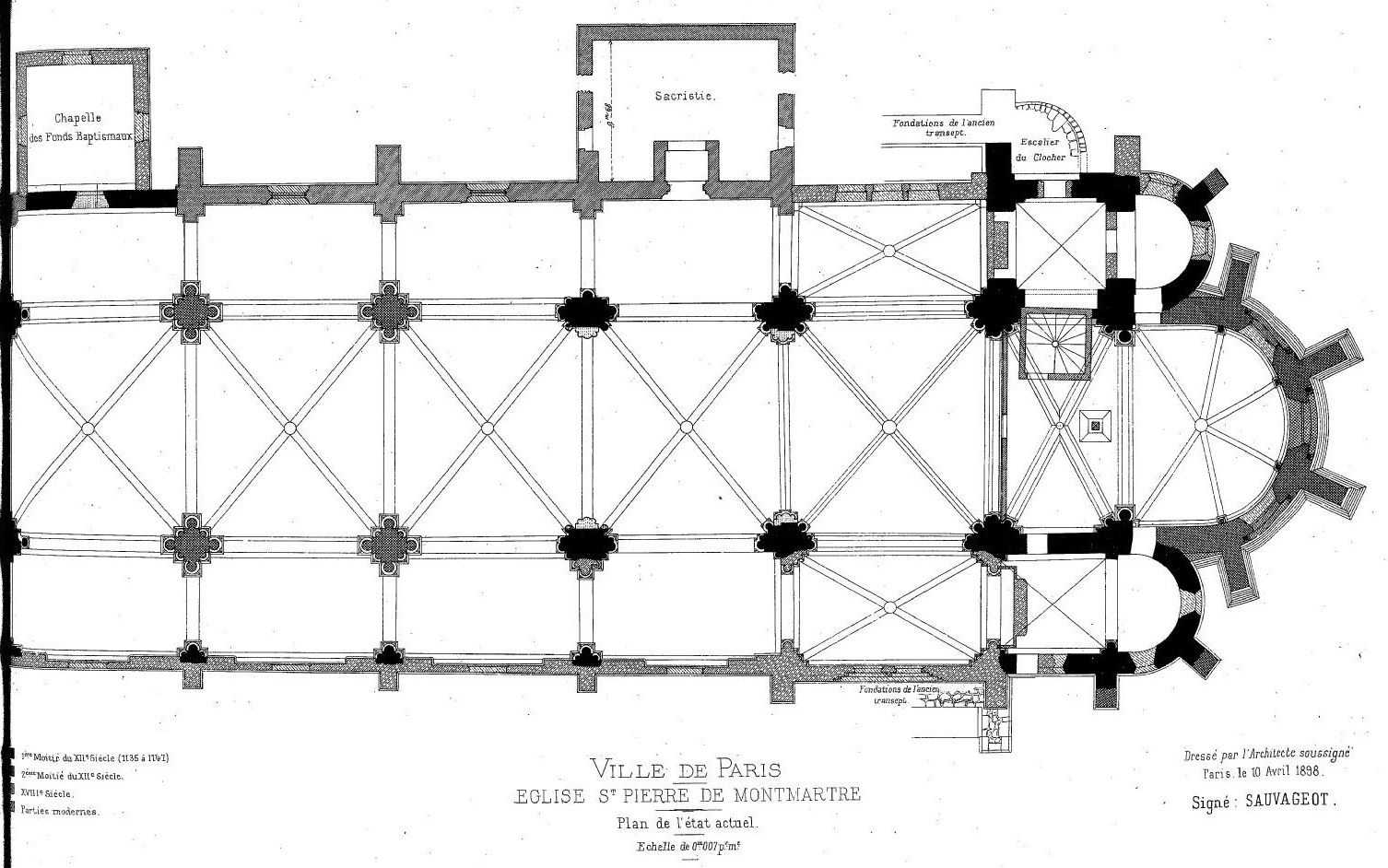
Plan de l'église en 1898. Les bas-côtés ne sont pas encore voûtés, et le croisillon nord n'est pas encore restitué.

L'église n'est accessible que par l'un des trois portails de la façade occidentale, qui donne sur un petit parvis ouvert sur la rue du Mont-Cenis, presque en face de la place du Tertre. Aucune élévation de l'église ne donne sur la voie publique. Elle est entourée de trois côtés par l'ancien cimetière paroissial, désaffecté et sans entretien, ouvert seulement le 1er novembre, jour de la Toussaint. Ce cimetière jouxte la rue du Cardinal-Guibert, percée lors de la construction de la basilique du Sacré-Cœur qui domine l'église Saint-Pierre à l'est. Le chevet et le clocher de l'église Saint-Pierre ne sont visibles partiellement que depuis la rue du Cardinal Guibert, ou depuis les hauteurs de la basilique. — Régulièrement orientée, l'église est de plan cruciforme, et se compose d'une nef de quatre travées accompagnée de bas-côtés ; d'un transept légèrement débordant au nord ; d'un chœur comportant une travée droite et une abside avec une partie droite et un chevet en hémicycle ; et de deux chapelles orientées ou absidioles s'ouvrant à l'est des croisillons, sans intercommunication avec le chœur. Elles reproduisent à plus petite échelle le plan du chœur. Le clocher se dresse au-dessus de la travée droite de l'absidiole nord, qui est la chapelle du Saint-Sacrement. L'absidiole sud est la chapelle des fonts baptismaux. La sacristie moderne se situe au nord de la dernière travée du bas-côté nord. Au nord de la première travée, une chapelle avait été ajoutée à une époque indéterminée ; elle a été démolie par Sauvageot au début du XXe siècle. L'ensemble de l'église est voûté, avec trois principaux types de voûtes de différentes époques : voûtes d'ogives pour le vaisseau central et le croisillon sud, voûtes en cul de four pour les chevets des absidioles, et voûtes d'arêtes pour le reste.

### Intérieur

#### Nef

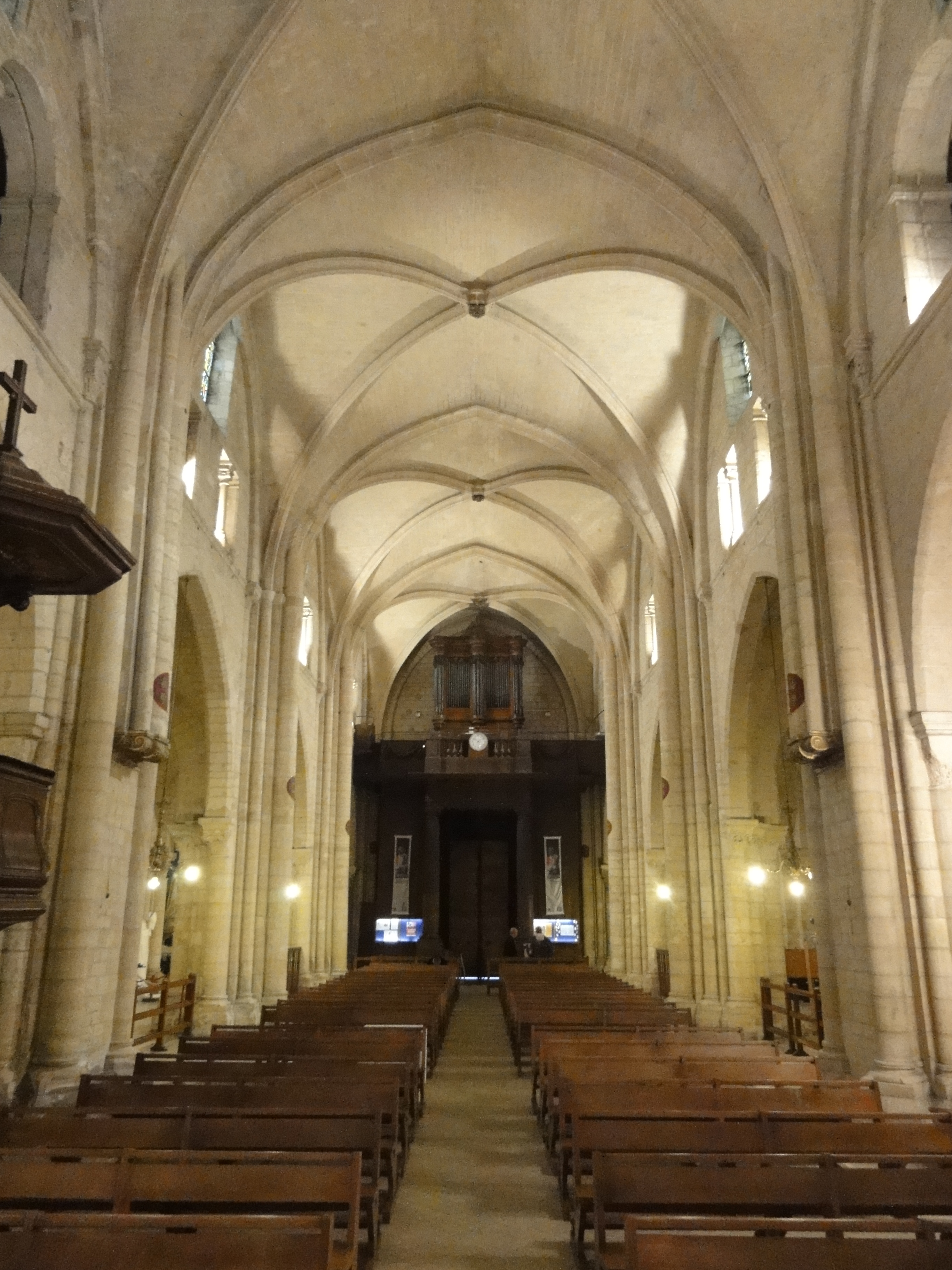
Nef, vue vers l'ouest.

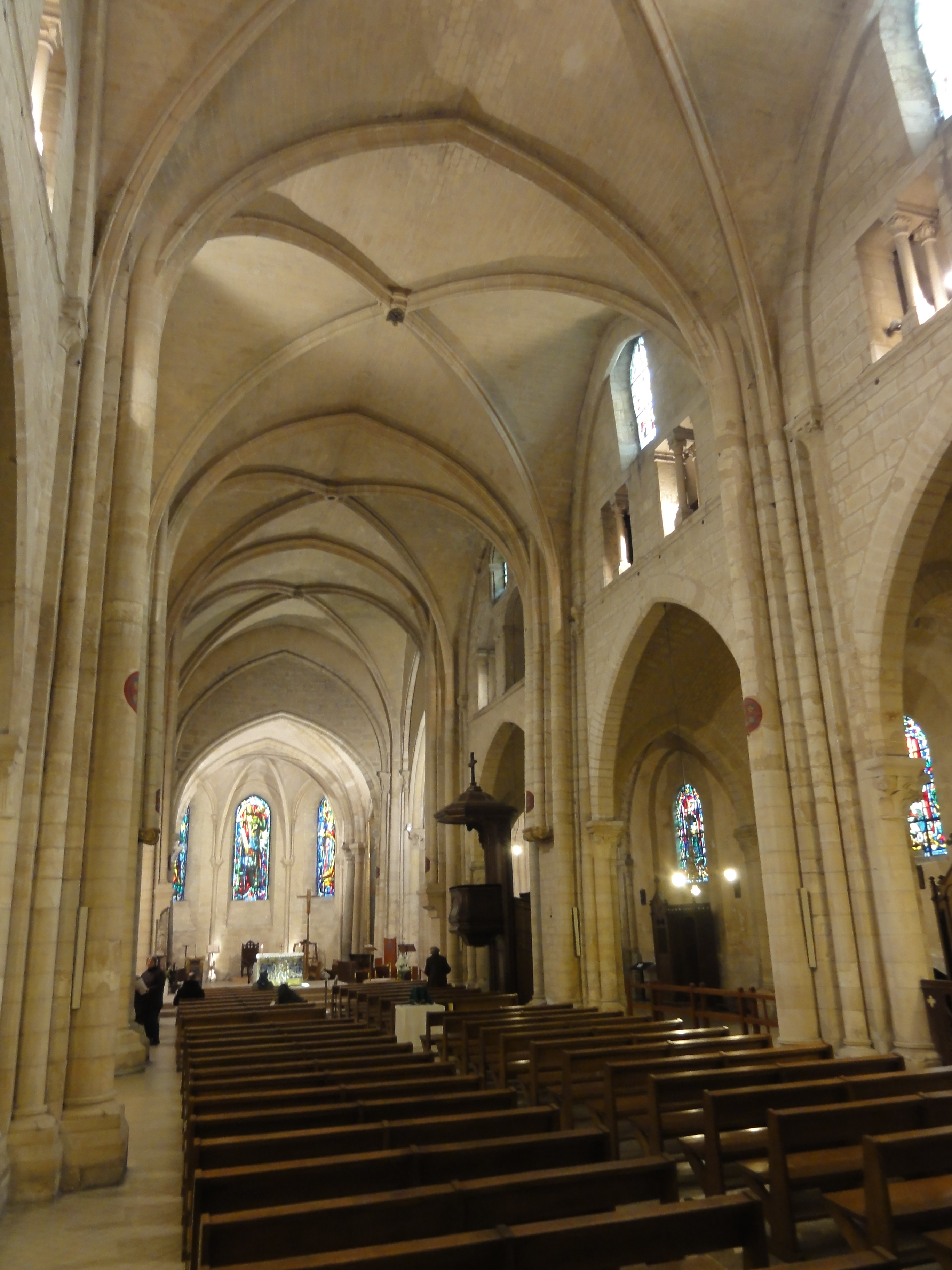
Nef, vue vers l'est.

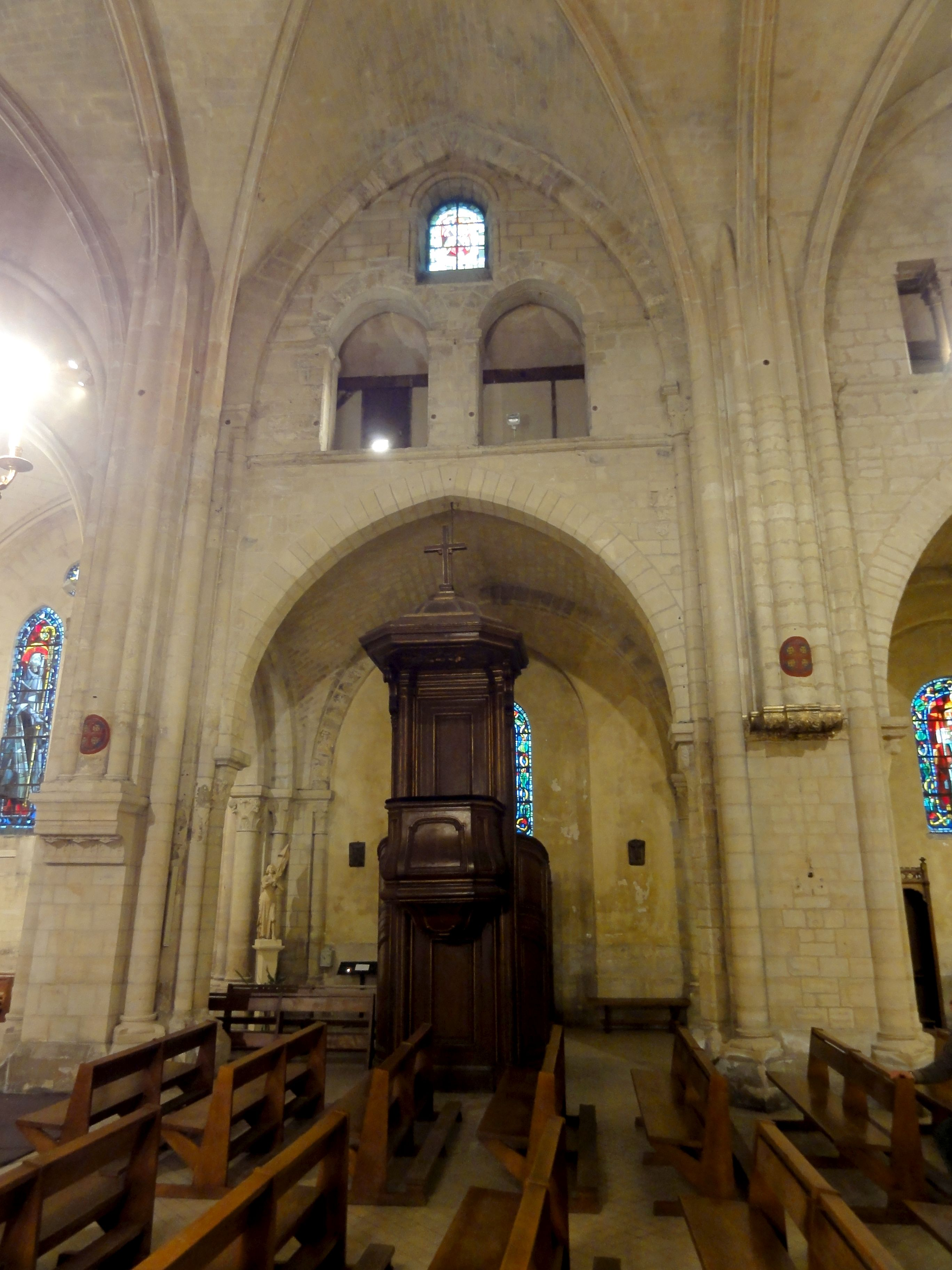
Nef, 4e travée côté sud.

La nef comporte quatre grandes travées, à peine plus larges que profondes, contrairement à l'usage général qui favorise des travées barlongues. L'élévation porte partout sur trois niveaux, et la largeur et la hauteur (qui est de 12,65 m), sont constantes sur toute la longueur. Toutes les travées ont existé au moment de la consécration de l'église en 1147, mais les trois premières n'étaient pas achevées : elles n'allaient peut-être pas plus haut que les grandes arcades, et n'étaient en tout cas pas encore voûtées. En effet, le style de la sculpture des chapiteaux des galeries des trois premières travées est plus avancé, et les piliers adoptent un plan plus rationnel. La quatrième travée est donc la plus ancienne, et elle appartient à la même campagne de construction que la croisée du transept et la première travée du chœur. L'on reconnaît aisément que la nef n'est pas homogène, et ce qui frappe le plus est l'incohérence stylistique entre les supports et les voûtes, que plus de trois siècles séparent. Tout au long de son histoire, la nef a connu quatre états depuis la consécration. Sous le premier état, les trois premières travées sont recouvertes par un plafond de bois provisoire. Puis elles sont vraisemblablement voûtées, mais seule la présence de l'idée du voûtement d'ogives dès le départ peut être prouvée en examinant la configuration des supports. Eugène Millet a prétendu que les voûtes ont dû être démontées peu après leur achèvement, car les contreforts des murs gouttereaux de la nef étaient à la fois insuffisants pour lutter contre la poussée des voûtes, et exerçaient trop de pression sur les arcs-doubleaux des bas-côtés, sur lesquels ils prenaient appui. François Deshoulières pense avoir identifié les arrachements des contreforts primitifs dans les combles des bas-côtés. Anne Prache reste très prudente sur la question de l'existence de voûtes anciennes, et évite de prendre position. Si les autres auteurs admettent un voûtement ancien, la période de sa disparition reste impossible à déterminer. Le deuxième état qu'a connu la nef est donc son voûtement ancien, pendant la seconde moitié du XIIIe siècle, et le troisième état, le recouvrement de la nef par un plafond de bois provisoire. Cet état est prouvé par des restes de peintures murales en appareil sur les extrémités hautes des piliers, au-dessus des voûtes. Puis le quatrième état est celui du voûtement gothique flamboyant après 1463, sous l'abbesse Agnès du Jardin et sous l'impulsion de Mgr Guillaume Chartier. Dans son ensemble, la nef est déjà plus gothique que romane, et Anne Prache fait un rapprochement avec le style gothique précoce du chœur de Saint-Germain-des-Prés, commencé en 1145,,.
La quatrième travée a donné le modèle pour les quatre autres, et il convient donc de la regarder en premier lieu. La grande arcade est en arc brisé et légèrement plus basse que les autres. Elle n'est pas moulurée, et retombe sur les tailloirs des chapiteaux de deux colonnes engagées dans les piliers. Ceux-ci ont un noyau cruciforme, et n'ont pas les ressauts habituels pour loger les colonnes et colonnettes. Du côté de la nef, une console reçoit le faisceau d'une colonne et de deux colonnettes correspondant aux doubleaux du vaisseau central, et portant une croix de consécration. Les colonnettes n'ont plus d'utilité pour les voûtes actuelles, qu'elles semblent transpercer. Quant aux consoles, elles sont le résultat d'un remaniement, destiné à faciliter l'installation des stalles des religieuses : la quatrième travée faisait effectivement partie du chœur des religieuses jusqu'en 1686, seules les trois premières travées étant accessibles aux paroissiens. De part et d'autre d'une console, une colonne et une colonnette sont adossées aux piliers. La colonne reçoit la retombée des ogives, et la colonnette, qui se superpose en partie à la colonne de l'arcade, reçoit la retombée de l'arc formeret, qui est un simple rang de claveaux faisant légèrement saillie devant le mur haut. Ceci donne cinq colonnes et quatre colonnettes du côté de la nef et des grandes arcades ; s'y ajoutent une colonne et deux colonnettes pour le bas-côté (voire une troisième colonnette pour le doubleau secondaire du croisillon), ce qui donne un total de douze (voire treize) fûts. Au-dessus de la grande arcade, le mur est scandé horizontalement par un bandeau. Il sert d'appui à deux baies ouvertes sur les combles, version économique du triforium (qui comporte un mur de refend et est praticable). Les arcs brisés des baies reposent sur une tablette moulurée, qui se prolonge jusqu'aux supports de la voûte. Ce sont les fenêtres primitives. Du temps de leur existence, les toits en appentis des bas-côtés était si faiblement inclinés que la disposition ne fut pas jugée probante. Le toit a été rehaussé, et une nouvelle baie percée en haut, dont l'ébrasement entaille dangereusement les claveaux des baies anciennes. Elle est entourée d'un tore et flanquée de deux petits chapiteaux. Dans les combles, on voit encore que les murs étaient destinés à regarder vers l'extérieur. Reste à mentionner la voûte, dont les ogives et doubleaux ont un profil prismatique aigu caractéristique du style flamboyant. Selon l'esthétique flamboyante, les nervures pénètrent directement dans les supports sans interposition de chapiteaux. Sauf pour les formerets qui restent du XIIe siècle, les chapiteaux du XIIe siècle ont été supprimés, tout en laissant des traces. Il n'y a pas de clé de voûte décorée, mais seulement un trou, qui devait permettre la fixation d'une clé pendante,.
Les trois premières travées ont des arcades en tiers-point, un peu plus hautes que celles de la quatrième travée, mais sinon analogues. Les doubleaux ne reposent que sur une colonne unique de chaque côté, qui n'est curieusement pas engagée dans le pilier. Le plan cruciforme des piliers reste inchangé, mais ils ne sont cantonnés que de huit colonnes et colonnettes au lieu de douze. Les colonnettes des formerets, qui cachent un peu les colonnes des grandes arcades dans la quatrième travée, ont été supprimées. Pour les remplacer, les colonnes des grandes arcades montent jusqu'en haut de la voûte, et les chapiteaux des grandes arcades ne sont donc en réalité que des culs-de-lampe. Cette disposition rare, qui existe aussi dans l'arcade centrale de l'abside de Saint-Martin-des-Champs et dans la collégiale Notre-Dame-du-Fort d'Étampes, fait apparaître la partie haute des colonnes comme des pilastres, et les chapiteaux comme a moitié noyés dans l'appareil. Ici ces chapiteaux se situent à la même hauteur que le bandeau mouluré qui marque la limite entre l'étage des grandes arcades et l'étage des galeries. Celles-ci n'ont plus de baies en arc-brisé, car les grandes arcades plus hautes laissent moins de place. En même temps, les fenêtres hautes ont pu être légèrement allongées. Les baies des galeries deviennent donc rectangulaires, ce qui est normalement contraire aux principes de l'architecture romane et gothique. Chacune des deux baies par travée et par face possède un linteau unique, qui au centre est supporté par deux colonnettes à chapiteaux alignés sur un même axe, de sorte que l'on n'aperçoive qu'une seule en regardant de face. La plupart des colonnettes ont été remplacées au début du XXe siècle, mais les chapiteaux restent, pour la plupart, authentiques. Les linteaux supportent directement le seuil de la fenêtre haute, qui n'est pas décorée, et monte un peu plus haut que le formeret, ce qui paraît maladroit. Les voûtes sont analogues à la quatrième travée, mais possèdent des clés de voûte sculptées. — Reste à mentionner une particularité au début des grandes arcades, au revers de la façade. Les colonnes de marbre sont antiques et proviennent sans doute du temple de Mercure ; les chapiteaux, également de marbre, sont mérovingiens et proviennent de la première église élevée à cet endroit. Un troisième chapiteau mérovingien se trouve au début du bas-côté nord. Tailloirs et bases sont du XIIe siècle,.

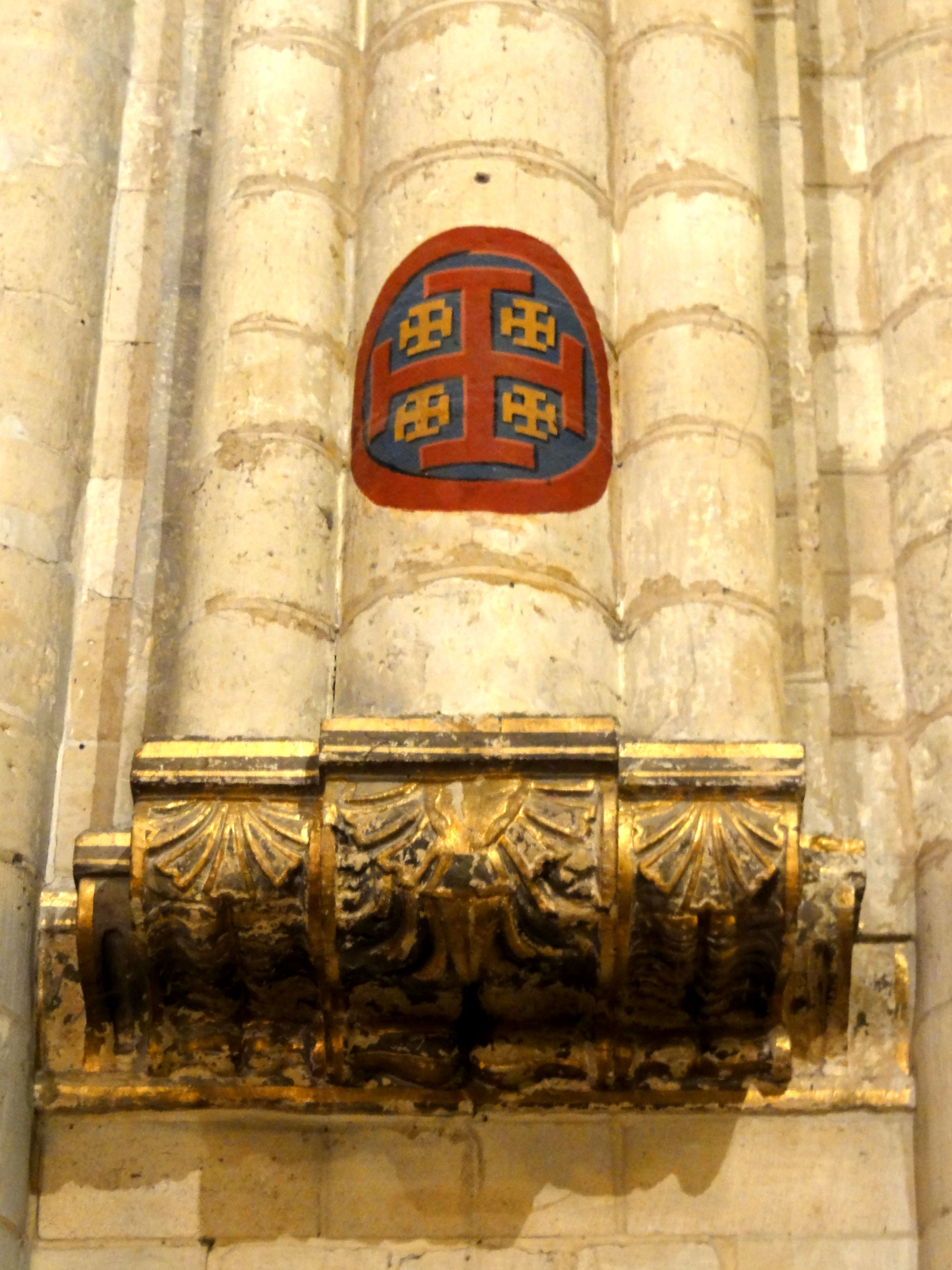
Console et croix de consécration.
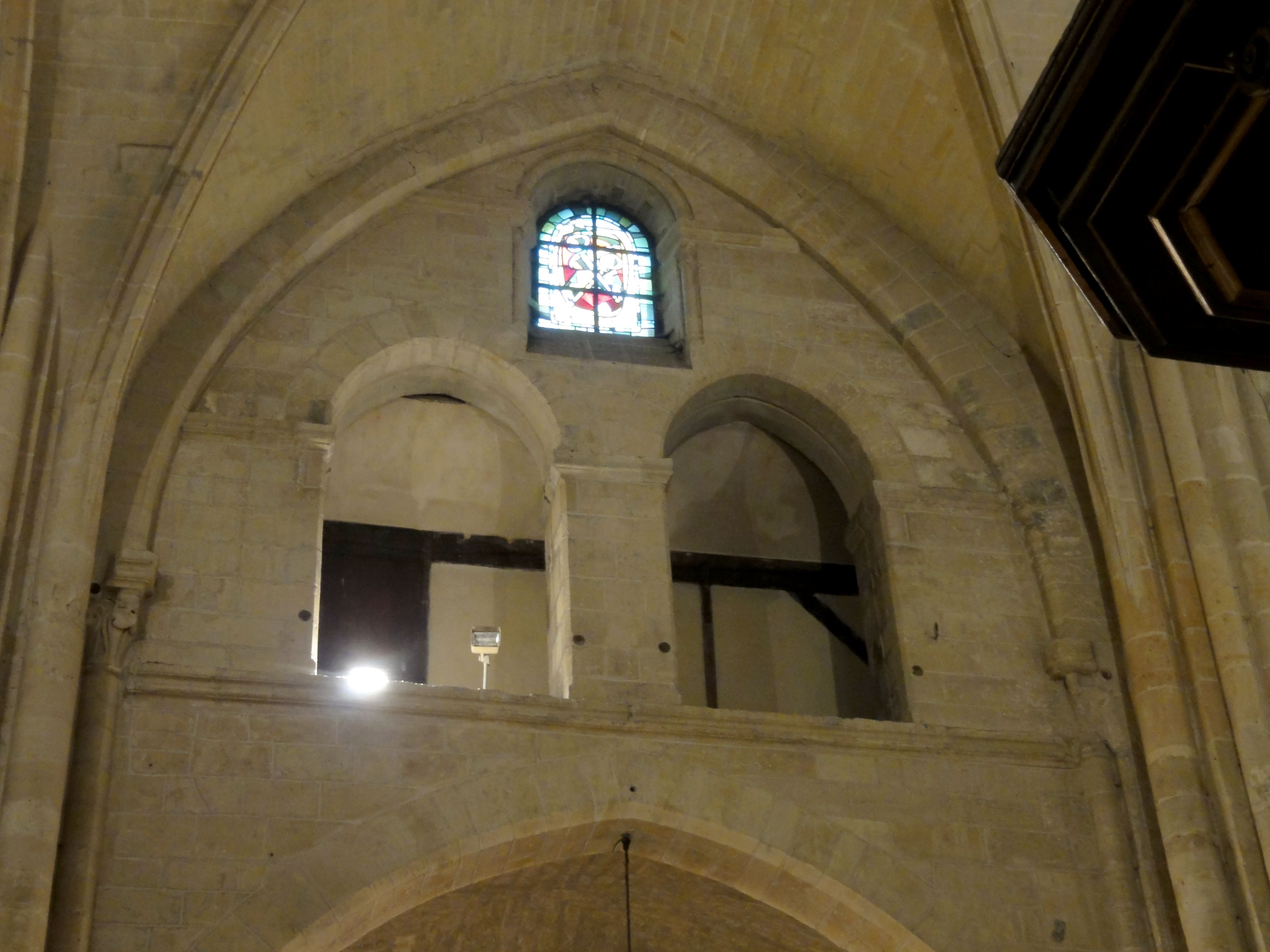
Nef, 4e travée côté nord, parties hautes.
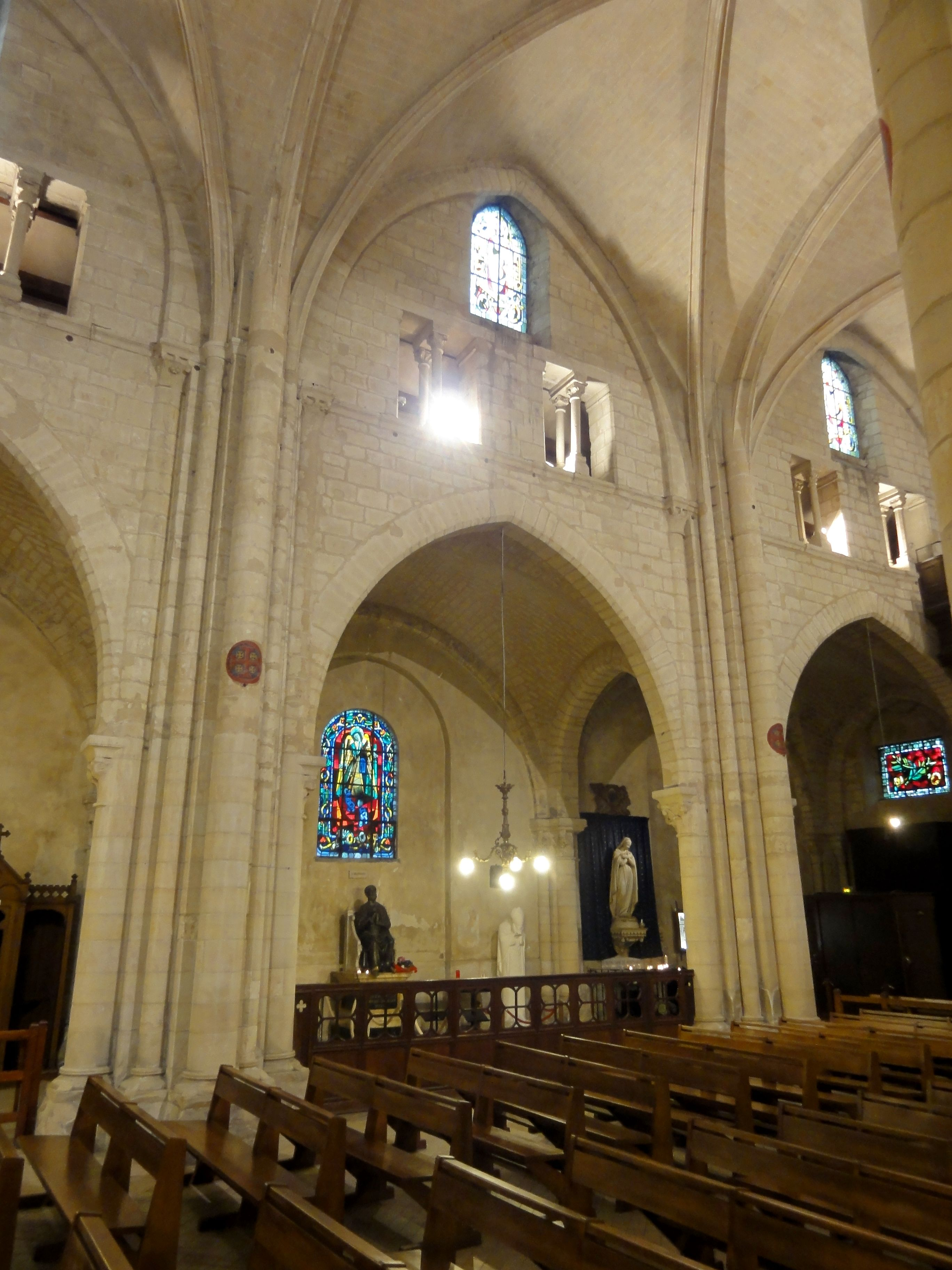
Nef, 2e travée, élévation sud.
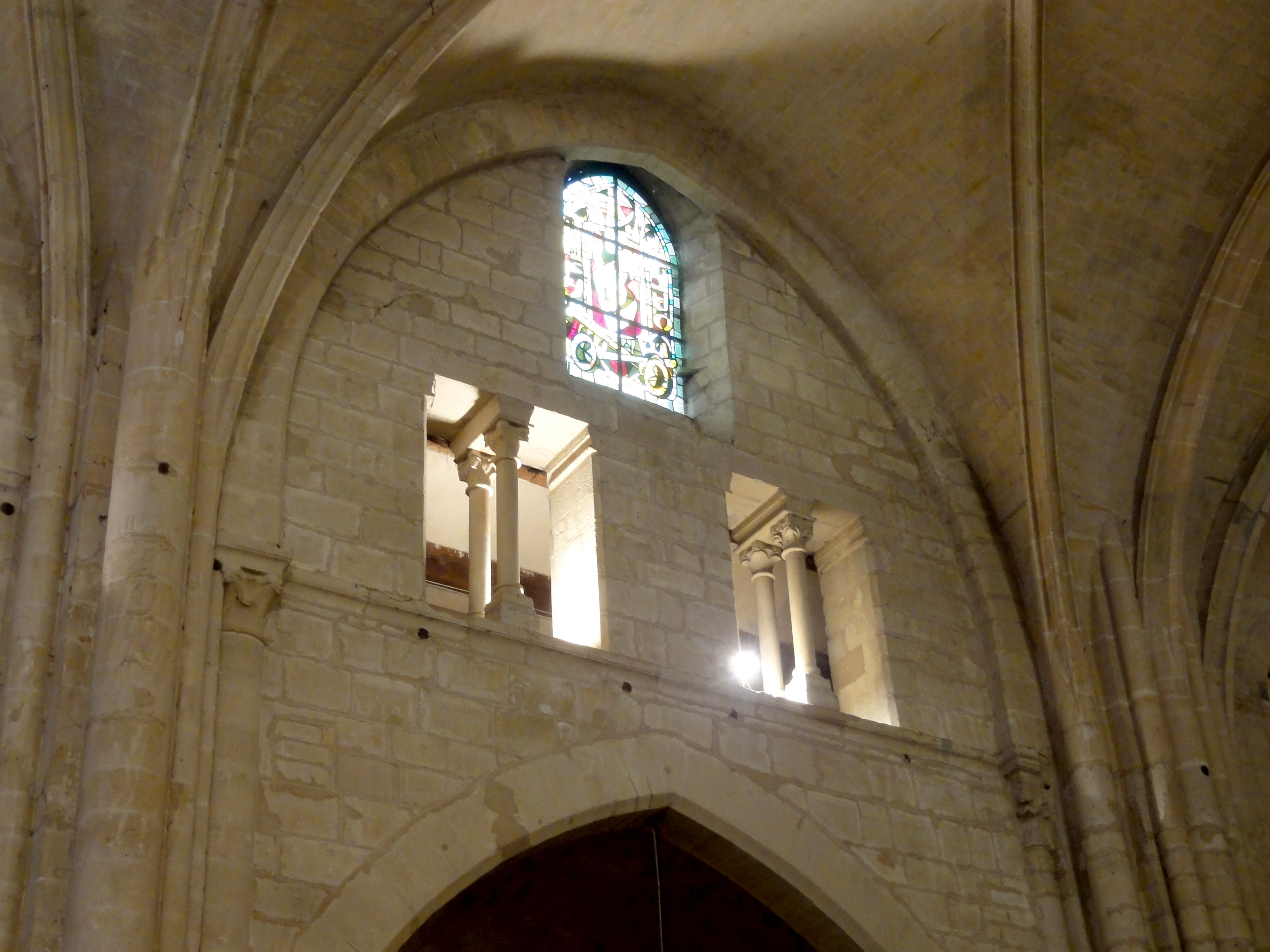
Nef, 3e travée côté nord, parties hautes.
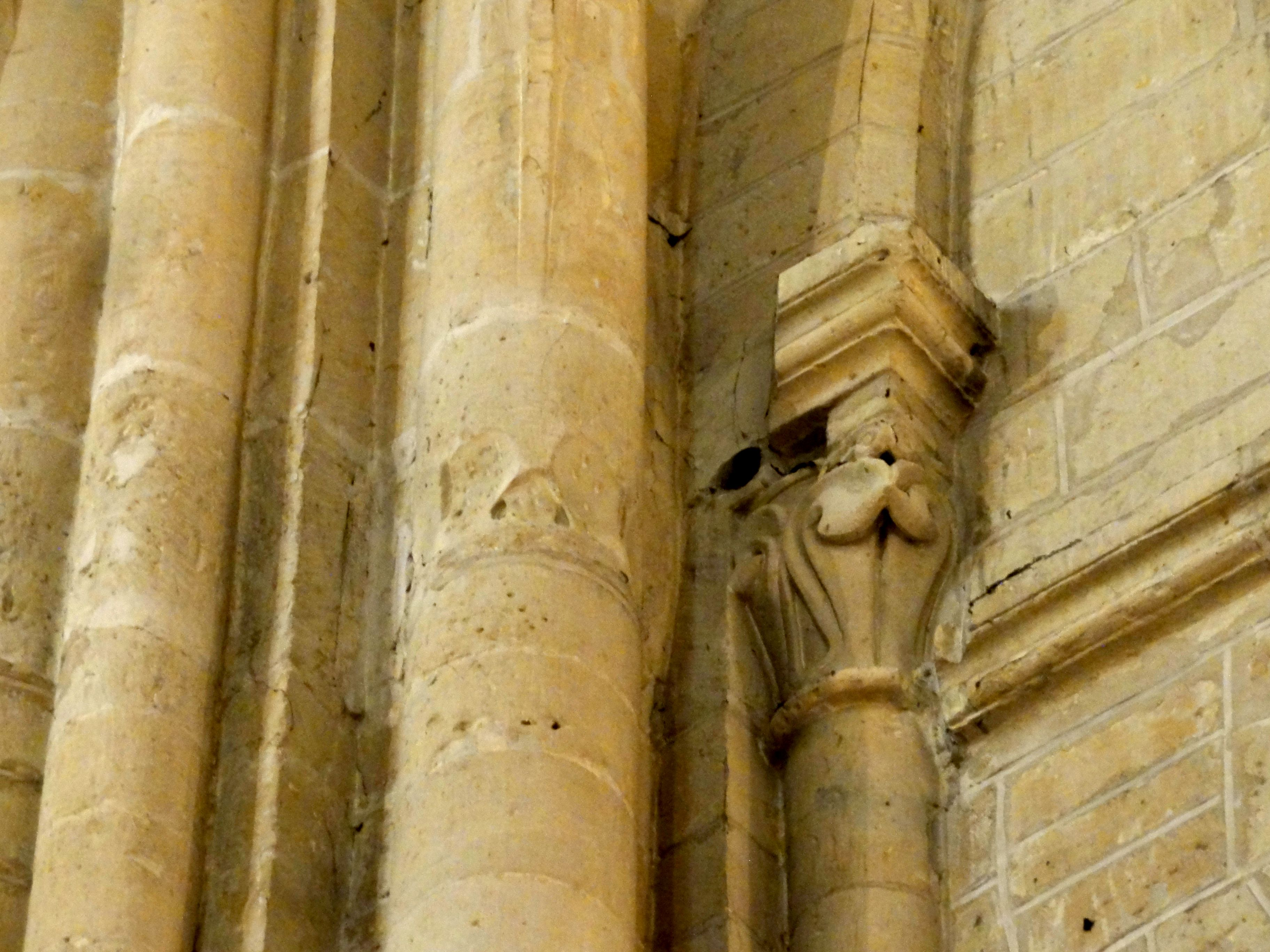
Chapiteau du 2e ordre et chapiteaux supprimés.
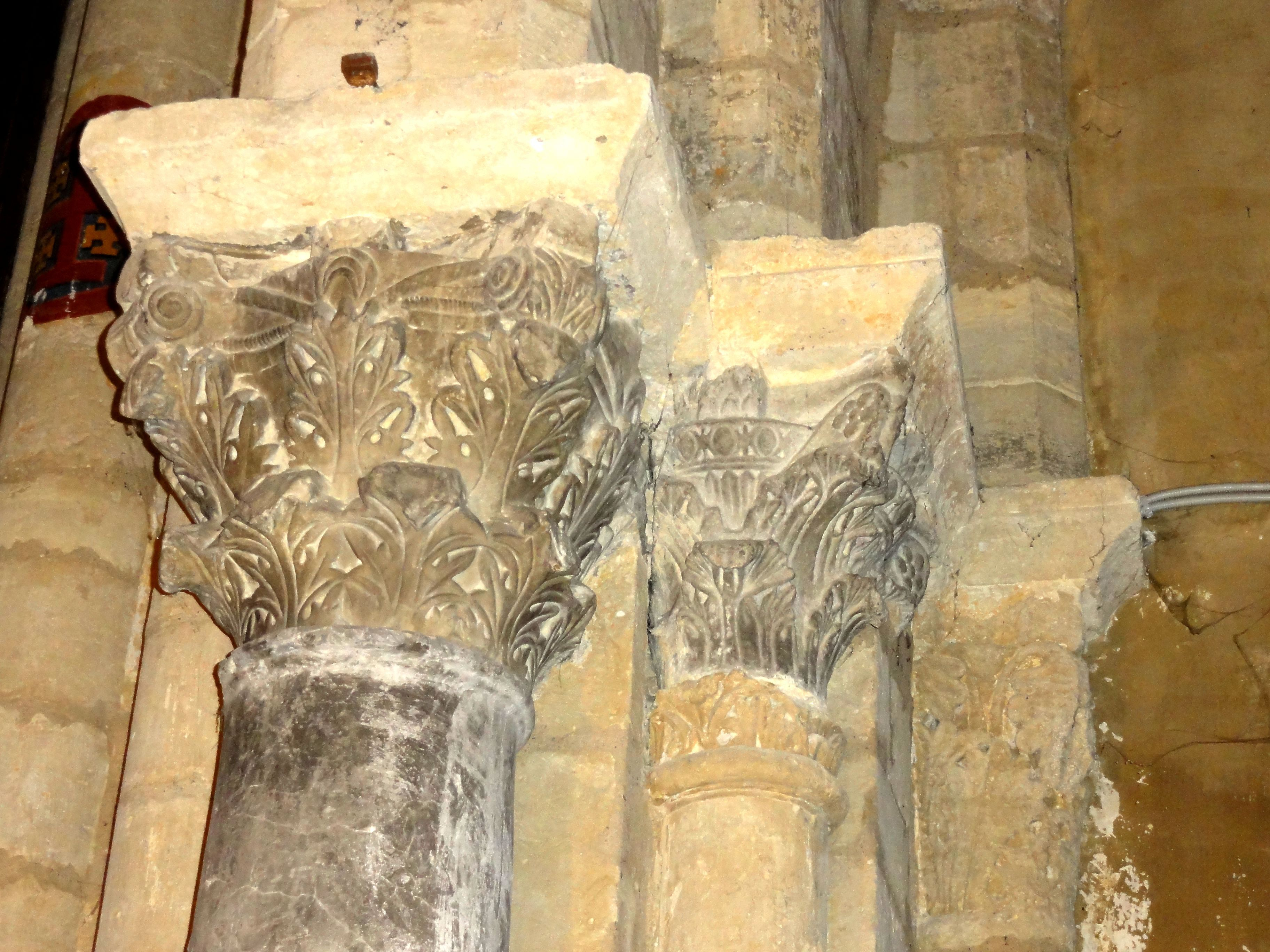
Chapiteau mérovingien au revers de la façade.

#### Bas-côtés

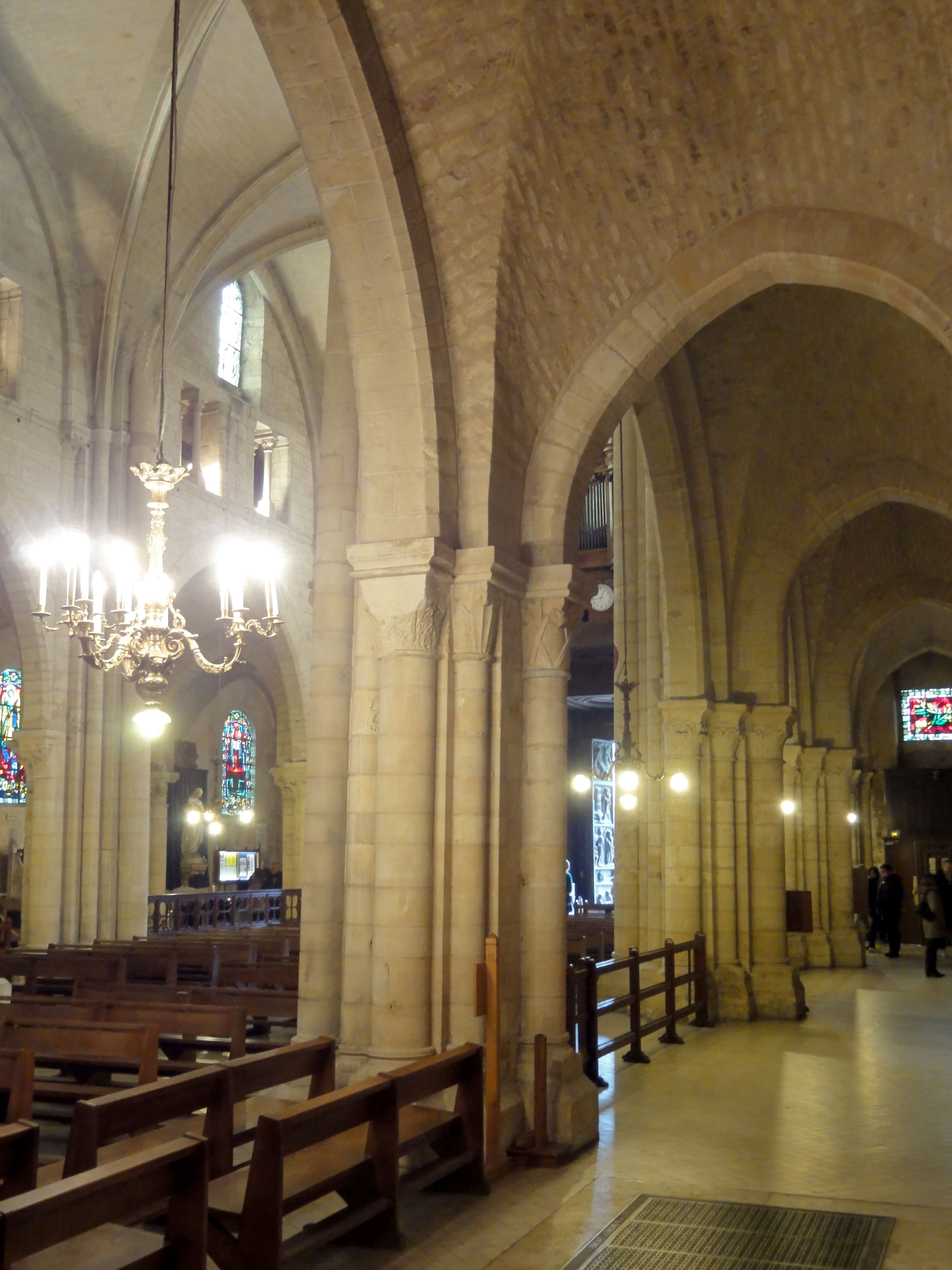
Bas-côté nord, piliers des grandes arcades.

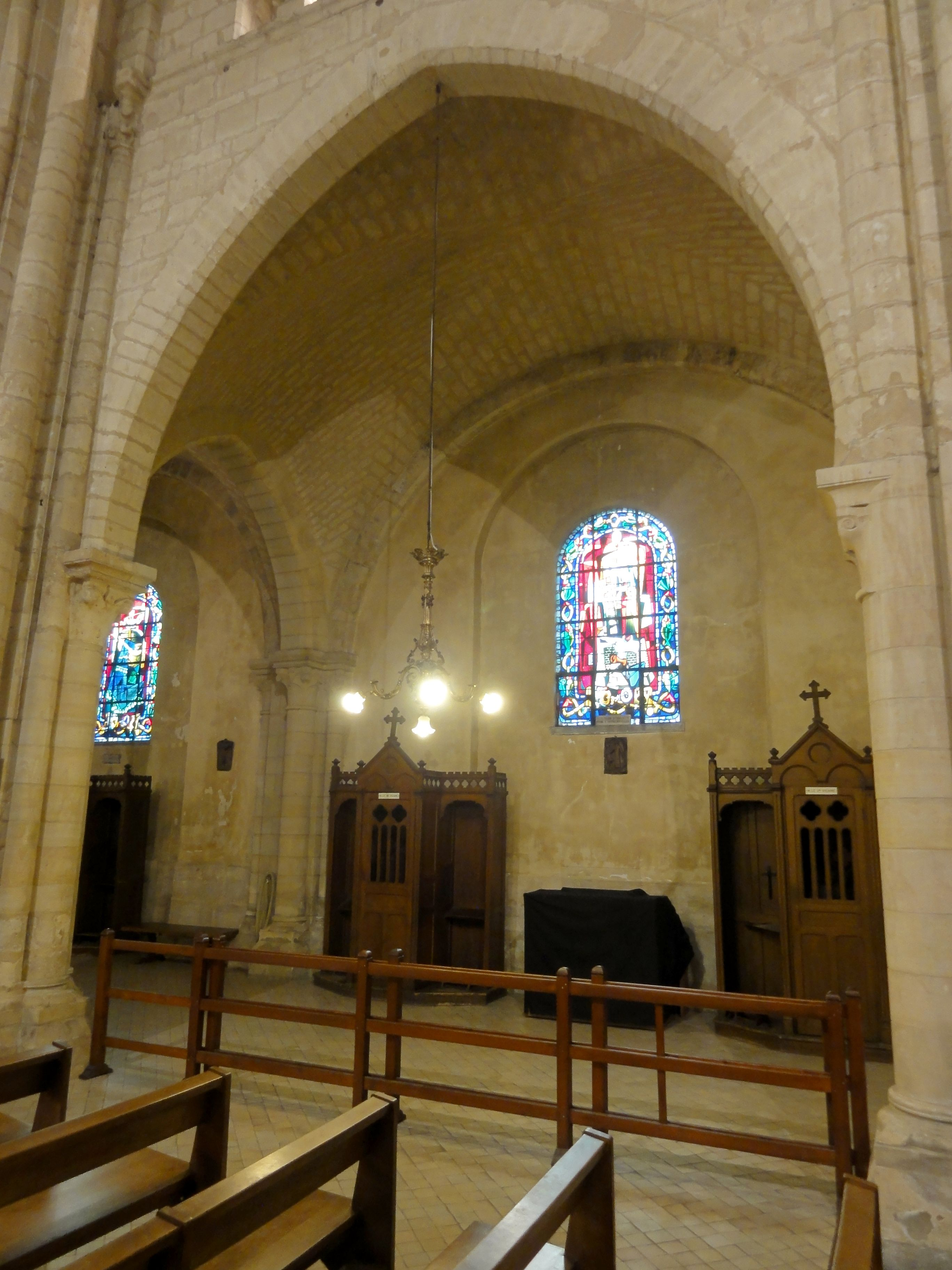
Nef, vue sur la 3e travée du bas-côté sud.

Les deux bas-côtés sont extrêmement restaurés. Hormis le revers de la façade occidentale, les grandes arcades et une partie importante de leurs chapiteaux, seule la première fenêtre subsiste du XIIe siècle du côté nord, et du côté sud, ce ne sont que les piliers engagés dans les murs et une partie de leurs chapiteaux. Quand la nouvelle façade a été érigée vers 1765, le mur occidental du XIIe siècle n'a pas été entièrement démoli. Seul le parement extérieur a été arraché, et la nouvelle façade plaquée sur le mur ancien. Ceci explique qu'au revers de la façade, tous les supports sont d'origine. Lors de la construction de la nouvelle façade, le mur septentrional de la seconde, de la troisième et de la quatrième travée a été jeté bas, puis reconstruit selon le goût de l'époque, avec des fenêtres en anse de panier et des piliers sans chapiteaux, comportant néanmoins des tailloirs moulurés. Les chapiteaux romans sont presque exclusivement sculptés de feuilles inspirées de la flore régionale, en un ou deux rangs, appliquées ou diversement enroulées, parfois striées. Le relief est souvent bien développée, et parfois la corbeille est excavée immédiatement sous le tailloir, qui semble reposer sur des modillons. Cette sculpture schématise quelque peu et apporte une régularité que la nature ignore, mais est relativement naturaliste et tombe rarement dans les stéréotypes, tels que les feuilles plates ou les volutes d'angle. L'on trouve néanmoins quelques motifs récurrents à la période romane, tels que les feuilles côtelées, des palmettes de feuilles d'acanthe, des godrons perlés et aux volutes d'angle, et des crossettes croisées aux volutes d'angle. Quelques chapiteaux paraissent inspirés de l'antique, et s'approchent des chapiteaux mérovingiens présents dans l'église. Un seul chapiteau est historié. Il se trouve face à la sacristie, dans l'angle sud-est de la dernière travée, et représente un homme à tête de porc, vêtu d'une tunique courte serrée par une ceinture, et monté à califourchon sur un bouc en faisant face à la queue qu'il tient par une main, tandis que ses pieds reposent sur une sorte d'escabeau ou étrier. Ce semble être une symbolisation de la luxure, et le même motif se trouve encore au XIVe siècle au croisillon sud de la cathédrale d'Auxerre. Sur un chapiteau voisin, un griffon mutilé se détache au-dessus des feuillages,,.
Les voûtes d'arêtes ont été bâties sous Louis Sauvageot au début du XXe siècle. Elles sont en plein cintre, et séparées par des doubleaux très surhaussés, qui eux sont en arc brisé et simplement chanfreinés. Les auteurs ne se prononcent pas sur l'âge de ces doubleaux. Les formerets sont de simples rangs de claveaux légèrement proéminents, et ne doivent pas être plus anciens que les voûtes. Jusqu'à l'intervention de Sauvageot, les bas-côtés étaient simplement plafonnés. Le baron Ferdinand de Guilhermy a visité l'église en 1843 et note que les bas-côtés n'auraient jamais été voûtés de pierre. Ce témoignage semble contredit par un rapport de l'architecte Haudebourt à la commune de Montmartre de 1834, dans lequel il constate un fort tassement au droit de la retombée de la première voûte d'arêtes au midi. Au moins au sud, des voûtes d'arêtes ont donc dû exister. Nayssant fut chargé de la reconstruction du bas-côté sud, et ce chantier s'échelonna jusqu'en 1845. Les voûtes d'arêtes avaient donc disparu lors du passage du baron de Guilhermy. Or, Sauvageot a pensé reconnaître leurs traces quand il examina l'église préalablement à sa restauration, et a pris des photographies pour documenter son état. Après sa mort, son gendre André Ventre a hérité de ces clichés. Pour François Deshoulières, ils ne semblent pas apporter la preuve du voûtement ancien. Mais il a trouvé un autre argument en sa faveur : c'est le témoignage d'Albert Lenoir du milieu du XIXe siècle, qui remarque que les tribunes étaient utilisés comme ossuaire. Vu du poids à supporter par les plafonds, Deshoulières pense qu'on ne puisse pas douter de leur voûtement ancien. Sachant que les voûtes d'arêtes sont rarement utilisées par l'architecture romane et gothique en Île-de-France, il cite des exemples de leur emploi au XIIe siècle, mais hormis la collégiale Saint-Martin de Champeaux dont il ignore que les voûtes d'arêtes des bas-côtés datent du XIXe siècle, ces exemples ne concernent que des déambulatoires ou cryptes. Aucune preuve du voûtement ancien n'existe pour Champeaux, mais on ne peut pas l'exclure, et il en va de même des trois dernières travées du bas-côté sud de Poissy. Par contre, la propension des restaurateurs du XIXe siècle à établir des voûtes d'arêtes là où il n'y en avait pas est connue : Longpont-sur-Orge, Morienval, Saint-Germain-des-Prés en fournissent des exemples,,.
Le bas-côté sud a pour l'essentiel été restauré par Haudebourt, qui fit resculpter certains chapiteaux, notamment trois du second pilier des grandes arcades (côté ouest, côté sud-est et côté est) ; un du troisième pilier (côté sud) ; tous les trois du troisième pilier engagé dans le mur méridional ; et les deux de l'arcade vers le croisillon. Il laissa toutefois en place quelques témoins de l'état antérieur : ceux du premier et du second pilier engagés dans le mur, qui ont quelque peu souffert mais pas subi de dégradations volontaires, et ceux au sud-est et à l'est du troisième pilier, dont les corbeilles ont été martelés. Les motifs sont tous empruntés du règne végétal et du même registre que dans le bas-côté nord, sauf que des fruits d'arum font leur apparition. Malgré sa restauration, le bas-côté sud est encore très proche de ses dispositions d'origine jusqu'à la hauteur des tailloirs. La fonction initiale n'est toutefois pas claire pour les petits chapiteaux, qui correspondent aux colonnettes logées dans les angles des piliers des grandes arcades et des piliers engagés. Actuellement, ils supportent respectivement le second rouleau des grandes arcades, qui par ailleurs n'existe pas du côté de la nef, et les formerets. En même temps, les retombées s'effectuent tellement en arrière des tailloirs, que ceux-ci restent en grande partie libres. Le second rouleau des grandes arcades a toujours dû exister, car le rang de claveaux inférieur, le seul que l'on voit depuis la nef, paraît très mince. Mais la disposition des supports n'est pas non plus incompatible avec un voûtement d'ogives. Il se peut également que les doubleaux des bas-côtés étaient à double rouleau, à l'instar des arcades vers les croisillons,.

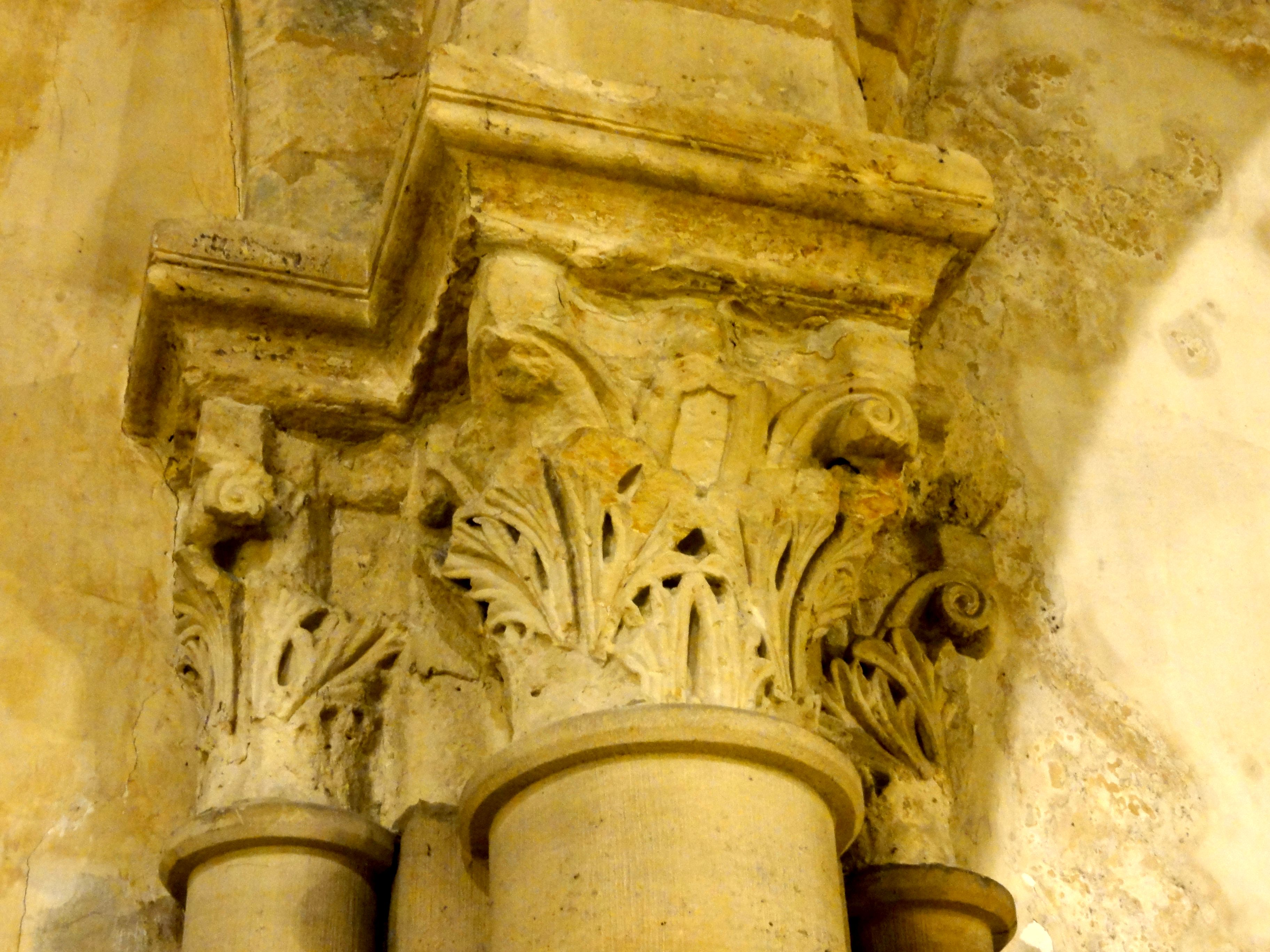
Chapiteaux romans d'inspiration antique.
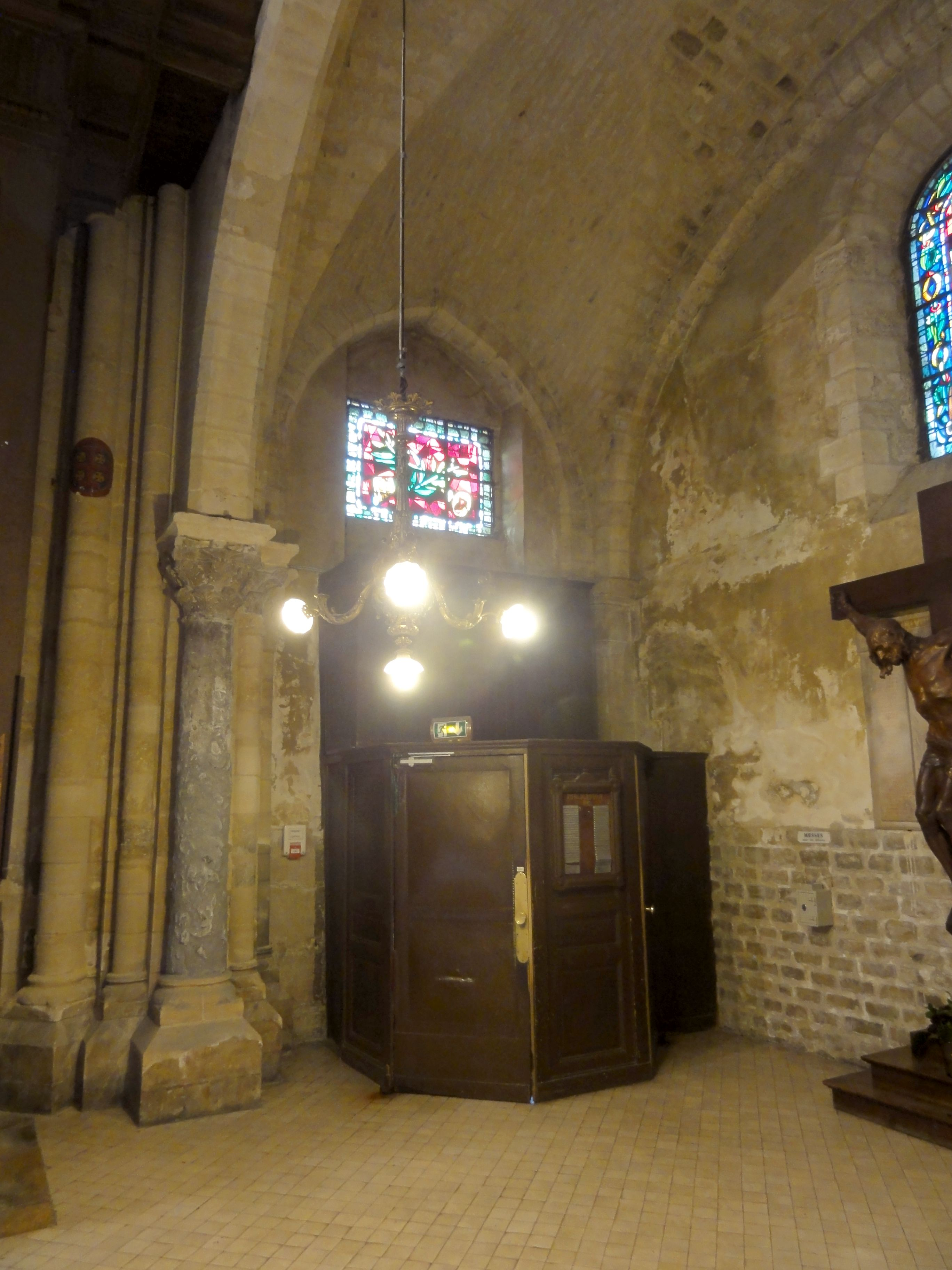
Début du bas-côté nord, à g. colonne de marbre antique.
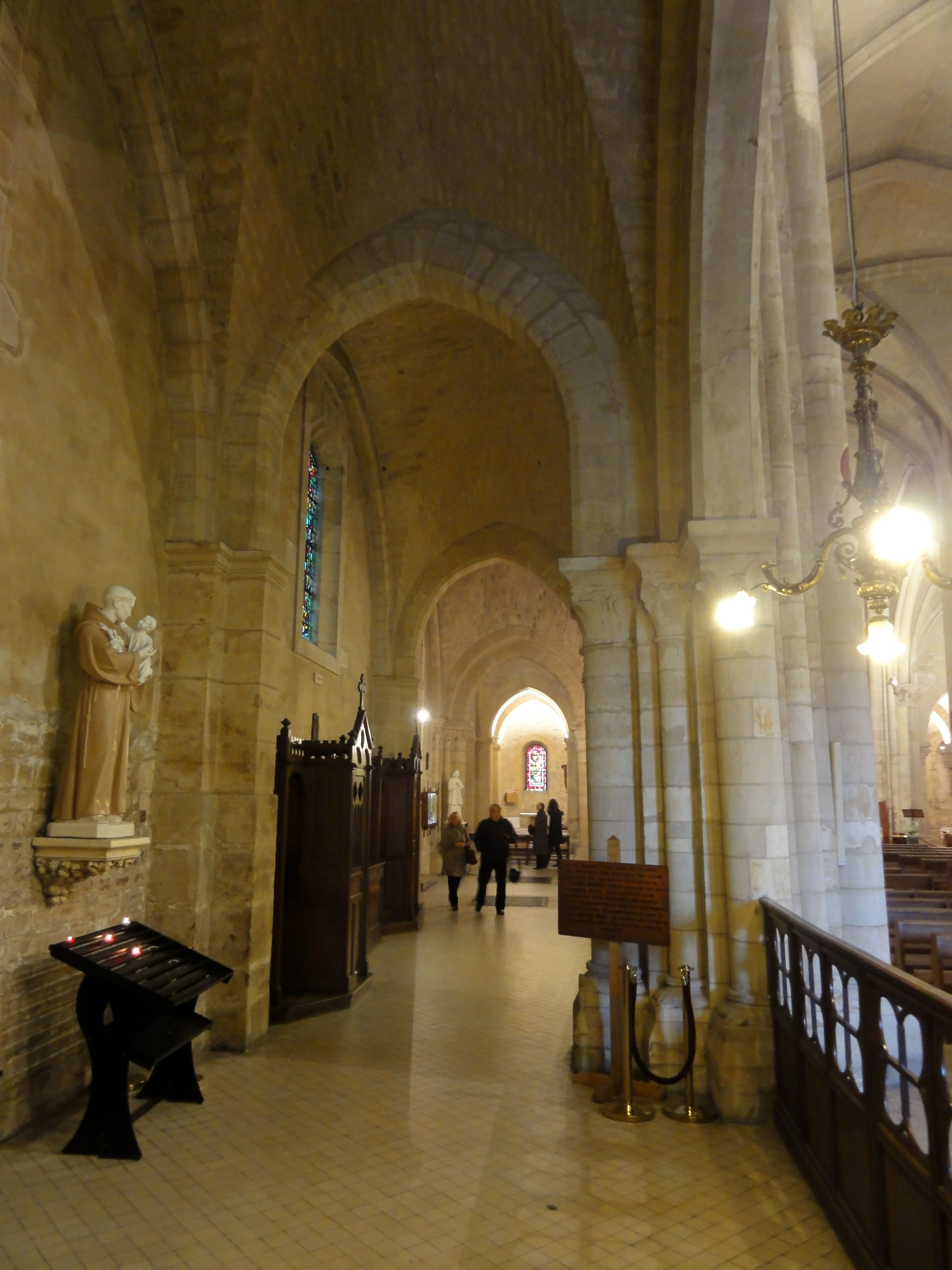
Bas-côté nord, 2e travée, vue vers l'est.
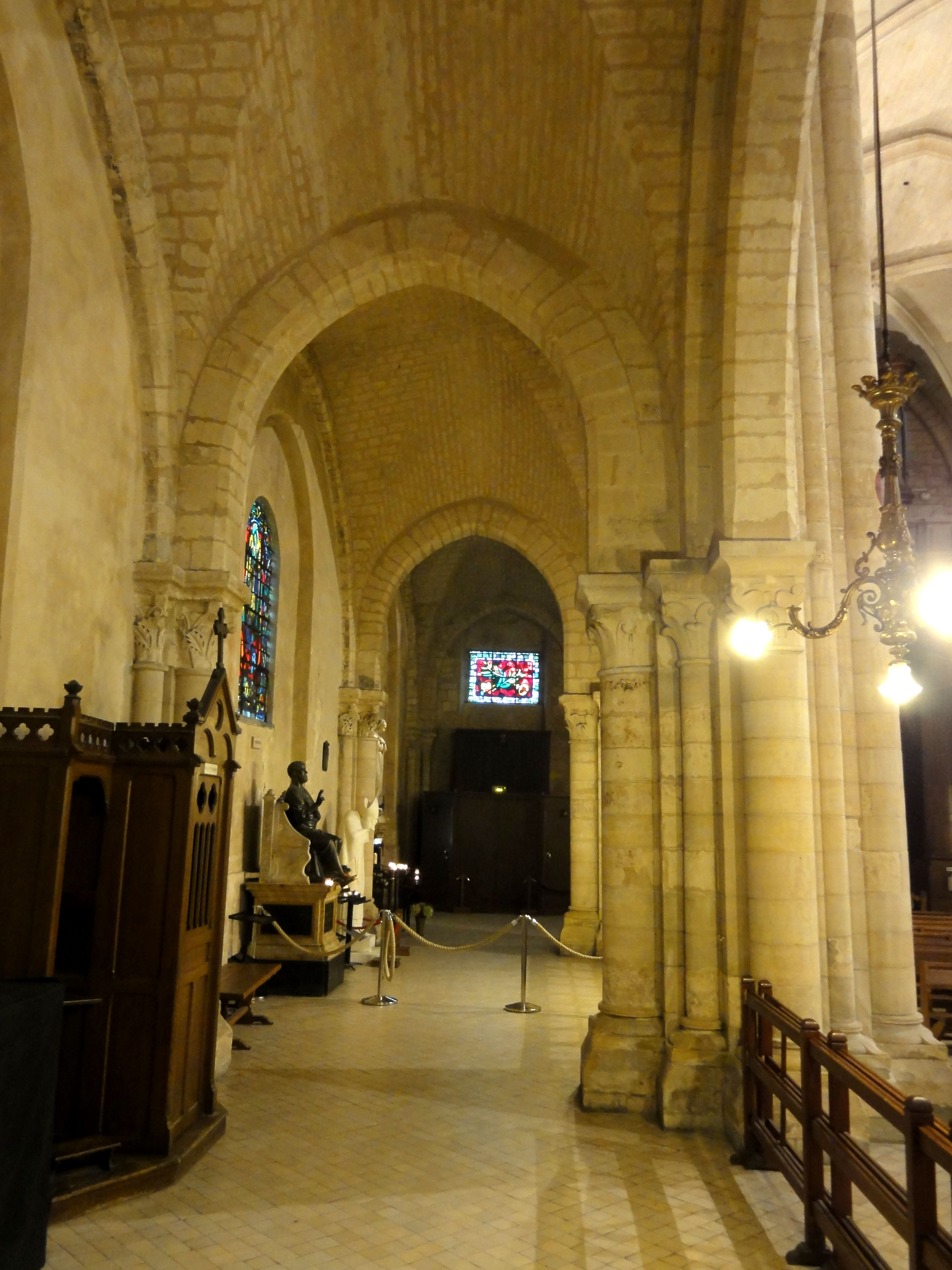
Bas-côté sud, 3e travée, vers l'ouest.
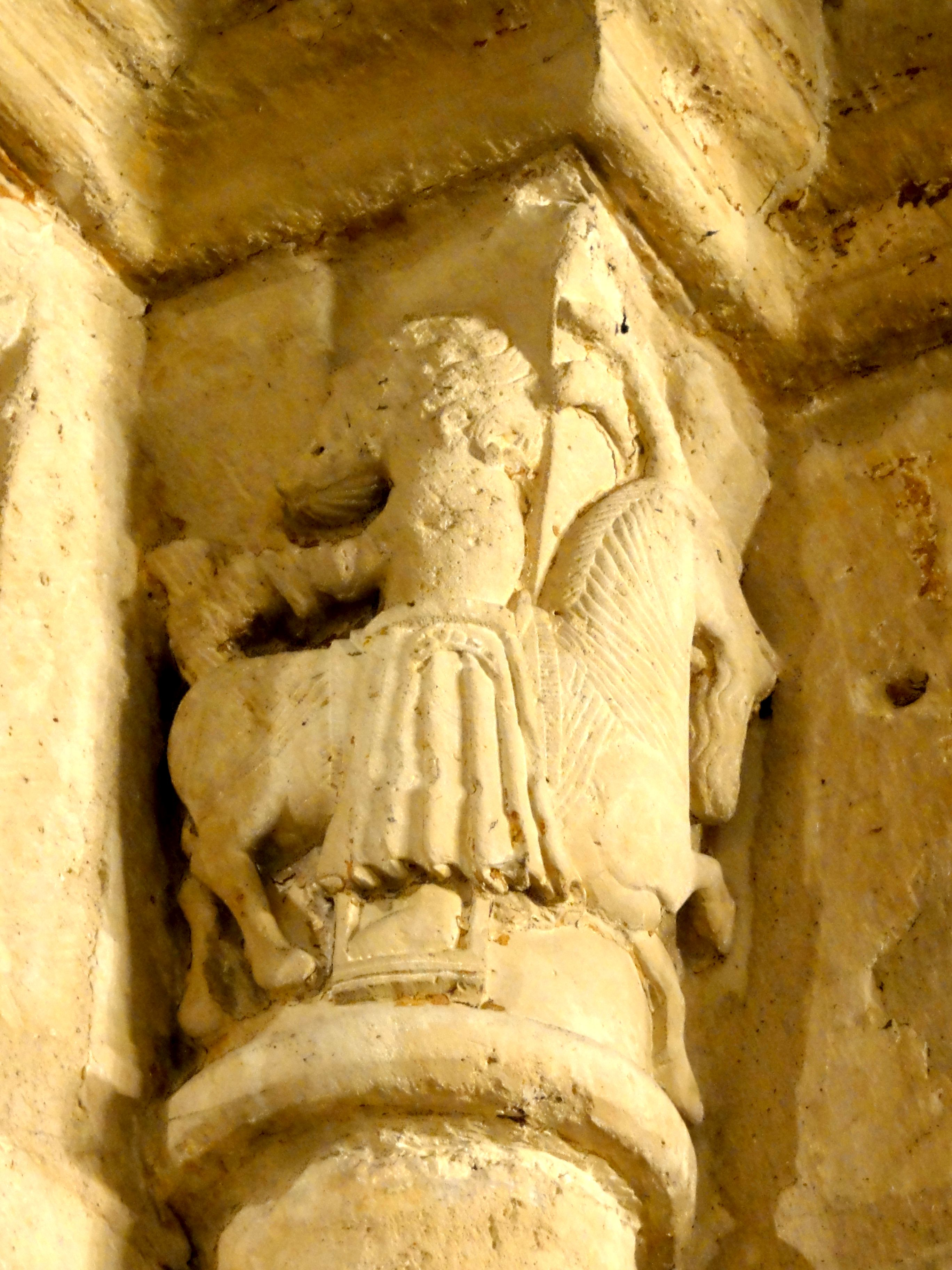
Chapiteau allégorique près de la sacristie : la luxure.
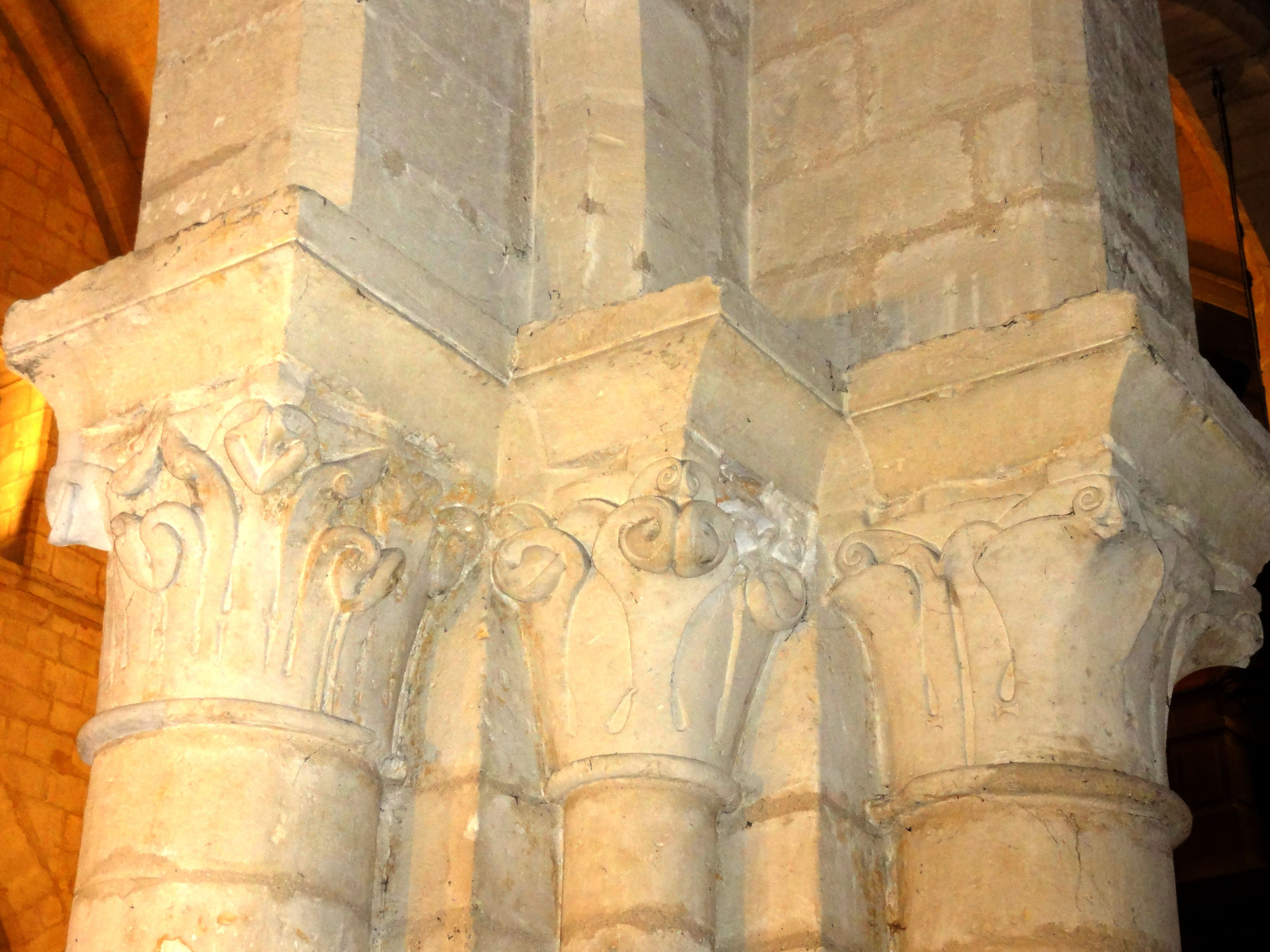
Chapiteaux de feuillage avec volutes d'angle (à dr.)

#### Transept

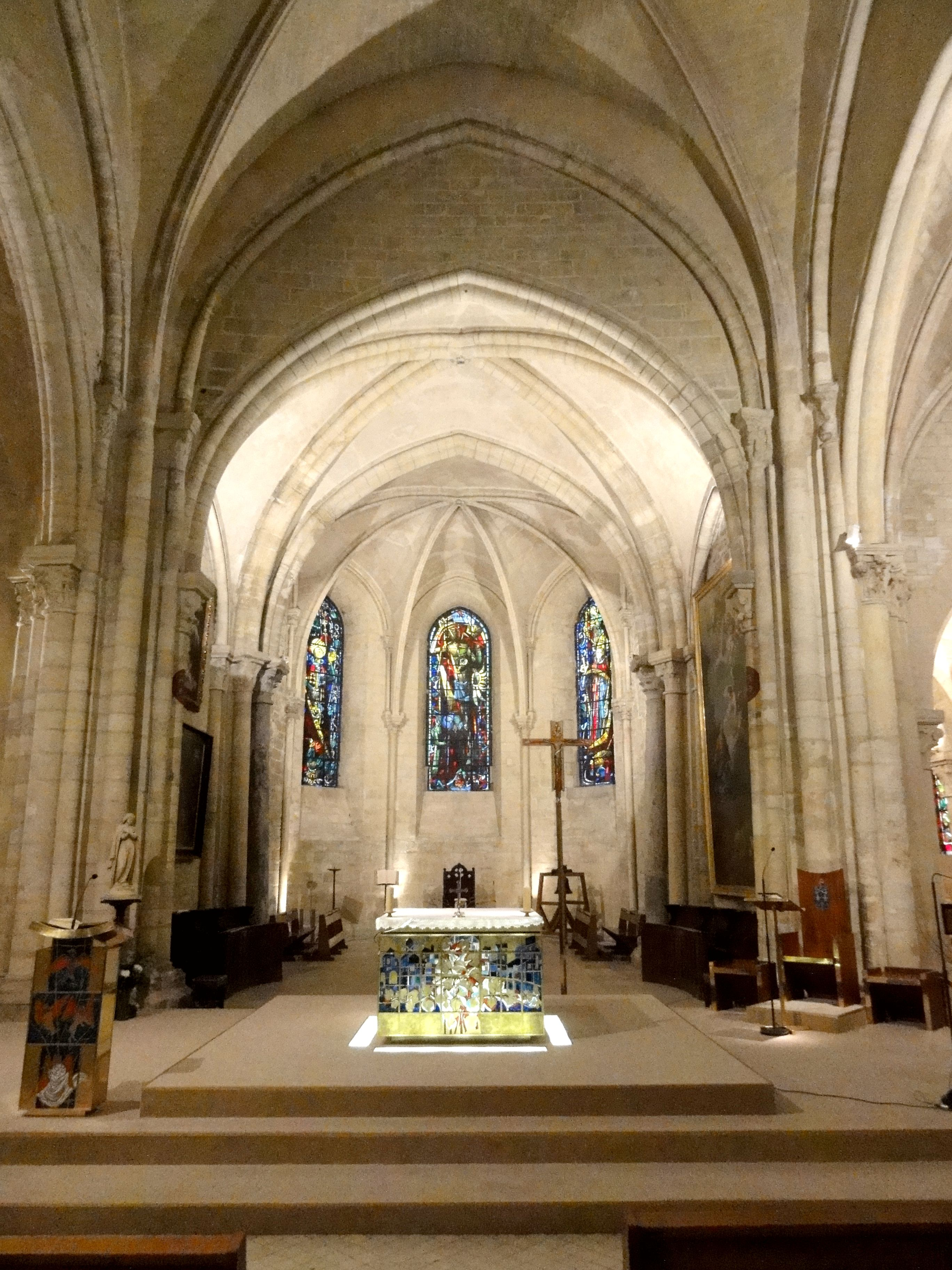
Croisée, vue vers l'est.

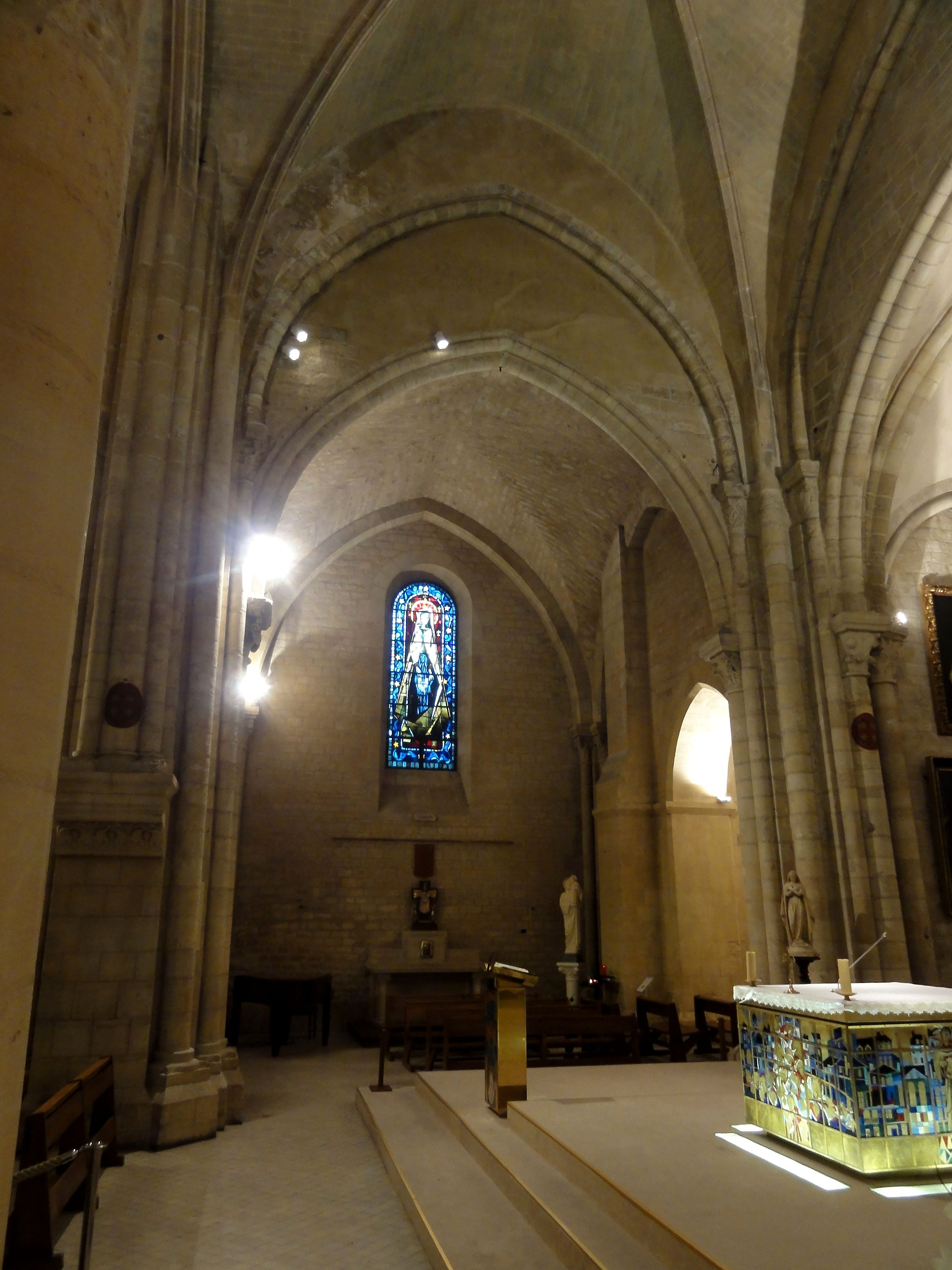
Croisée, vue vers le nord.

La croisée du transept abrite le maître-autel consacré le 1er avril 1977, et est donc au centre de la célébration eucharistique, alors que l'abside est sans usage. L'on reconnaît encore facilement que la croisée a été revoûtée, car les anciens formerets n'ont pas été réutilisés pour la voûte flamboyante, qui en est par ailleurs dépourvue, et restent visibles sous la lunette de la voûte, au nord, à l'est et au sud. La voûte actuelle retombe aux mêmes endroits que son prédécesseur des années 1140, mais les arcs d'inscriptions ont été rehaussés, tout en adoptant curieusement un tracé moins aigu proche du plein cintre. La clé de voûte se situe probablement au même niveau que l'ancienne : les premières voûtes d'ogives étaient souvent très bombées, alors que les lignes de faîte devinrent strictement verticales à partir du milieu du XIIe siècle. Elles l'étaient apparemment déjà dans les voûtes primitives de la nef, car le tracé de ses formerets n'a pas été rehaussé : des formerets avec une clé d'arc située plus bas n'auraient pas permis des fenêtres hautes dans leur forme actuelle. L'on note que les anciens formerets de la croisée sont moulurés d'un tore, ce qui est loin d'être la règle au XIIe siècle. Si par ailleurs des formerets existent, ceci sous-entend que la croisée est plus élevée que les croisillons et le sanctuaire. Ce fait n'est pas expliqué par les différents auteurs, et représente un archaïsme au XIIe siècle. Des croisillons plus bas que le croisée s'observent par exemple à Saint-Germain-des-Prés et Morienval, et ces transept-bas sont un héritage de l'architecture carolingienne. En tout cas il ne faut pas confondre les formerets avec des arcades bouchées, et ne pas conclure que les croisillons et le sanctuaire étaient initialement plus élevés. Un mur triomphal a toujours existé au-dessus de l'arc triomphal, c'est-à-dire l'arcade ouvrant dans le chœur liturgique, et des murs analogues ont toujours existé au nord et au sud. Sans doute en raison de l'importance cultuelle de la croisée du transept, les trois arcades ne sont pas nus mais moulurées d'un gros boudin émoussé entre deux boudins plus minces, ce qui est le profil le plus fréquent au chœur de Saint-Martin-des-Champs. En ce qui concerne les supports, ils suivent le même système que dans la travée adjacente de la nef, c'est-à-dire l'équivalence entre supports et éléments à supporter, et des fûts forts pour les arcades et ogives, et des fûts minces pour les formerets et doubleaux secondaires. François Déshoulières dément le soupçon que le clocher primitif se situait au-dessus de la croisée, dont la surface paraît trop importante, et les piles pas assez fortes pour le soutenir. Les chapiteaux des formerets subsistent encore, comme dans la nef, et à l'est, deux de ces chapiteaux flanquent le gros fût privé du chapiteau, ce qui est du plus mauvais effet. Mais les bâtisseurs du XVe siècle étaient insensibles à ces divergences stylistiques,.
Les deux croisillons ne sont plus identiques. Ils ont tous les deux été modifiés par Haudebourt ou Nayssant, qui fit démolir les murs des extrémités nord et sud, et construire de nouveaux murs, avancés de 90 cm par rapport aux anciens. Cette campagne de travaux des années 1834-1845 est insuffisamment documenté, et déjà au début du XXe siècle, Louis Sauvageot dut entreprendre les fouilles pour retrouver les dispositions anciennes. Il découvrit à cette occasion que le mur-pignon nord et l'absidiole nord ont tous les deux des fondations constituées de murs hourdés de moellons de chaux, alors que les fondations du croisillon nord ont des murs hourdés de plâtre, comme l'abside. Sauvageot reconstitua le croisillon nord dans son état primitif, avec une voûte d'arêtes et des formerets rustiques à l'ouest, au nord et à l'est. Deux colonnettes à chapiteaux sont donc logées dans chaque angle, dont ceux près du mur pignon sont neufs, mais s'inspirent du style des chapiteaux du XIIe siècle de l'église. Un chapiteau sur la pile sud-est de la croisée présente des têtes de monstre aux angles, qui crachent des rinceaux, motif qui existe aussi dans le déambulatoire de Saint-Germain-des-Prés. Le côté oriental du croisillon nord est défiguré par un contrefort du clocher, qui fait saillie dans le croisillon entre le mur d'extrémité et l'arcade basse vers l'absidiole nord. Une unique fenêtre en plein cintre éclaire le croisillon ; elle n'est pas décorée et s'ouvre dans le mur d'extrémité. — Le croisillon sud n'a pas été touché par Sauvageot, car postérieurement à la restauration par Haudebourt, il a été une nouvelle fois restauré par Eugène Millet, inspecteur général des édifices diocésains, en 1874. Trois ans plus tard, Millet proposa un projet pour une restauration entière de l'église, mais il fut peut-être mieux pour la préservation de l'authenticité du monument que cette tâche fut confiée plus tard à Sauvageot. En effet, Millet employa un style gothique dont Deshoulières dit que rien ne l'autorise. Le croisillon sud a été recouverte d'une voûte d'ogives très bombée, dont les ogives et formerets retombent sur les tailloirs uniques de faisceaux de trois colonnettes aux chapiteaux de crochets. Le plan initial du croisillon n'a pas été rétabli, et son mur pignon s'aligne donc pratiquement sur celui du bas-côté sud,.

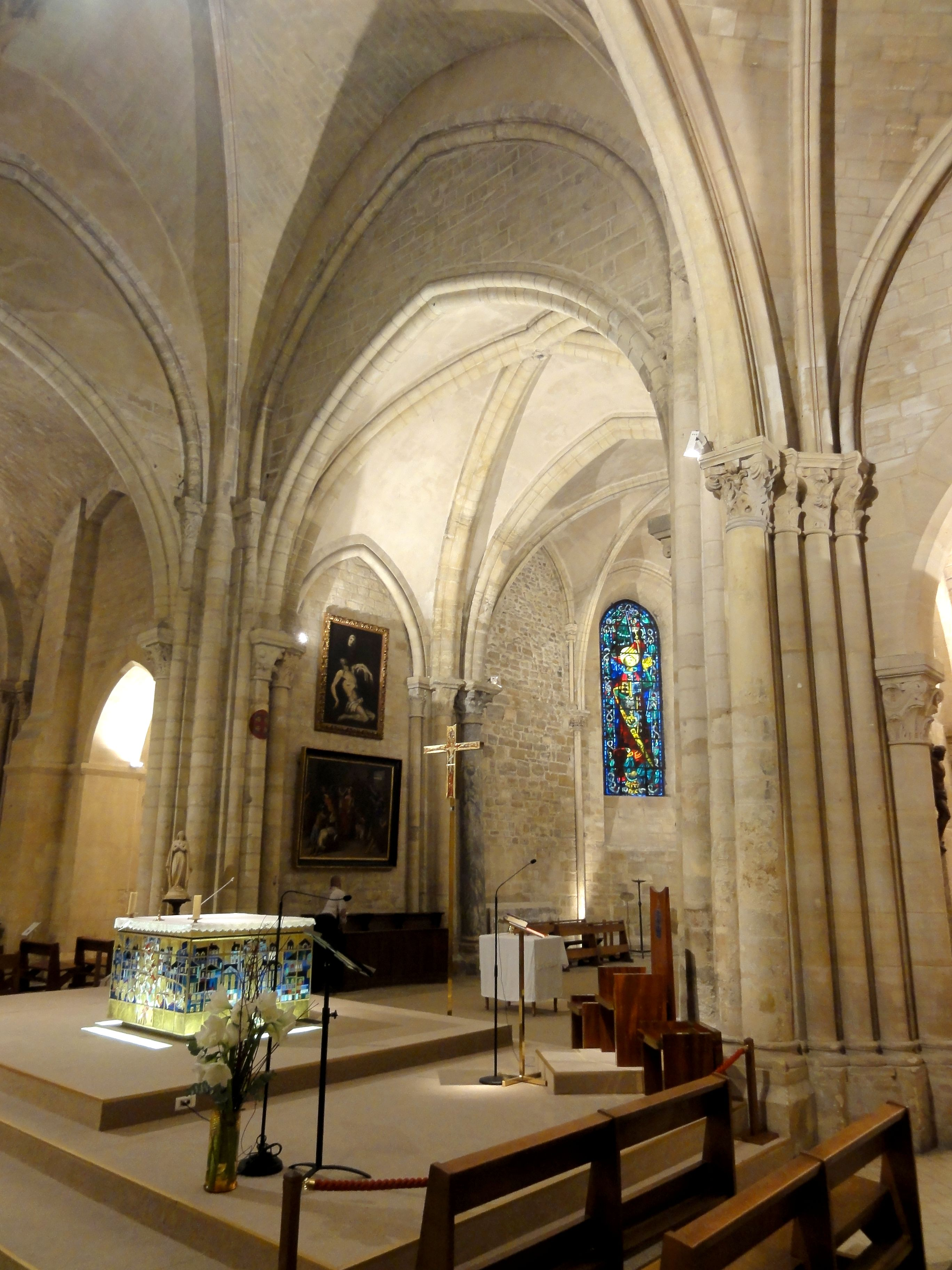
Croisée, vue vers le nord-est.
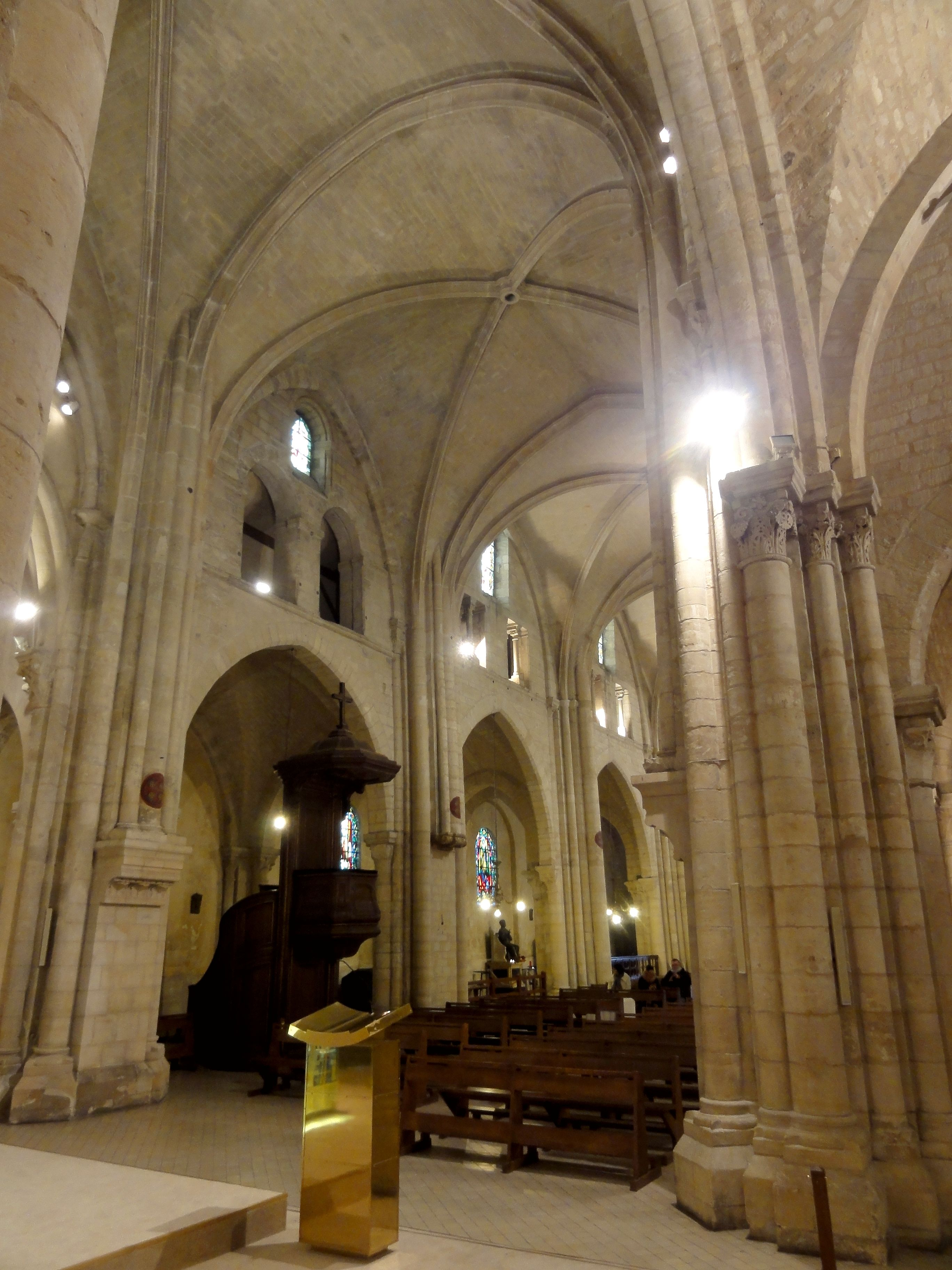
Croisée, vue vers le sud-ouest.
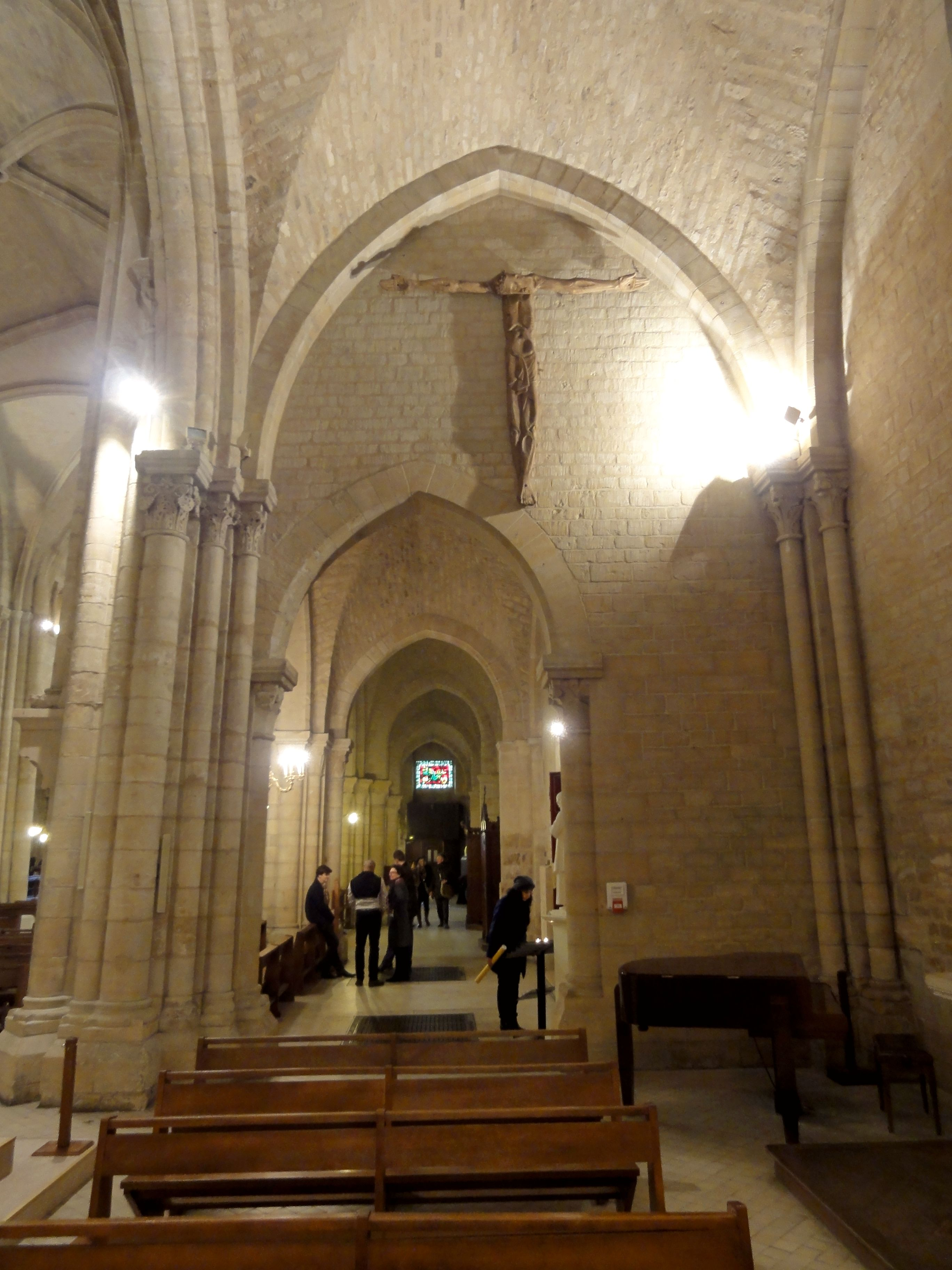
Croisillon nord, côté ouest.
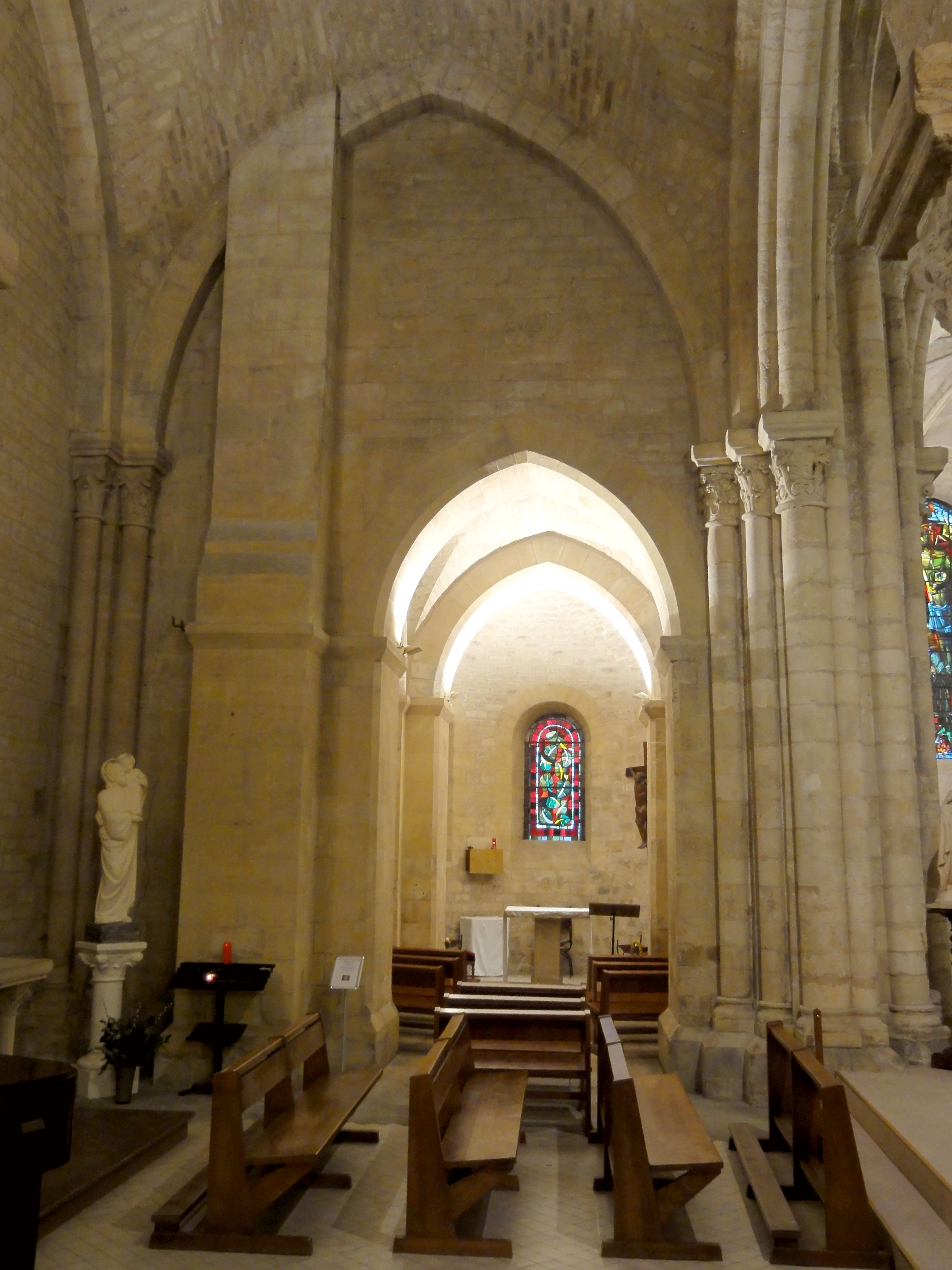
Croisillon nord, côté est.
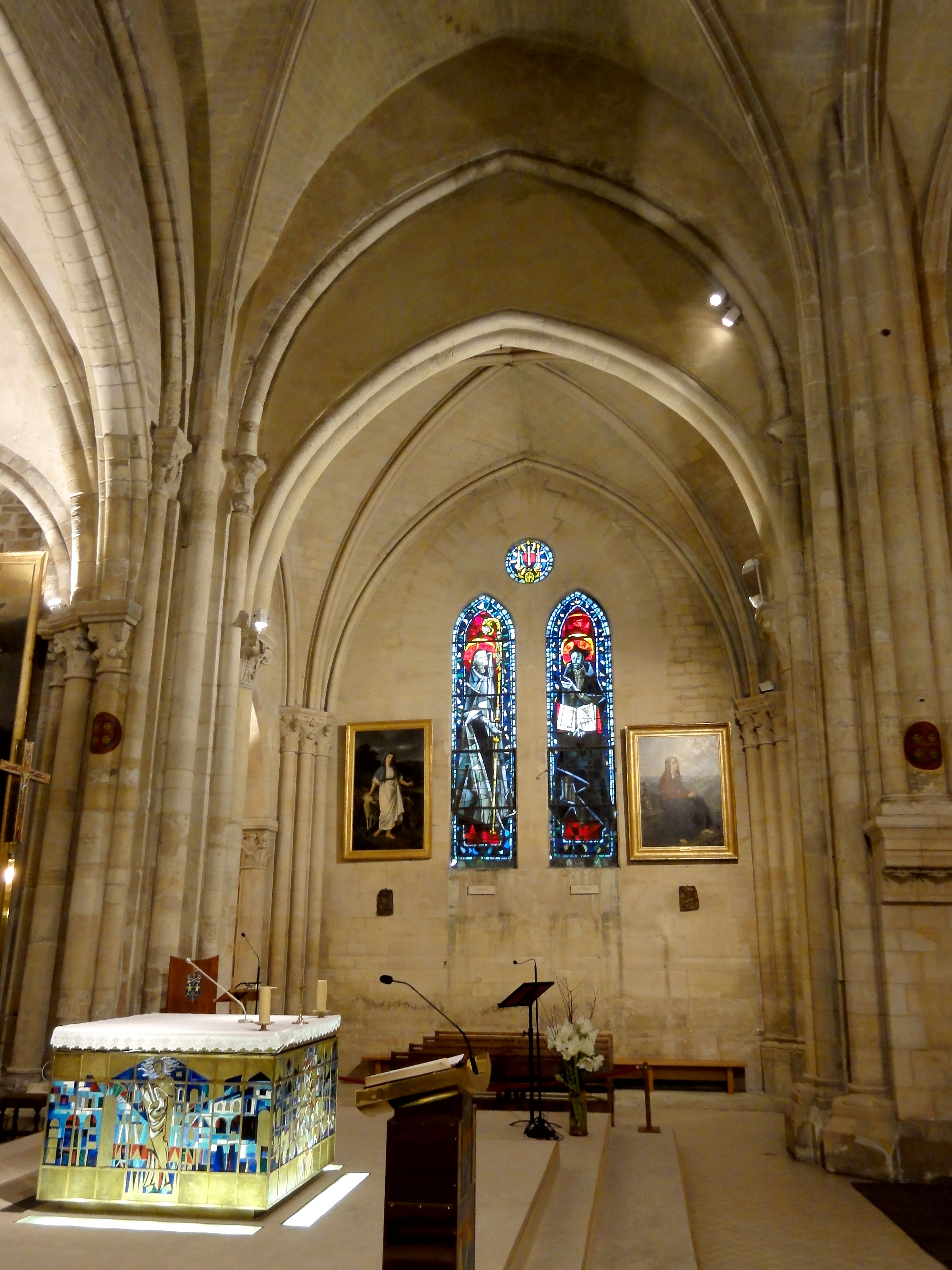
Croisée, vue vers le sud.
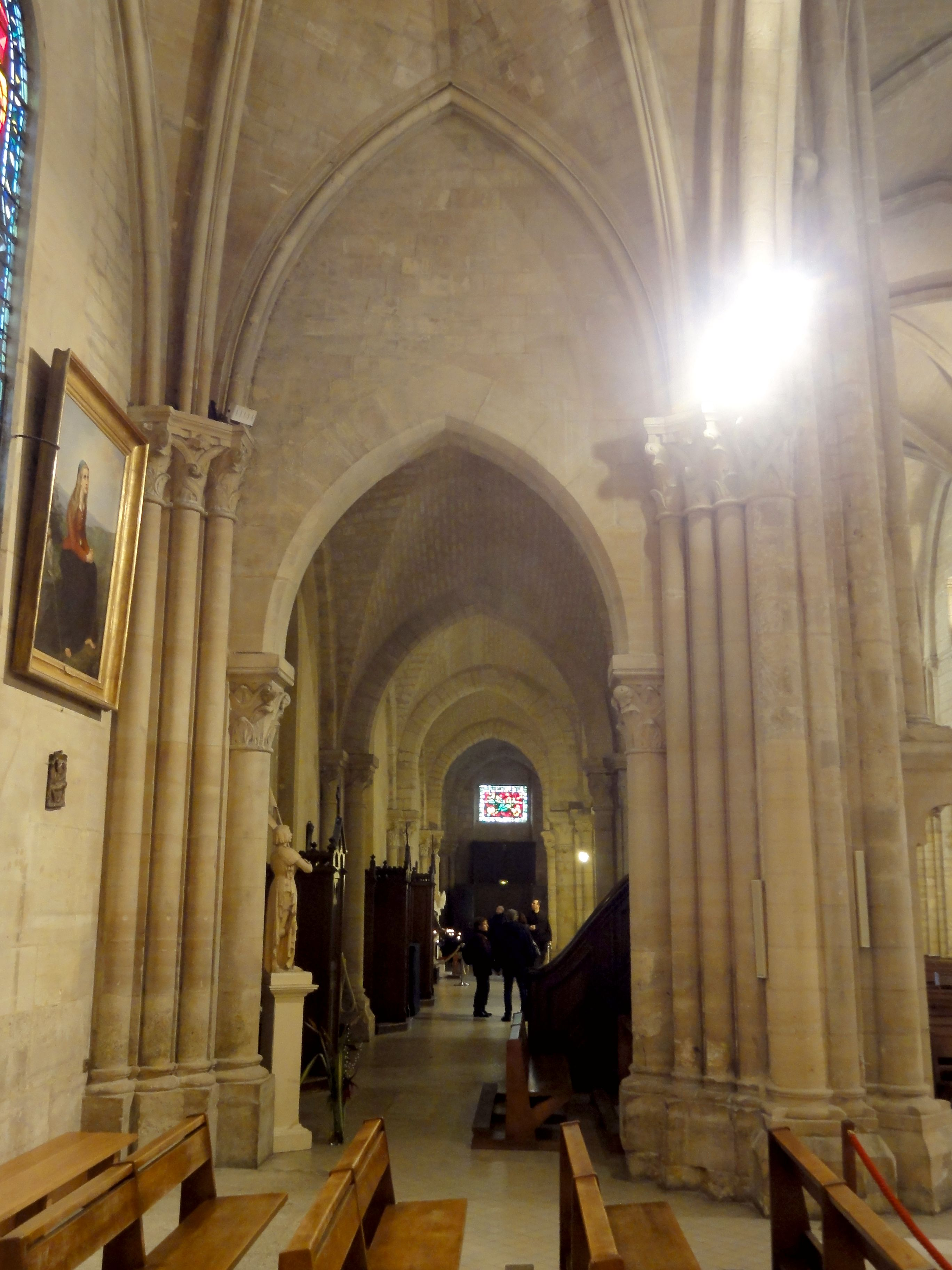
Croisillon sud, côté ouest.

#### Chœur

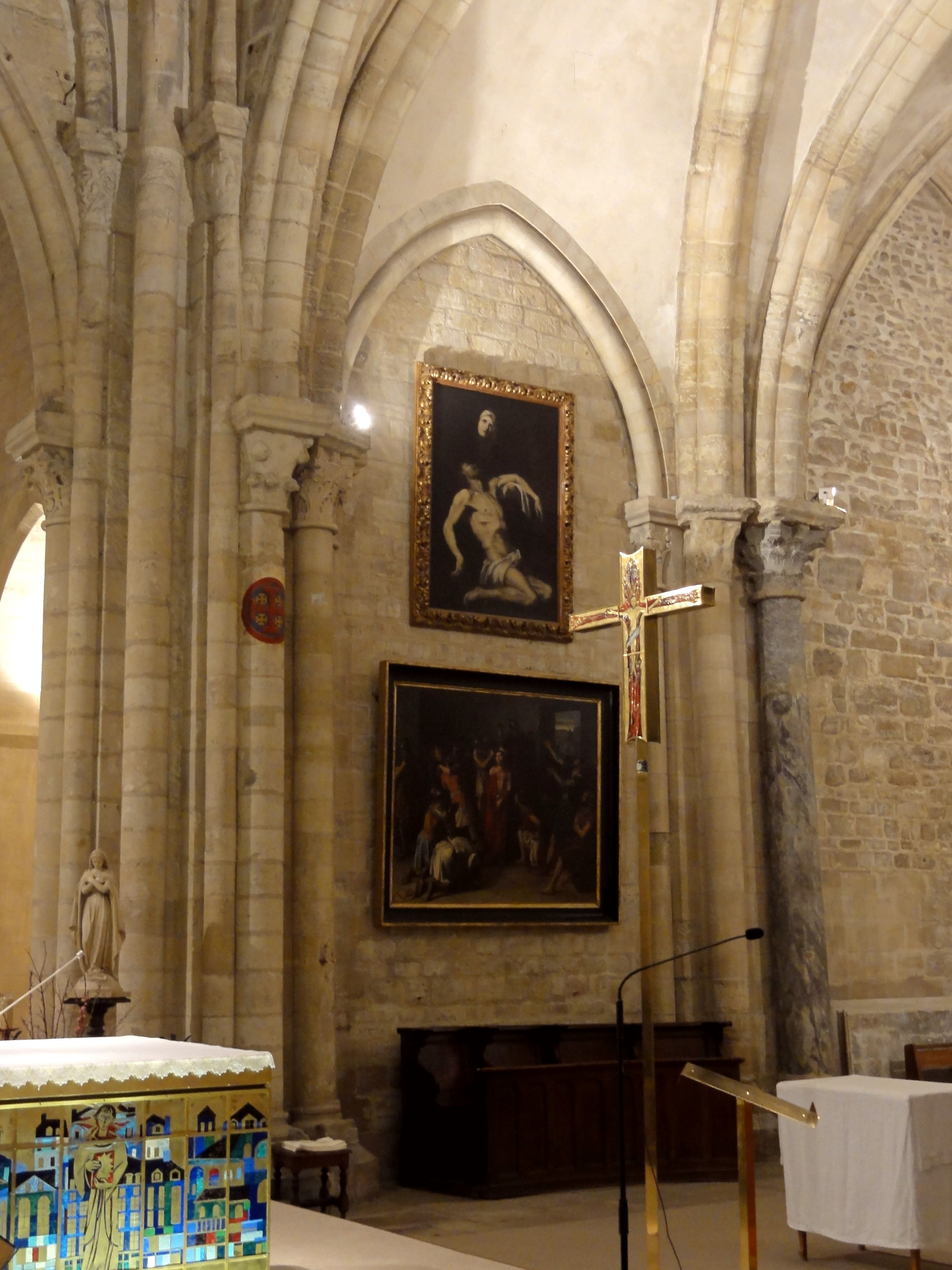
Avant-chœur, côté nord.

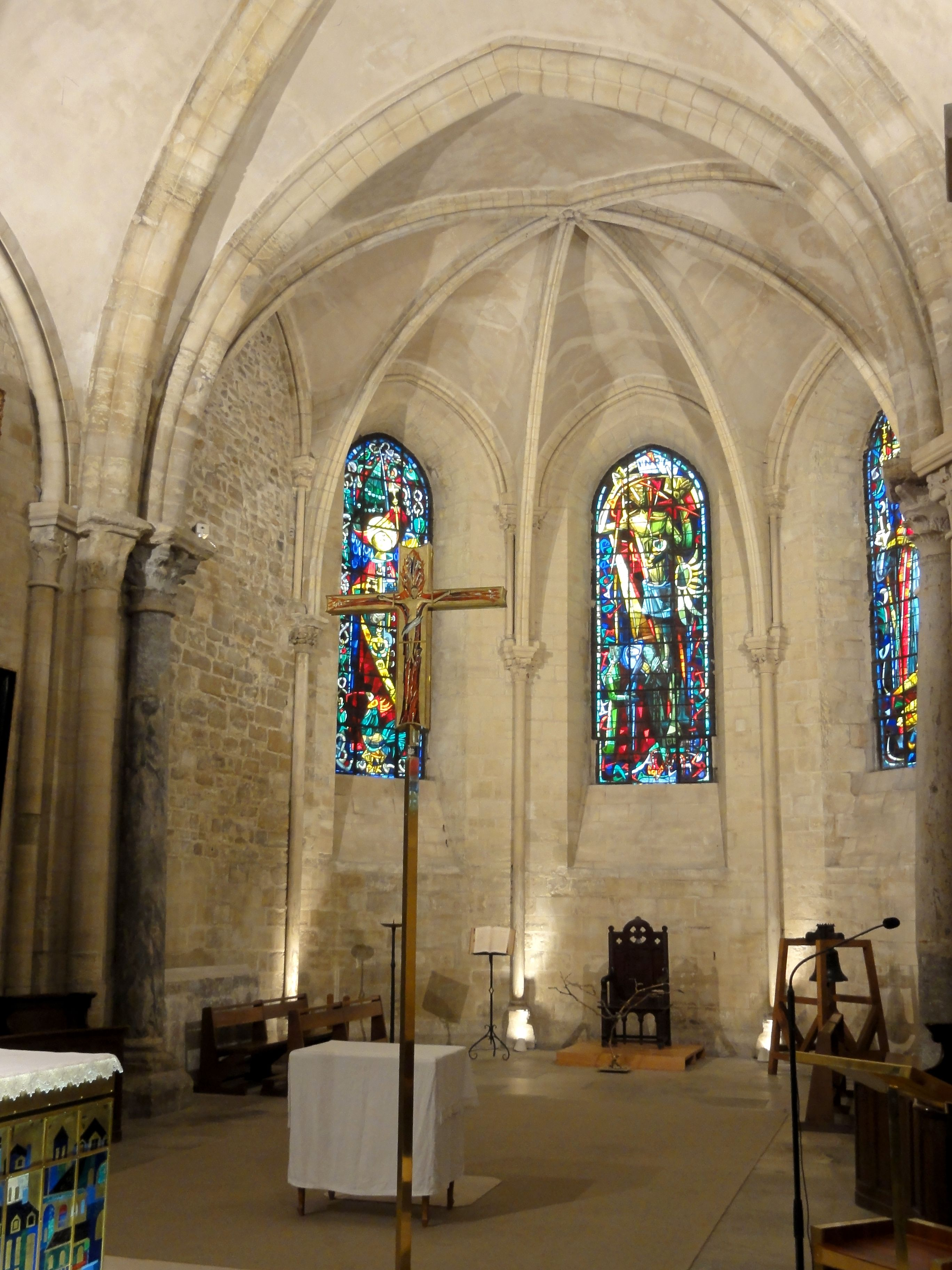
Vue dans l'abside.

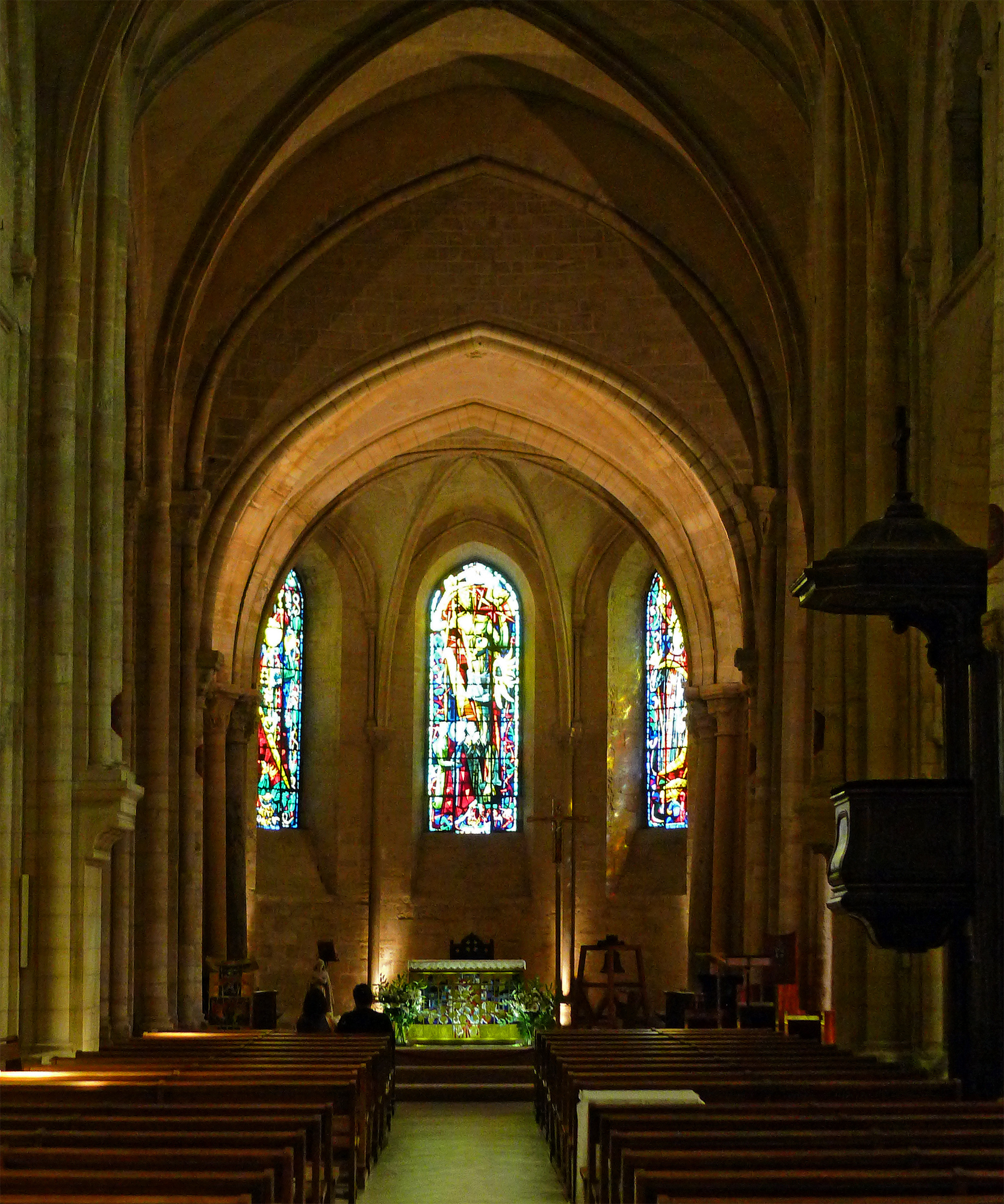
Vue depuis la nef.

Par ses dimensions, le chœur de Saint-Pierre évoque une église villageoise, et ses dimensions modestes peuvent surprendre si l'on considère l'importance de l'abbaye royale de Montmartre et la splendeur du chœur de Saint-Martin-des-Champs, prieuré clunisien et donc aussi bénédictin. L'avant-chœur est peu profonde et de faible hauteur, avec un seul niveau d'élévation et sans fenêtres. Il a été édifié vers 1140, peu après l'absidiole et le croisillon nord, et l'on y voit les mêmes marques de tâcherons que dans la travée la plus proche de la nef. C'est l'unique travée de l'église qui garde sa voûte d'ogives d'origine. Très bombée et avec des épaisses nervures qui reposent sur de gros chapiteaux, elle est caractéristique des premières voûtes d'ogives à la fin de la période romane. Les ogives sont au même profil que l'arc triomphal, le doubleau vers l'abside et les doubleaux séparant la croisée des croisillons, à savoir un gros boudin émoussé entre deux boudins de plus faible diamètre. C'est un profil que l'on rencontre aussi dans le massif occidental de la basilique Saint-Denis, ainsi qu'à Saint-Martin-des-Champs. Les formerets sont au profil d'un gros tore, et la clé de voûte est ornée d'une petite couronne de feuillages. Chaque élément à supporter dispose d'une colonnette appareillé à chapiteau. À Paris, seule la chapelle d'axe du déambulatoire de Saint-Martin-des-Champs possède des voûtes d'ogives aussi anciennes, mais elles ont été en grande partie refaites au milieu du XIXe siècle.
Le doubleau vers l'abside fait appel à deux autres chapiteaux mérovingiens en marbre blanc salin, et à deux autres colonnettes galbées en marbre noir veiné de blanc. Les tailloirs et bases sont quant à eux romans, et différents au nord et au sud. Un tailloir est formé d'une plate-bande et d'un cavet, et l'autre d'une plate-bande, d'une baguette mal dégagée entre deux rangs de petites perles, et d'un petit cavet. Les deux bases sont constituées d'une scotie entre deux tores, mais l'une est flanquée de griffes à éperons comme à l'abbaye Saint-Georges de Boscherville, et l'autre de têtes, comme à l'église Notre-Dame-de-l'Assomption de Château-Landon. On ne s'est longtemps pas rendu compte de l'ancienneté des chapiteaux et colonnes : elle n'a été remarquée que par le baron Ferdinand de Guilhermy vers 1843. Le conseil de fabrique voulait même les vendre au comte de Choiseul-Gouffier en 1808, ce qui n'a été évité que par l'intervention de Chappe, qui craignait pour la solidité de son télégraphe. Les chapiteaux sont directement dérivés de l'ordre corinthien et garnis de feuilles d'acanthe, d'une rosace en haut de la face et de volutes caractéristiques du vocabulaire antique, sauf un du chœur qui est plus proche de l'ordre composite. Il présente en haut de la corbeille un triple rang de perles, d'oves et de moulures, formant une sorte de couronne. Le petit chapiteau près du portail du bas-côté nord a été modifié à l'époque carolingienne et reçu une petite croix pattée comme emblème chrétien. Le sixième chapiteau, qu'on a découvert engagé dans le mur du bas-côté sud près du croisillon, présente une tête d'ange qui semble sortir d'un buste vêtu d'un costume singulier. Ce chapiteau a été très endommagé dans un incendie, mais on l'a néanmoins déposé dans le jardin. Le marbre proviendrait des Pyrénées. Des chapiteaux et colonnes semblables se sont par ailleurs conservés à la basilique Saint-Denis, et la sculpture se rapproche également des chapiteaux de la crypte de Jouarre et de l'abbaye Saint-Médard de Soissons. Les colonnes sont devenus friables comme de l'ardoise, et tombent en poussière à certains endroits. Celles du chœur sont plus longues que celles au revers de la façade. Elles sont maintenus contre les murs par des crampons de fer. On peut se poser la question de la motivation de ces réemplois. Selon Ferdinand de Guilhermy, on a voulu appliquer Apocalypse ; 21, 19 : Les fondements de la muraille de la ville étaient ornés de pierres précieuses de toute espèce. Lors de la dédicace de la nouvelle basilique Saint-Denis, les prélats jetèrent les anneaux dans les fondations en chantant : Lapides pretiosi omnes muri tui, ce qui souligne l'importance de cette pensée au milieu du XIIe siècle,.
L'abside pentagonale paraît plus récente, mais il s'est avéré lors de la restauration du début du XXe siècle que les fondations sont de la même nature que sous le croisillon sud, et les parties basses sont homogènes avec la travée droite. La reconstruction de l'extrême fin du XIIe siècle n'a dû porter que sur les parties hautes et notamment la voûte. L'on n'a trouvé aucun arrachement de supports plus anciens, ce qui permet de conclure à un premier voûtement archaïque en cul-de-four, comme dans les absidioles. Une telle voûte a encore été construite à Béthisy-Saint-Pierre peu avant le milieu du XIIe siècle. C'est peut-être le caractère dépassé de cette voûte et son austérité qui expliquent son remplacement précoce, fait qui n'a rien d'inhabituel à une époque où l'architecture connaît une évolution très rapide. Seulement les trois pans du chevet possèdent des fenêtres, qui sont en arc brisé et s'ouvrent au-dessus d'un long glacis. La décoration se résume aux colonnettes des ogives et formerets, qui sont en délit et très fines, et aux petits chapiteaux. Le contraste avec la lourdeur du style de l'avant-chœur ne pourrait être plus saisissant. Une seule colonnette est logée dans chaque angle. Sur son chapiteau, reposent deux courtes colonnettes aux chapiteaux plus petits supportant les formerets, encadrant une ogive au milieu. Les ogives sont au profil d'une gorge entre deux tores. Les chapiteaux sont ornés de feuillages se recourbant en volutes, et préfigurant les crochets. Les tailloirs ont également été très soignés, et présentent un listel, d'un grain d'orge garni de petits dents de scie, d'un cavet et d'une baguette. Quant aux bases, elles sont composées d'un petit tore souligné d'un filet, d'une scotie et d'un gros tore aplati, et flanquées de griffes végétales.

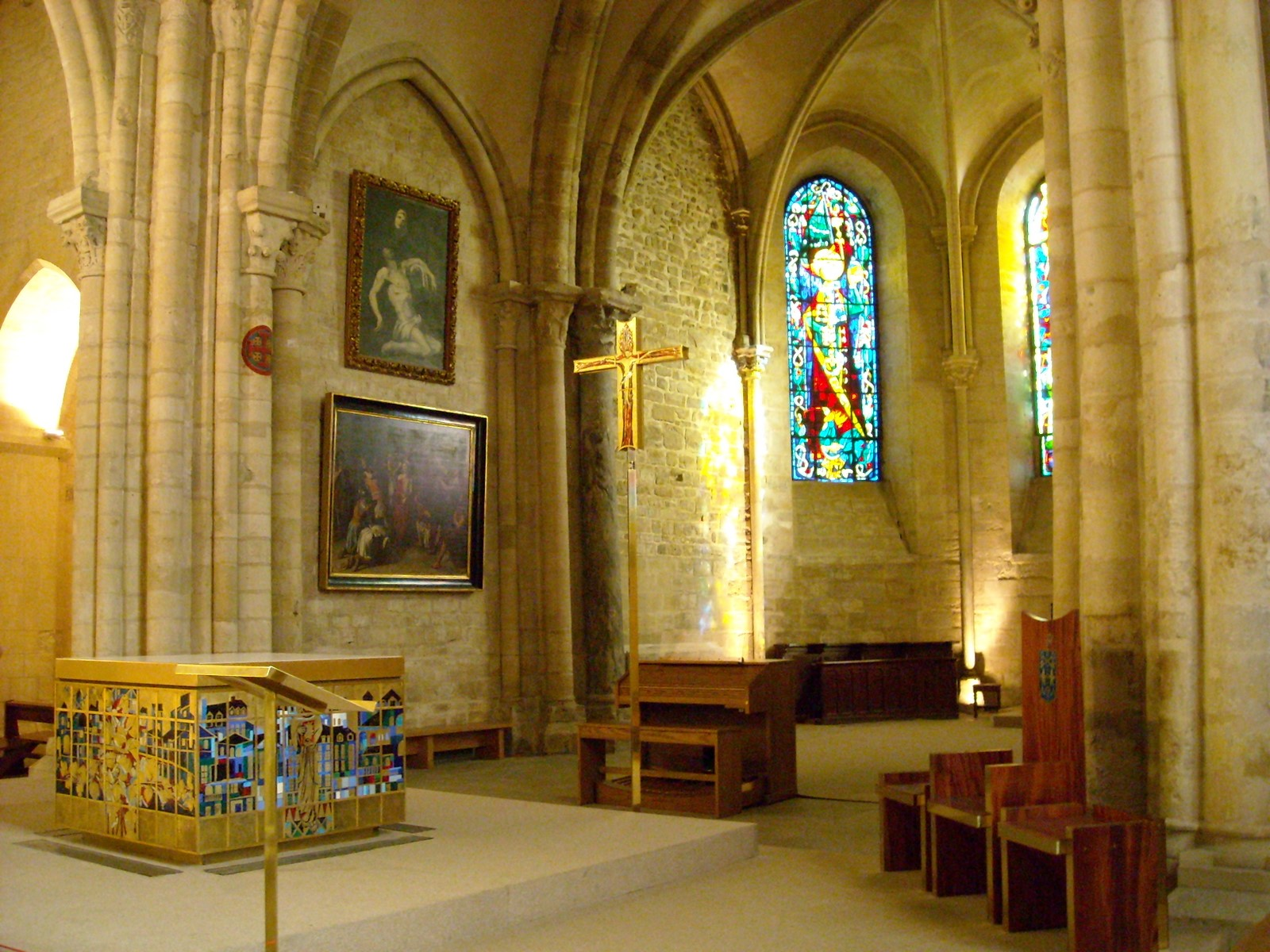
Chœur, côté nord.
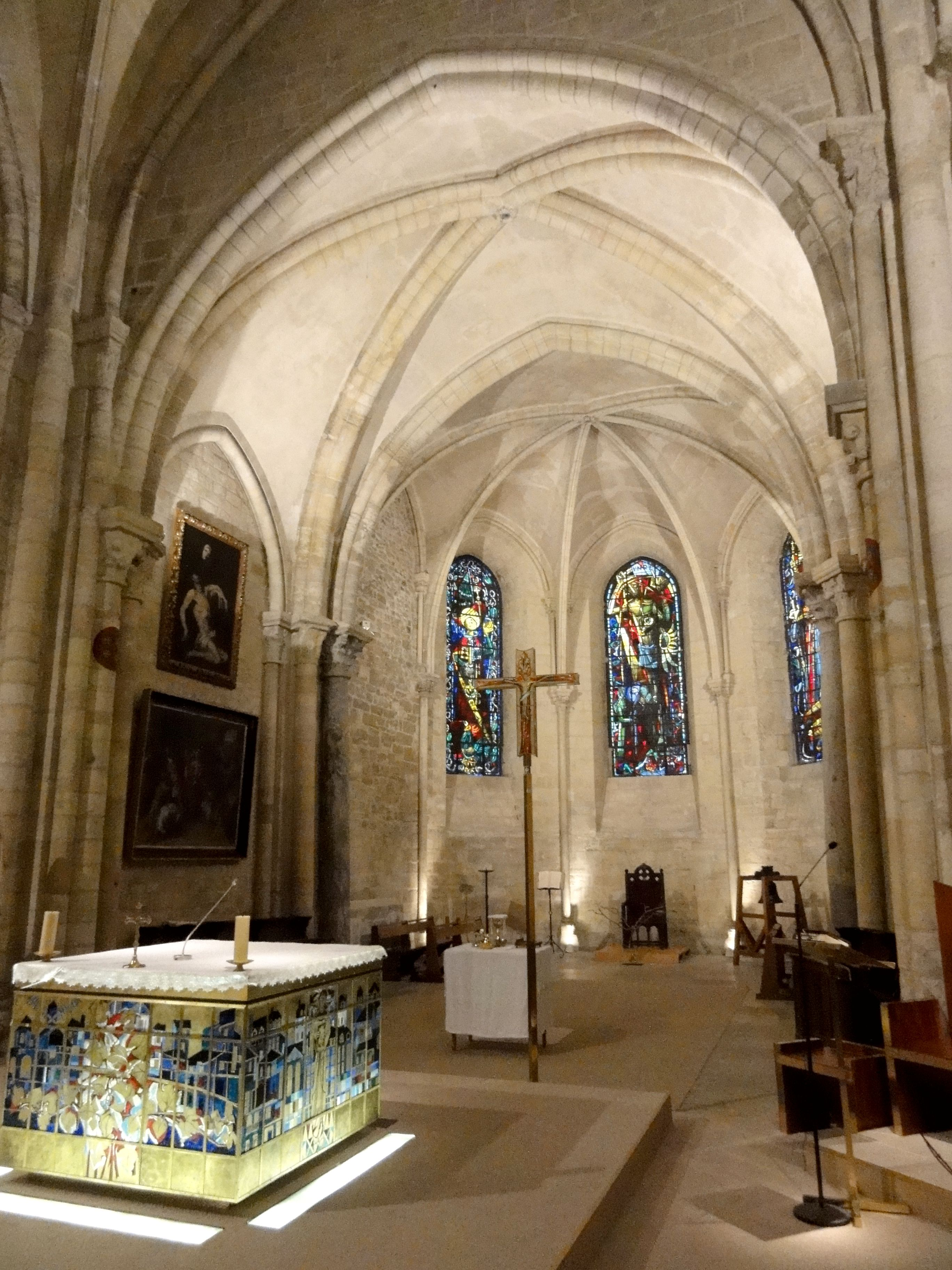
Chœur, vue d'ensemble.
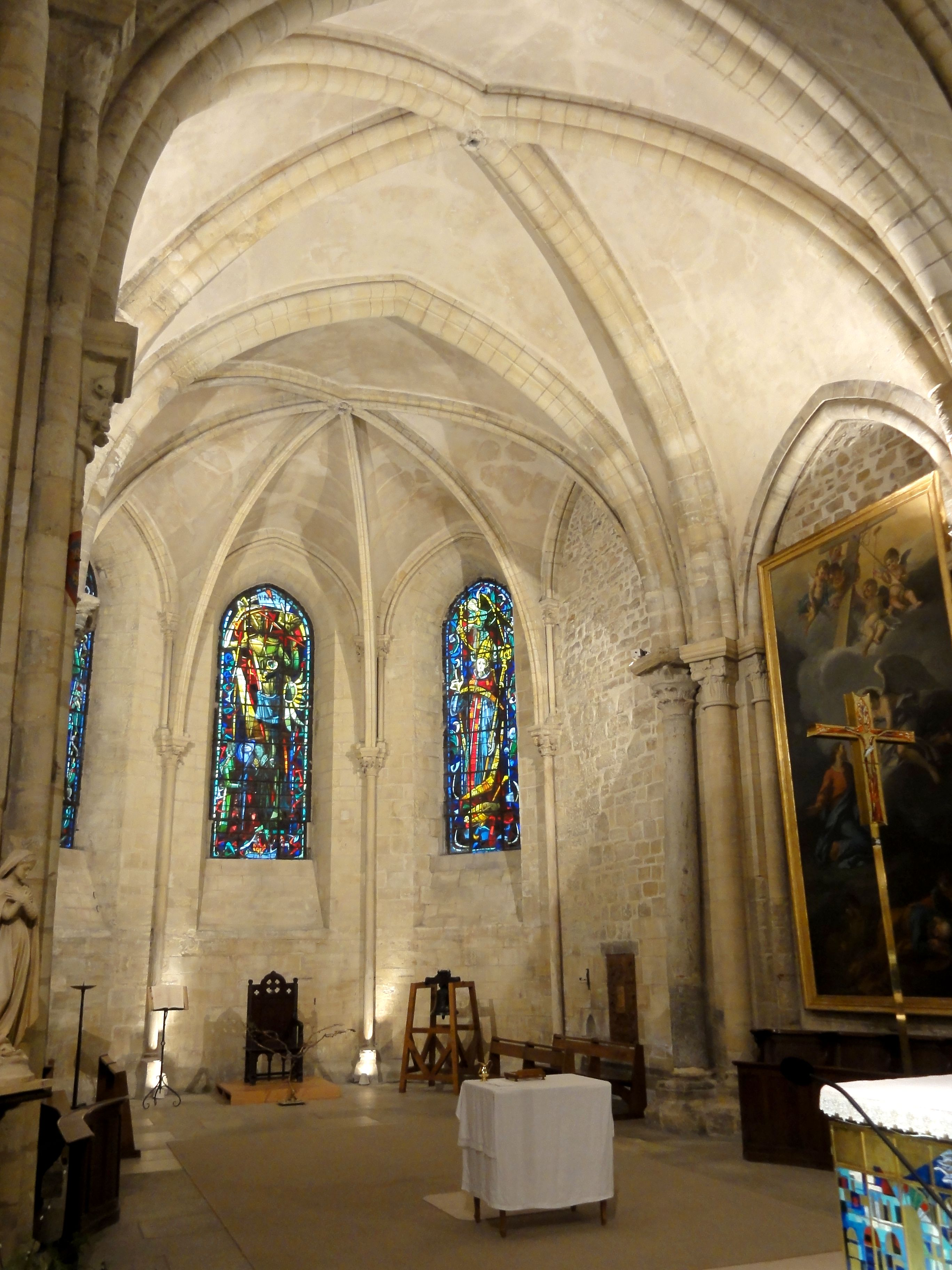
Vue dans l'abside.
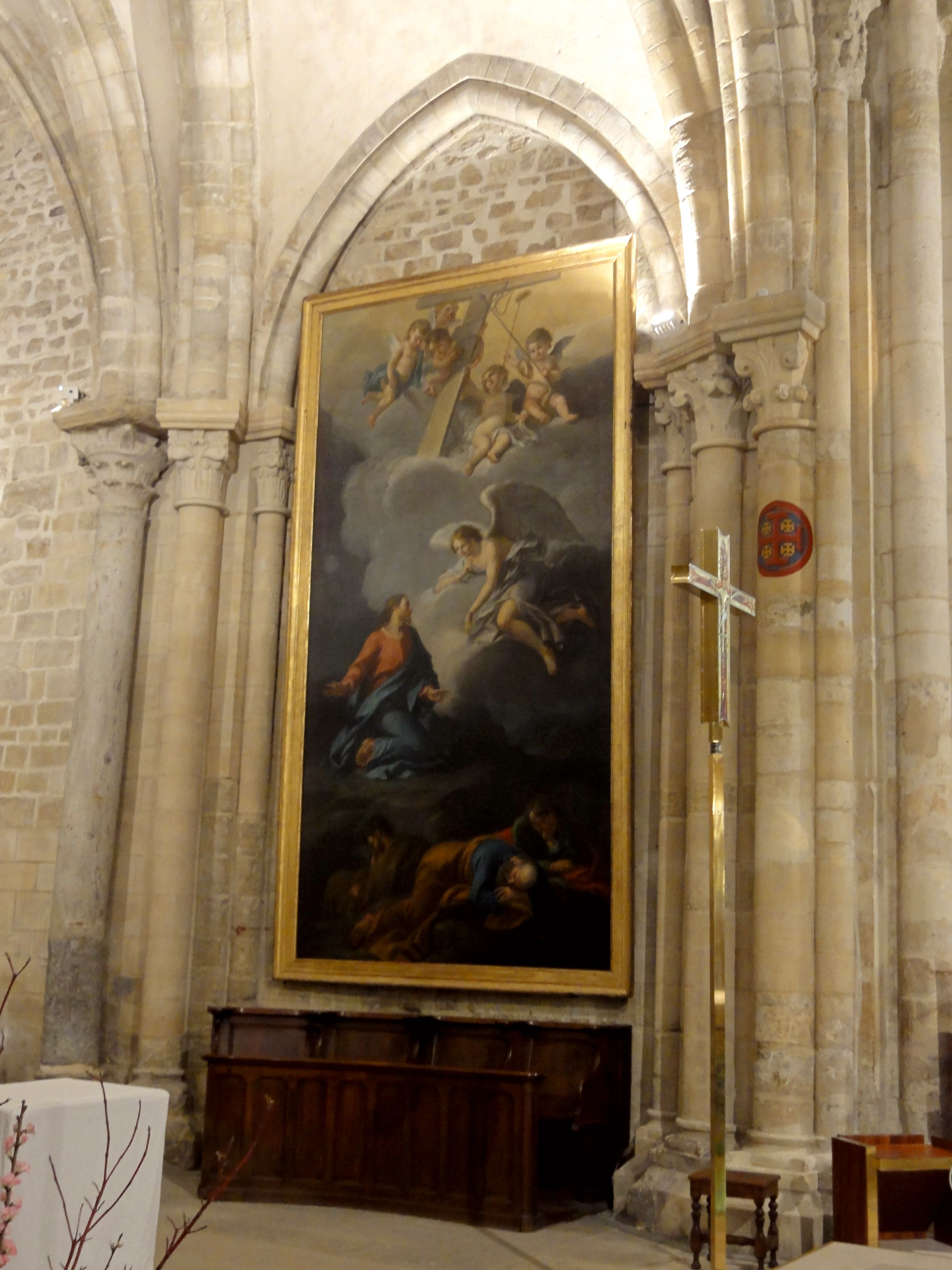
Avant-chœur, côté sud.
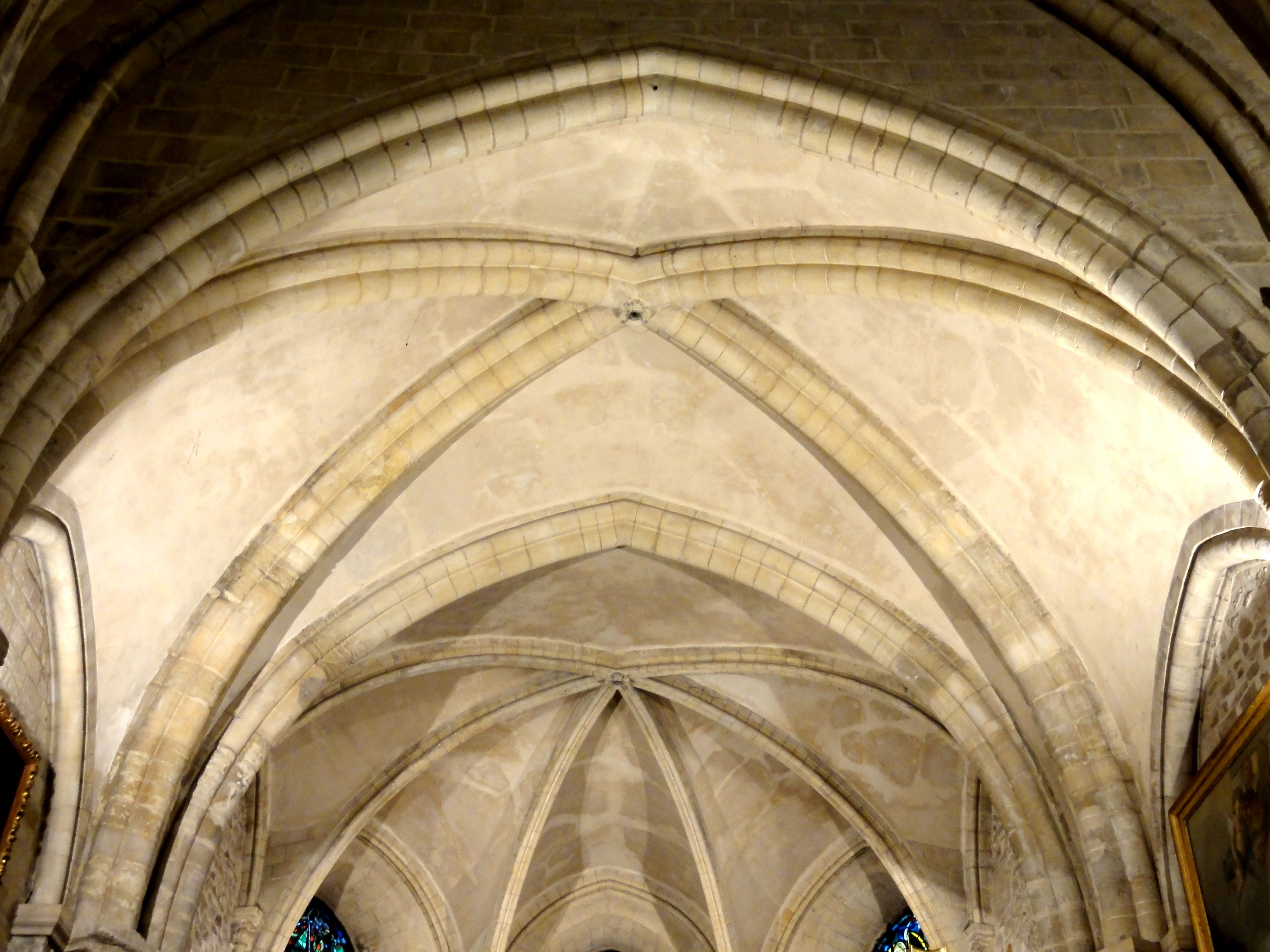
Voûte de l'avant-chœur.

#### Absidioles

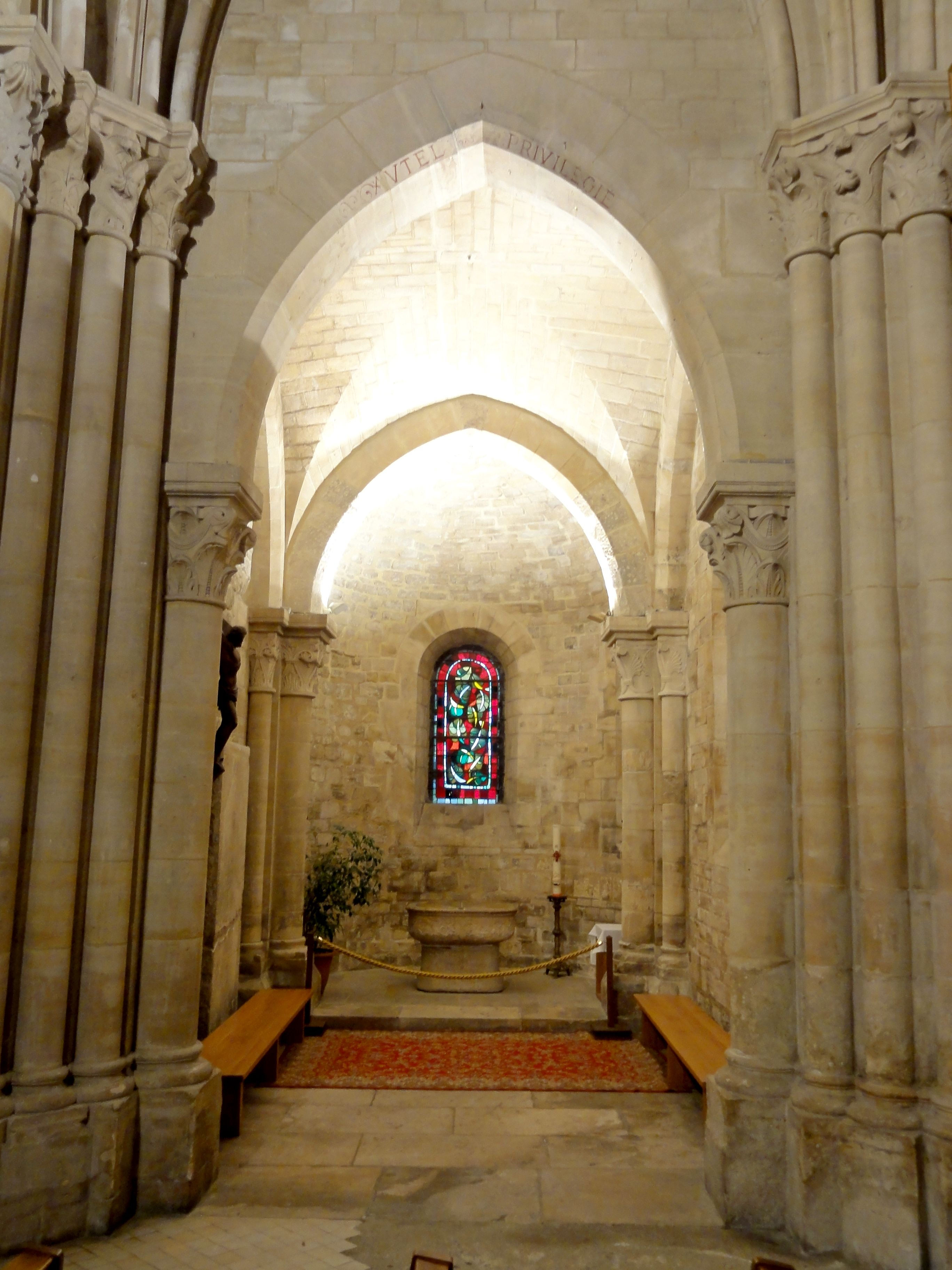
Vue dans la chapelle des fonts baptismaux (sud).

Les absidioles, ou au moins celle du nord, sont souvent considérées comme ayant fait partie de la précédente église, mais François Deshoulières affirme qu'il n'y a aucune rupture dans l'appareil entre absidioles et chœur, et qu'il convient plutôt de considérer l'absidiole nord, plus archaïque, comme première partie construite de l'église actuelle. Le parfait état des deux chapelles trahit une restauration très radicale, mais elles étaient ruinées en 1843 et n'avaient plus de toit. L'installation d'un four à pain dévasta l'absidiole nord en 1815, mais celle du sud n'était guère mieux conservée. Louis Sauvageot s'est attaché à les reconstituer le plus fidèlement possible, en employant des débris des constructions du XIIe siècle. Une telle reconstitution ne fait jamais l'unanimité : à ce titre, il est intéressant de lire les impressions du baron Ferdinand de Guilhermy après une visite en 1843 : « Ces deux chapelles, dépourvues aujourd'hui de toiture, tomberont bientôt en poussière. Les réparer serait leur enlever ce qui leur reste encore de curieux ; une reconstruction équivaudrait ici à une destruction. Mais il faudrait, du moins, les mettre à l'abri des ravages de l'humidité, qui depuis longtemps commence à dissoudre leurs voûtes et leurs murs »,,.
L'absidiole nord s'ouvre sous un arc en tiers-point, ce qui rend effectivement improbable une date antérieure au second quart du XIIe siècle. Cette arcade est simplement chanfreinée, et retombe sur des tailloirs très frustes, composés d'une plate-bande et d'un biseau. Il n'y a ni colonnettes, ni chapiteaux. Suit une première travée droite, en même temps base du clocher. Elle n'est pas voutée en berceau comme souvent en pareil cas, mais d'arêtes. Au nord et au sud, la voûte est conforté par des formerets purement fonctionnels, qui retombent sur de petits piliers carrés dans les angles. Accosté de tels piliers, le pilastre supportant le large doubleau vers la travée finale se rapproche des supports du XVIIIe siècle dans le bas-côté nord. Le doubleau est analogue à l'arcade vers le croisillon. Il ne fait pas corps avec le cul-de-four de l'absidiole proprement dite, qui a donc la même largeur que la première travée. La transition entre la voûte et le mur en hémicycle est imperceptible. Deux fenêtres en plein cintre et de taille moyenne s'ouvrent dans le chevet, l'une dans l'axe, l'autre vers le nord-est. Cette absidiole est la chapelle du Saint-Sacrement, et abrite effectivement la réserve eucharistique dans un petit tabernacle tout sobre. Un Christ en croix et un petit autel en pierre permettent la célébration de messes. — La chapelle orientée sud reprend les mêmes dispositions, mais l'arcade vers le croisillon sud et le doubleau sont flanquées de colonnes à chapiteaux, et les formeret retombent sur des colonnettes à chapiteaux. Une fenêtre éclaire la travée droite. Elle ne supporte pas de clocher, mais la structure est tout aussi solide qu'au nord. Il n'y a plus d'autel, dont l'emplacement habituel est occupé par les fonts baptismaux,.

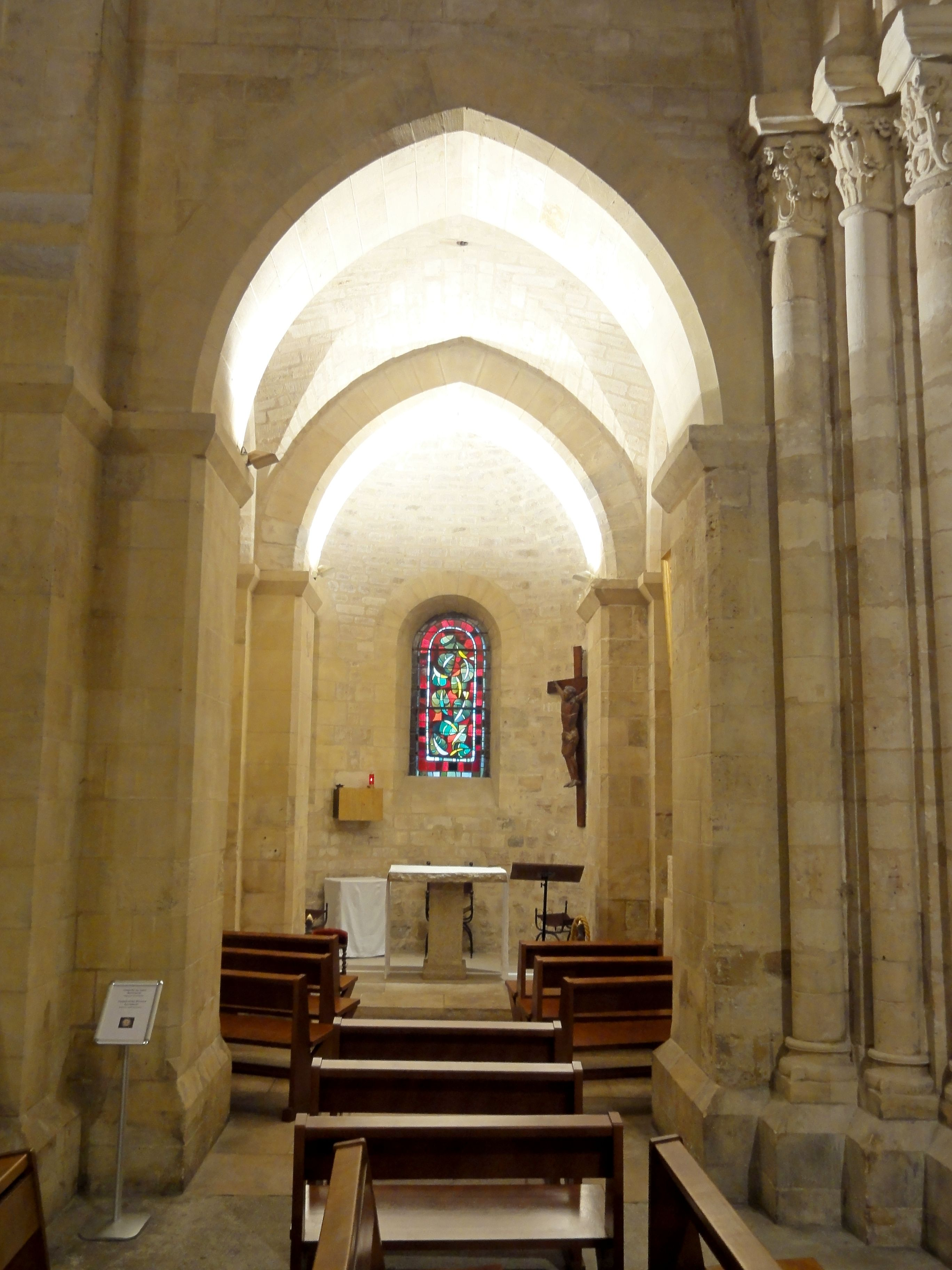
Vue dans la chapelle du Saint-Sacrement (nord).
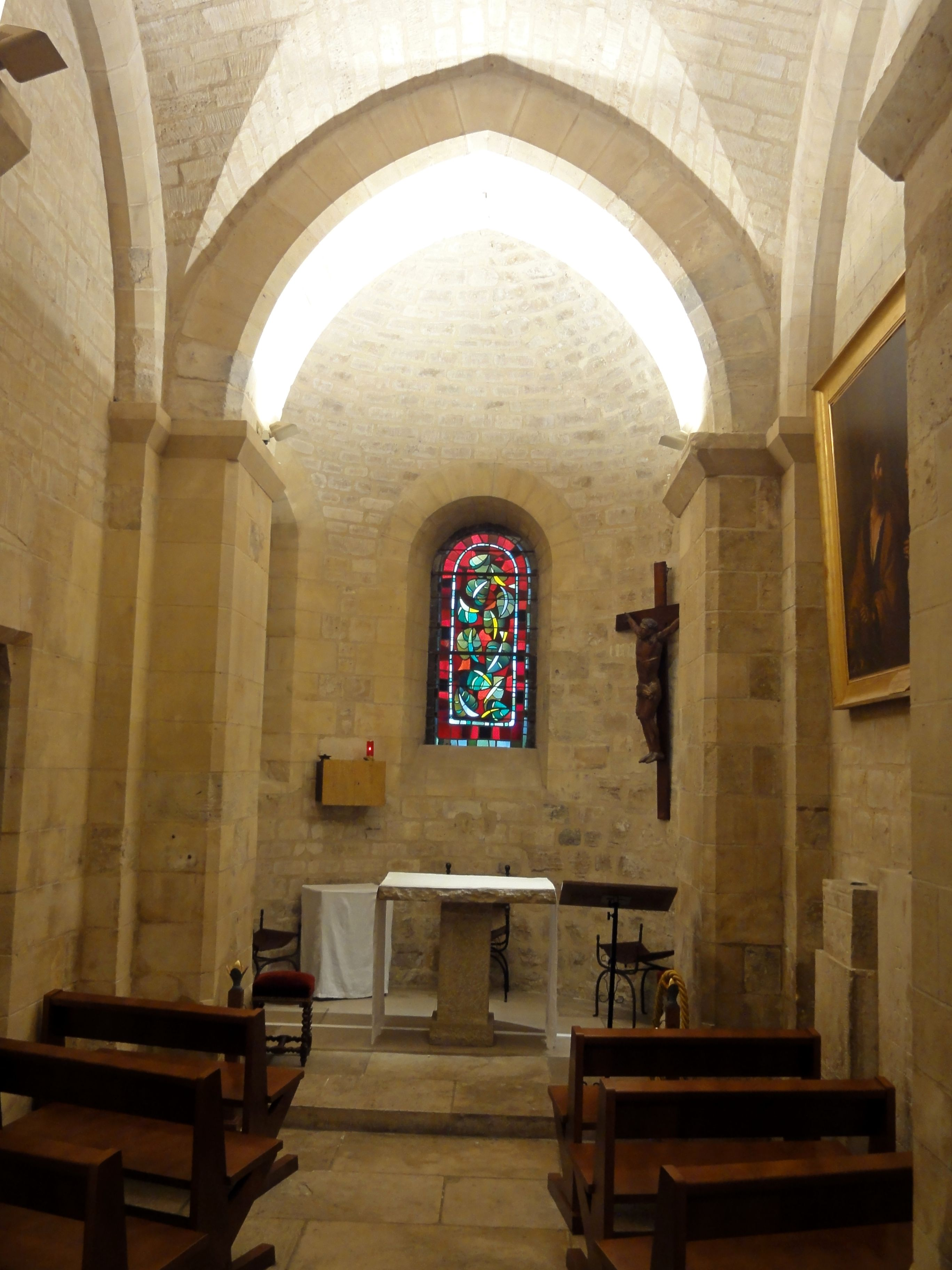
Chapelle du Saint-Sacrement (nord).
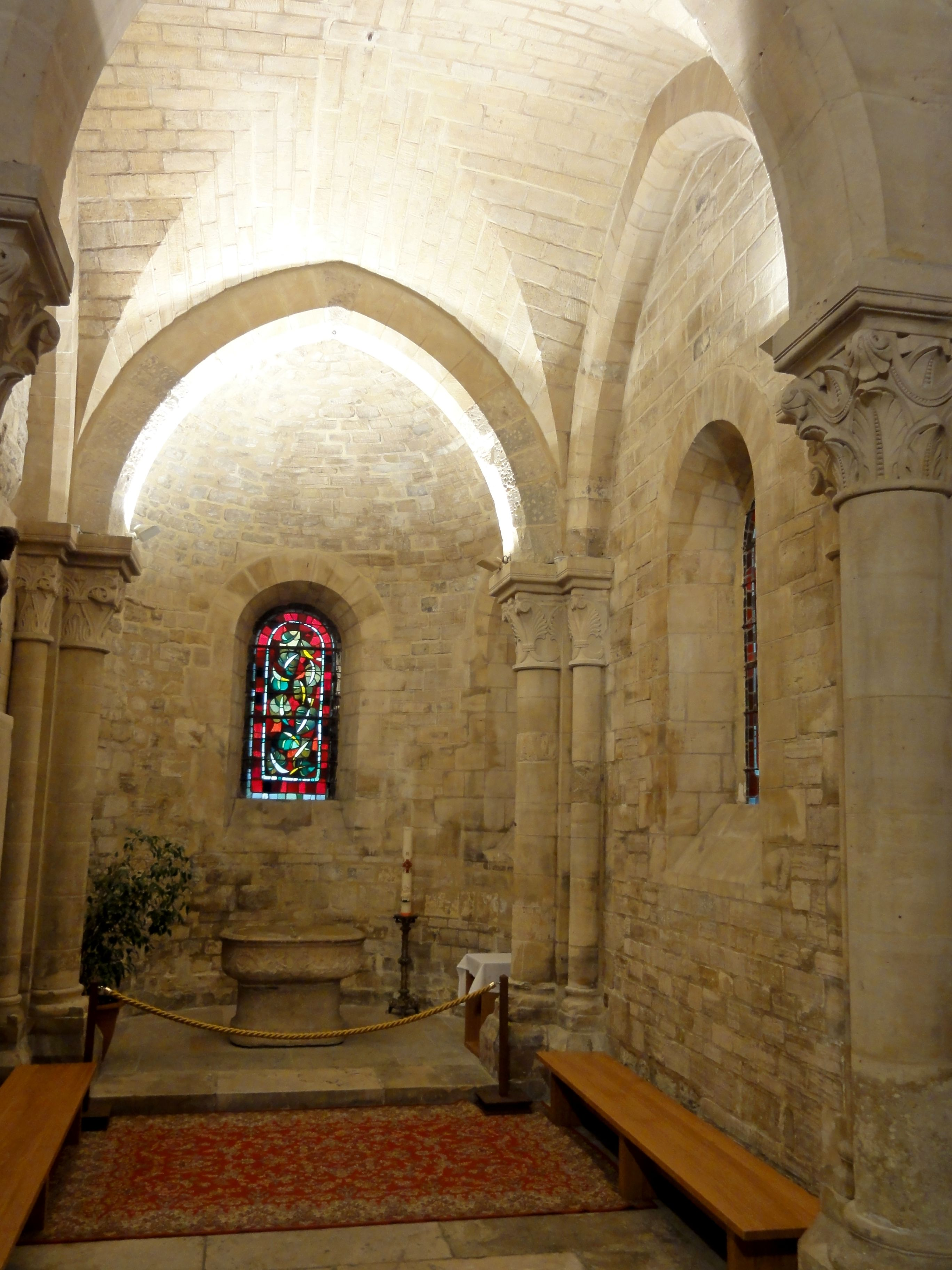
Chapelle des fonts baptismaux (sud).
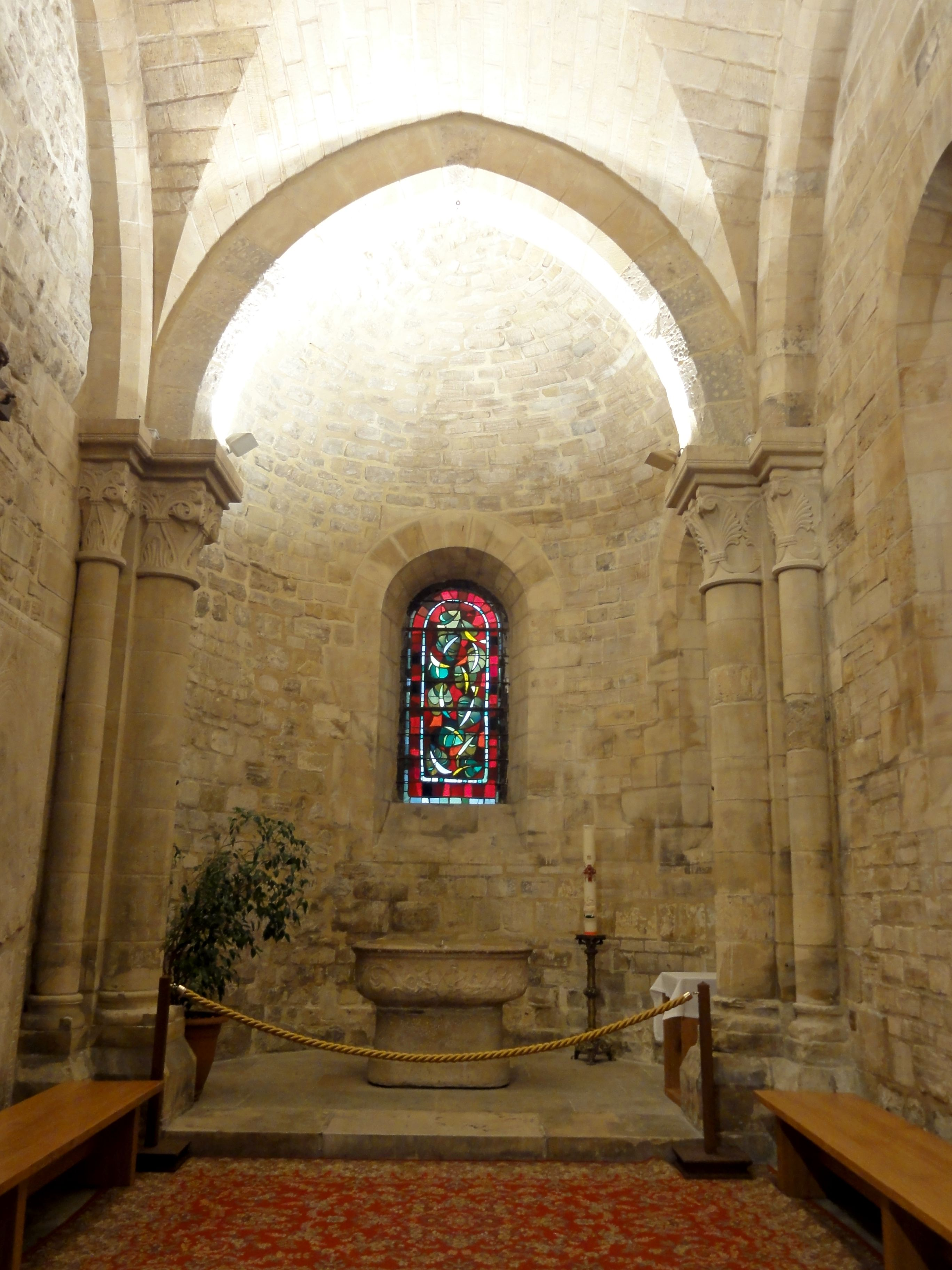
Chapelle des fonts baptismaux (sud).
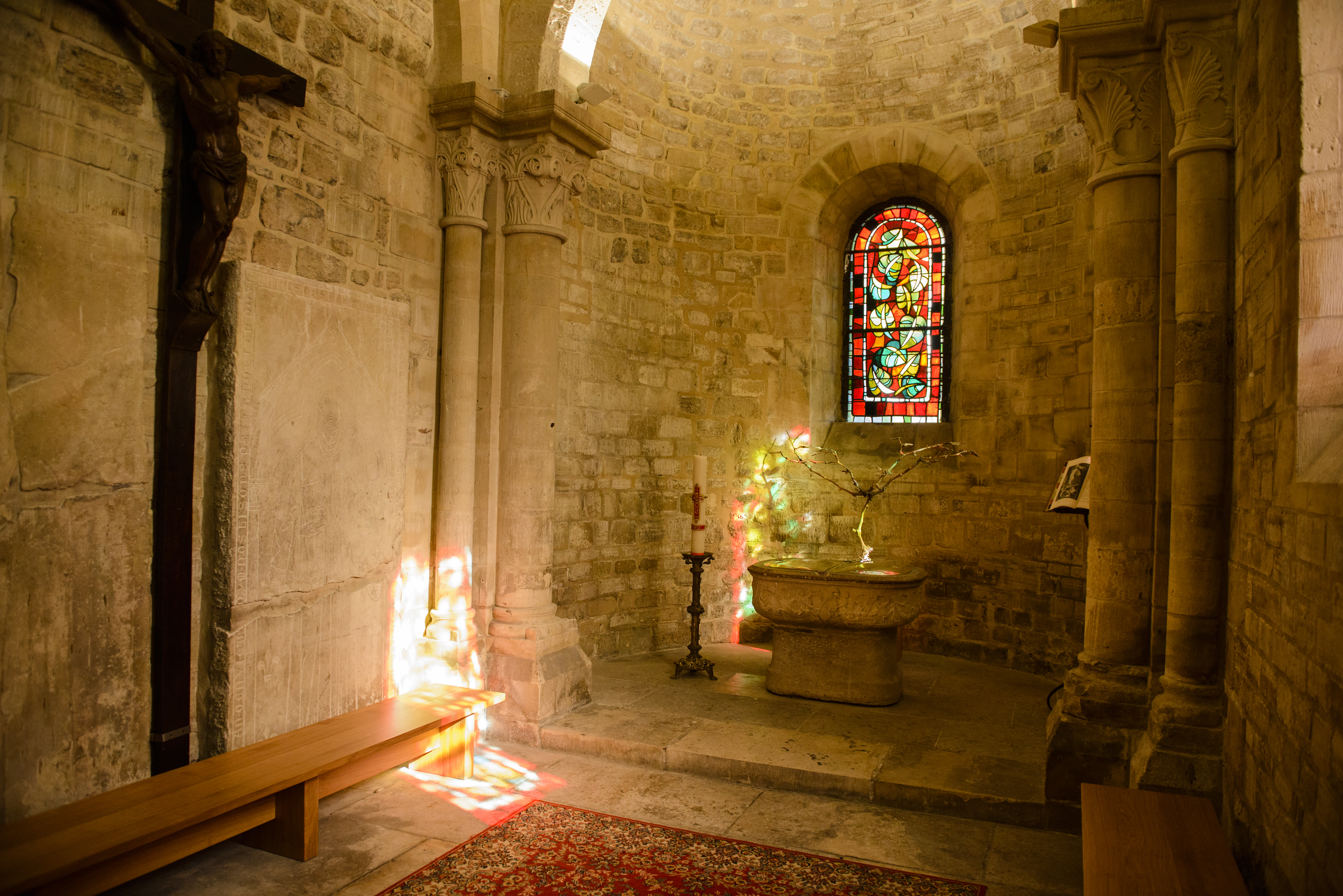
Chapelle des fonts baptismaux (sud).

### Extérieur

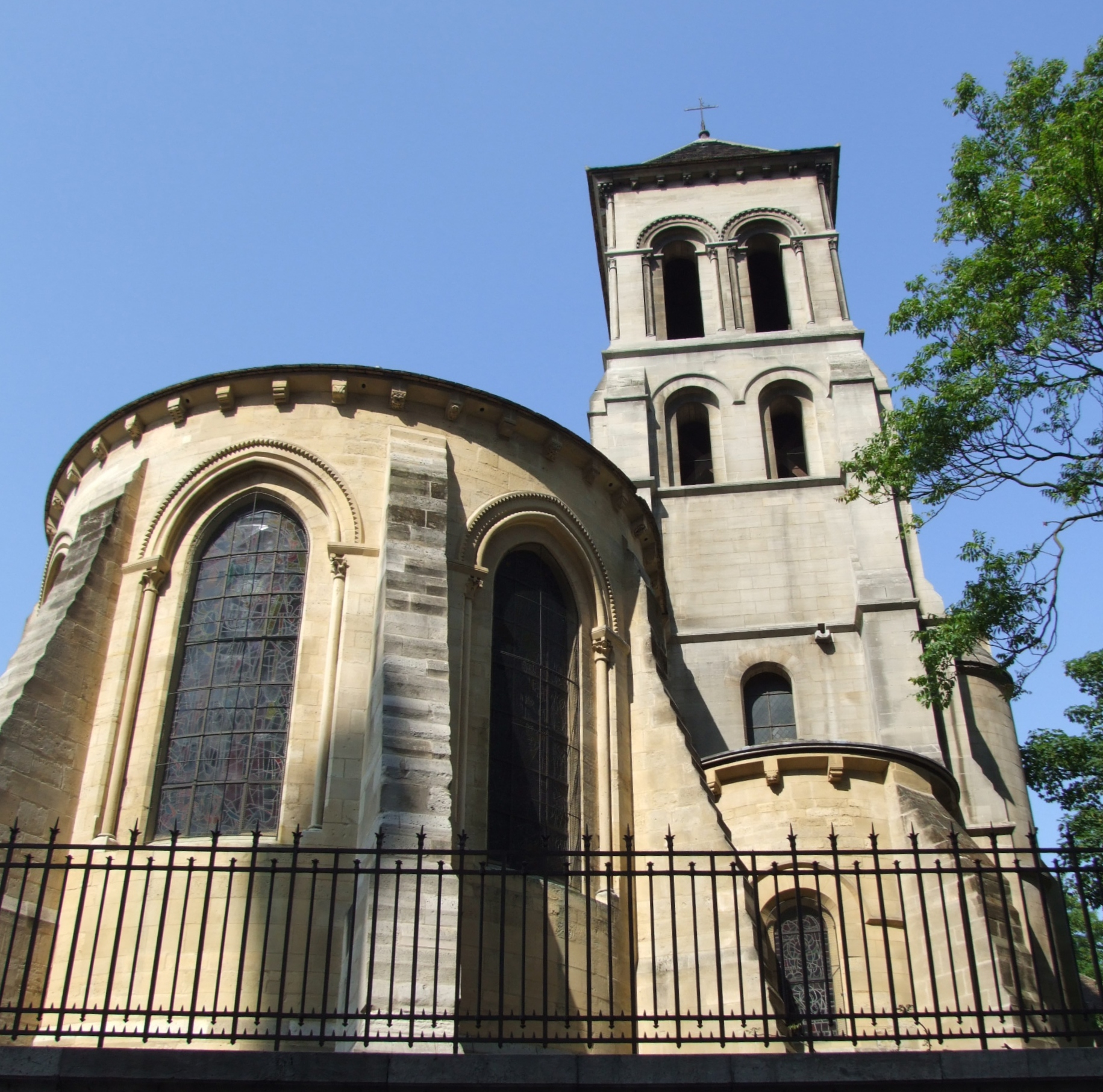
Vue du chevet.

Seuls les murs gouttereaux de la nef, le mur de la première travée du bas-côté nord, non visibles depuis le domaine public, ainsi que l'abside, sont encore en grande partie du XIIe siècle. Les absidioles comportent seulement des témoins de l'édifice d'origine. Tout le reste a été entièrement rebâti : la façade et le bas-côté nord (sauf la première travée) en 1765, le bas-côté sud en 1834-45, le croisillon sud en 1874, et le croisillon nord ainsi que le clocher 1900-05. La façade d'un style classique très formel et austère ne permet pas de soupçonner l'église romane qui se cache derrière. Elle comporte un corps central légèrement saillant correspondant à la nef, qui est délimité par deux contreforts droits et s'organise horizontalement en trois niveaux : un portail rectangulaire entre deux pilastres décorés d'agrafes à leur sommet, une grande fenêtre rectangulaire au-dessus, et puis un fronton triangulaire percé d'un oculus. Il est moins haut que le pignon proprement dit de la nef, qui est visible derrière. Des vestiges du décor roman demeurent visibles : dents de scie, têtes de clou et palmettes. Les niveaux sont séparés par des entablements seulement esquissés. Celui en haut du rez-de-chaussée est repris par les murs des bas-côtés, qui sont munis aux angles de contreforts analogues à ceux de la nef, et surmontés de demi-pignons devant les toits en appentis. Chaque bas-côté possède un portail rectangulaire plus étroit que celui de la nef, et une fenêtre rectangulaire directement au-dessus du portail. Rien de précis sur la façade d'origine n'est connue ; l'abbé Jean Lebeuf pensait qu'elle datait du XIIIe siècle car c'est l'époque qu'il supposait pour la nef. Les portails ne devraient offrir rien de remarquable, car s'il y avait eu des tympans sculptés, il n'aurait pas manqué de le signaler. Les traces des anciennes fenêtres sont encore visibles depuis la tribune d'orgue. Les murs gouttereaux de la nef conservent une intéressante corniche. Sa tablette est ornée de pointes-de-diamant, et repose sur des modillons qui sont pour la plupart frustes, sauf quelques-uns qui sont sculptés en masques,.

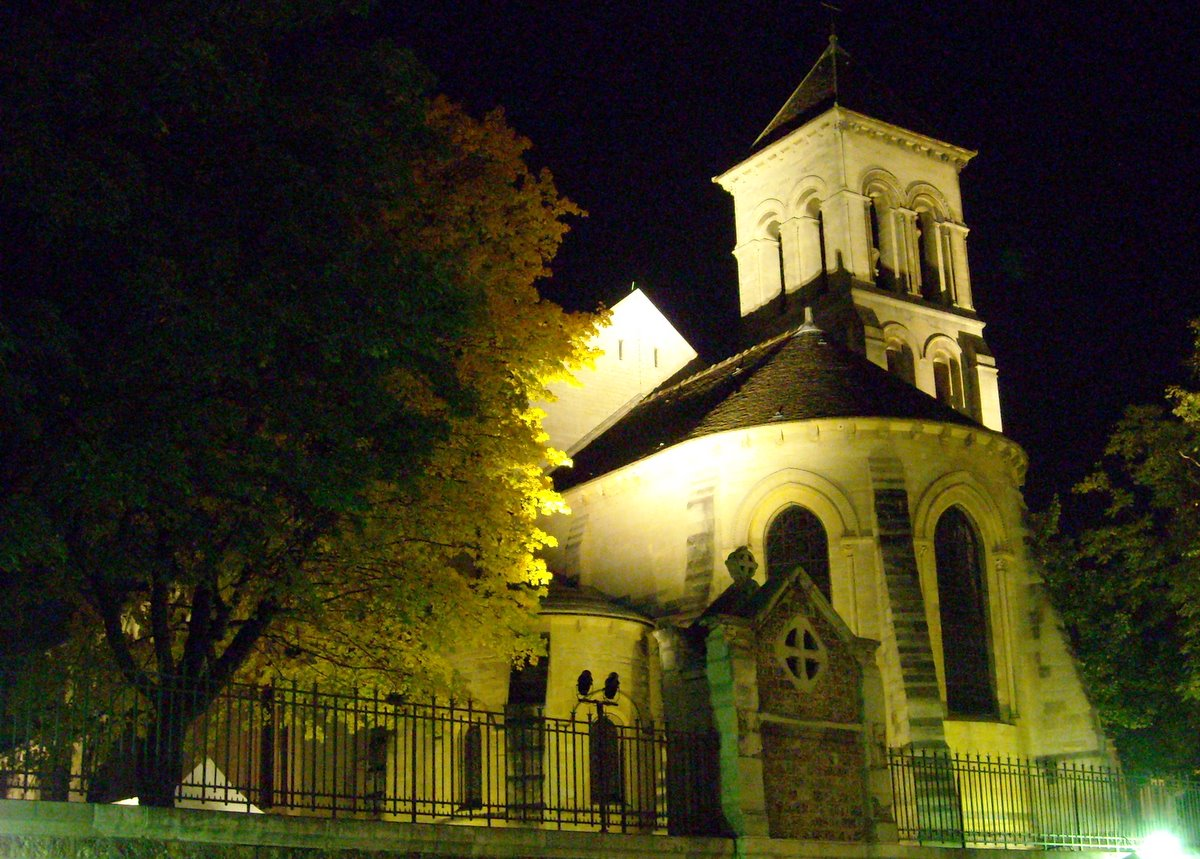
Illumination nocturne du chevet.

L'abside du chœur et les chapelles orientées ont en commun un chevet en hémicycle et des corniches de modillons sculptés en masques. L'architecture des absidioles est plus sobre. Les fenêtres ont comme seul décor un bandeau qui surmonte leur arc en plein cintre, et se continue au niveau des impostes. Les contreforts à ressauts sont très saillants, contrairement à l'usage à la période romane. Ils sont au nombre de deux : un à la limite entre la travée droite et l'absidiole proprement dite, et un planté de biais entre les deux fenêtres de l'absidiole. L'abside principale affiche un style gothique primitif, avec des contreforts très saillants aux multiples ressauts, et des fenêtres en tiers-point cantonnées de deux colonnettes en délit, munis de chapiteaux du même style que ceux à l'intérieur. Les tailloirs sont néanmoins très frustes et se limitent à une plate-bande et un biseau. Ils se continuent jusqu'aux contreforts, et supportent une archivolte torique surmontée d'un cordon de petits têtes de clou. C'est un motif hérité de l'architecture romane. Le clocher s'élève au-dessus de la travée droite de la chapelle du nord. Le soubassement du clocher primitif y avait subsisté, mais aucune représentation iconographique ou description de ce clocher n'est connue. Dans l'architecture romane d'Île-de-France, les clochers et les portails sont les éléments des églises qui ont été le plus soignés, et leur ornementation est très riche pendant la première moitié du XIIe siècle. À ce titre, le clocher dessiné par Sauvageot paraît inhabituellement sobre, et affiche un style qui correspond davantage à la fin du XIe siècle ; il paraît librement inspiré du clocher de Rhuis qui date justement de cette période. On relève quatre étages, dont les trois premiers sont épaulés par deux contreforts orthogonaux à chaque angle. Le premier étage présente une baie en plein cintre sur les deux faces libres, et le second étage est aveugle. De simples larmiers séparent les étages. Seuls les deux derniers dépassent le chœur. Ils sont ajourés de deux baies gémelées sur chaque face. Celles du troisième étage ont comme unique décor un simple bandeau, tel qu'on en trouve sur les absidioles. Celles du quatrième étage s'ouvrent entre deux colonnettes en délit, dont les chapiteaux rappellent ceux de l'abside, ce qui est un anachronisme. Des colonnettes à chapiteau identiques agrémentent les angles. Un bandeau mouluré fait le tour de l'étage au niveau des impostes, et sert de tailloir aux chapiteaux. Une deuxième série de colonnettes d'angle y prend appui, ainsi que les archivoltes des fenêtres, qui sont surmontées d'un cordon de billettes,.

## Mobilier

### Objets classés
L'église Saint-Pierre renferme sept éléments de mobilier classés monument historique au titre objet.
- Le grand-orgue provient de l'ancienne église Notre-Dame-de-Lorette démolie en 1840, et a été installé vers 1840 sur la tribune de la fin du XVIIe siècle en remplacement d'un instrument plus ancien. Le buffet d'orgue en bois de chêne, à trois tourelles, datant du dernier quart du XVIIIe siècle, est classé au titre objet par arrêté du 30 septembre 1911[33]. La partie instrumentale n'est pas classée. Elle a été entièrement reconstruite en 1868-1869 par Aristide Cavaillé-Coll[34].

L'orgue de tribune
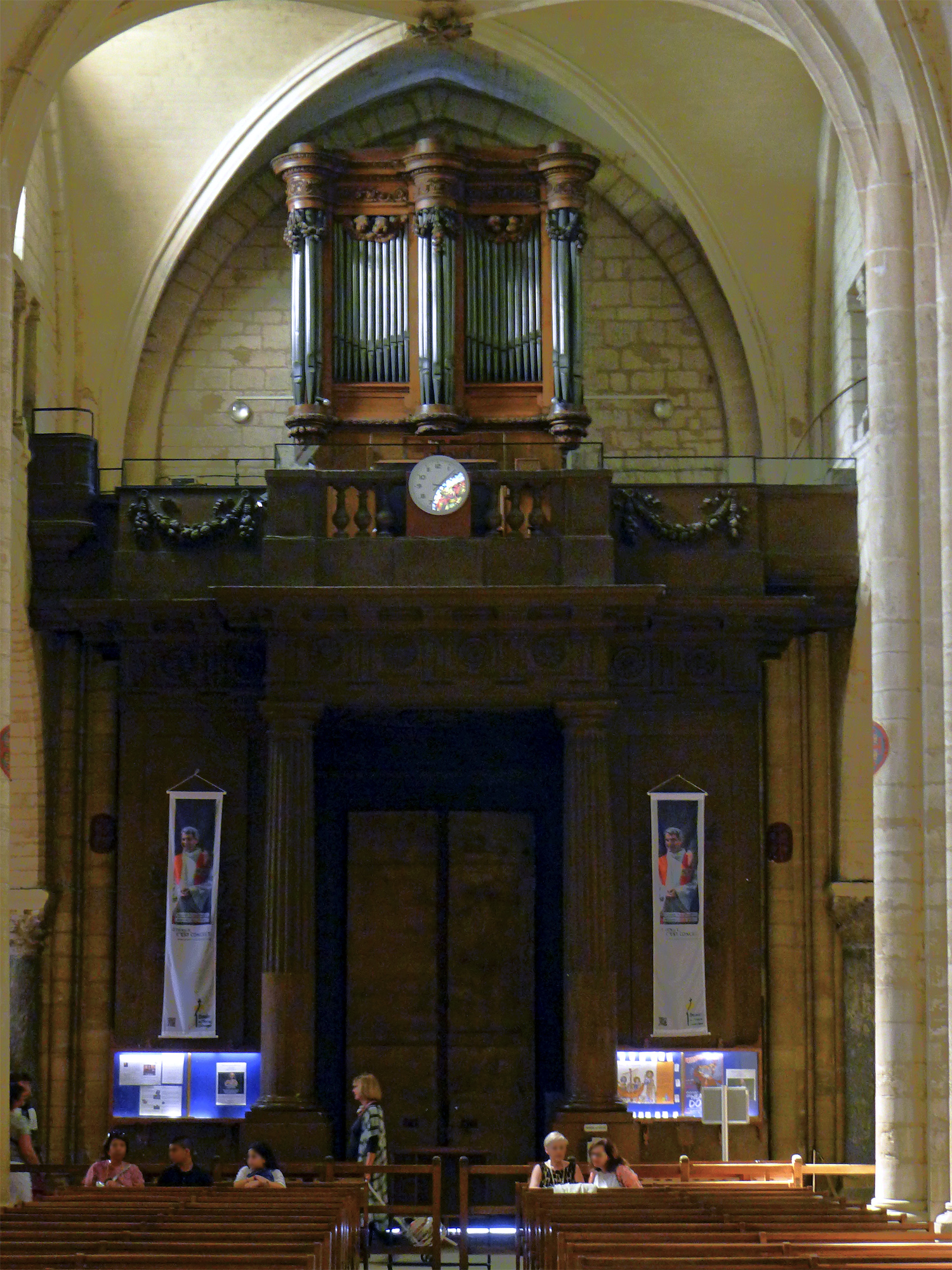
L'orgue installé au-dessus de la tribune côté occidental.
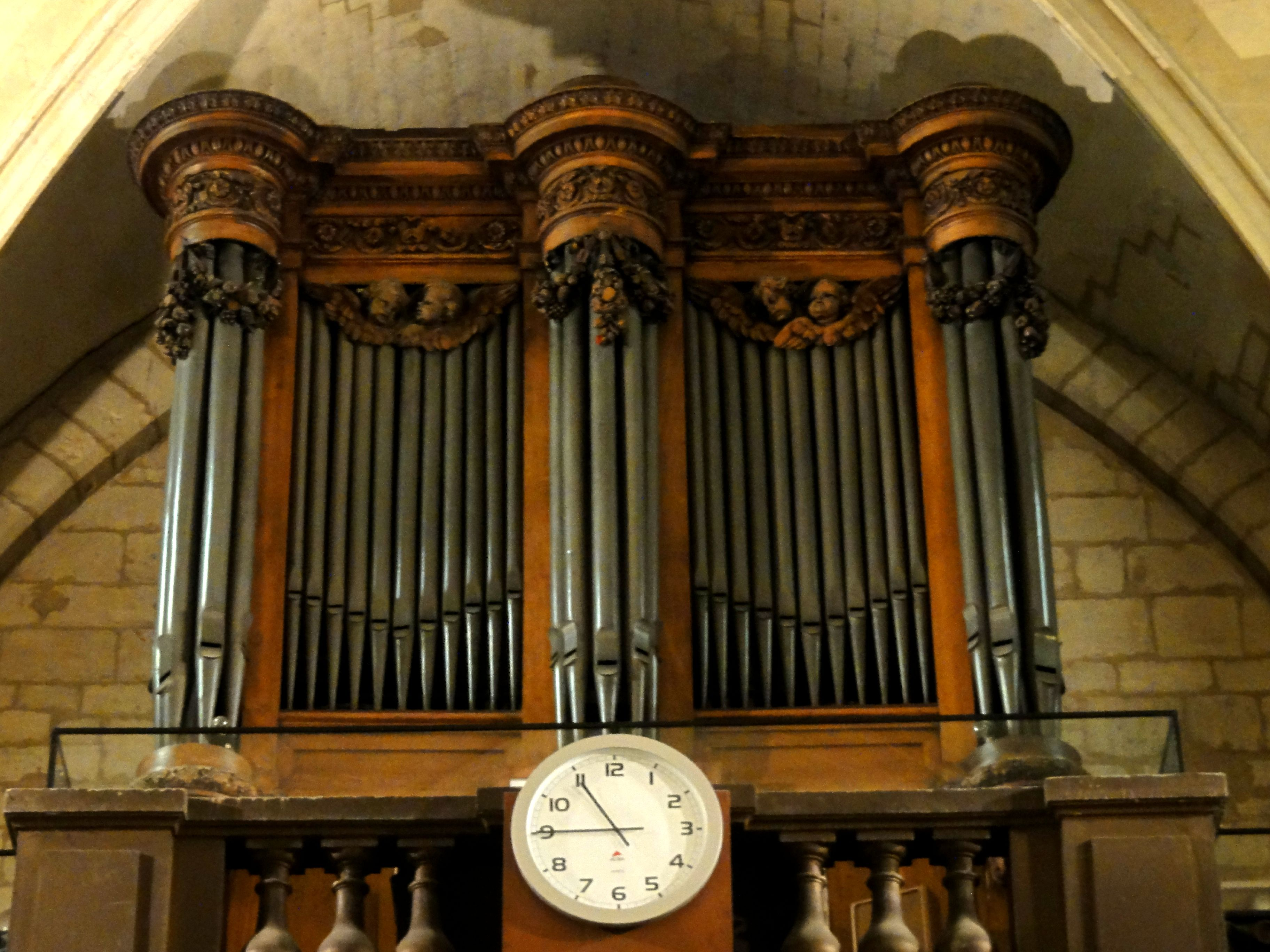
Buffet d'orgue.

- La dalle funéraire à effigie gravée de la reine Adélaïde de Savoie, morte en 1154. Il ne reste qu'un tiers environ de la dalle d'origine[35]. Elle a été redressée contre le mur du bas-côté nord, à côté de la porte de la sacristie, mais le lieu de sépulture est le milieu de l'abside.
- La dalle funéraire à effigie gravée d'Antoinette Auger, vingt-neuvième abbesse de Montmartre, morte en 1539[36]. En subsistent deux morceaux inégaux, qui ont été superposés et redressés contre le mur de l'absidiole nord, qui est la chapelle du Saint-Sacrement.
- La dalle funéraire de Catherine de La Rochefoucault-Cousages, quarante-deuxième et avant-dernière abbesse de Montmartre, morte en 1760. Elle a été sciée en deux, et a servi pour constituer les marches de l'autel au début du XIXe siècle[37].
- La dalle funéraire à effigie gravée de Mahaut du Fresnoy, dixième abbesse de Montmartre, morte en 1280 [38]. On la trouve dans l'absidiole sud, qui est la chapelle des fonts baptismaux. Bien que brisée en deux morceaux, c'est la mieux conservée parmi les quatre dalles funéraires à effigie gravée.
- La dalle funéraire à effigie gravée de Marguerite de Mincy, religieuse de l'abbaye, morte en 1309[39]. Elle a été brisée en six morceaux, et a été remontée dans la même chapelle.
- Les fonts baptismaux en pierre de liais, en forme de berceau, datant de 1537. Le décor est constitué de rinceaux et d'un écusson porté par deux chérubins[40].

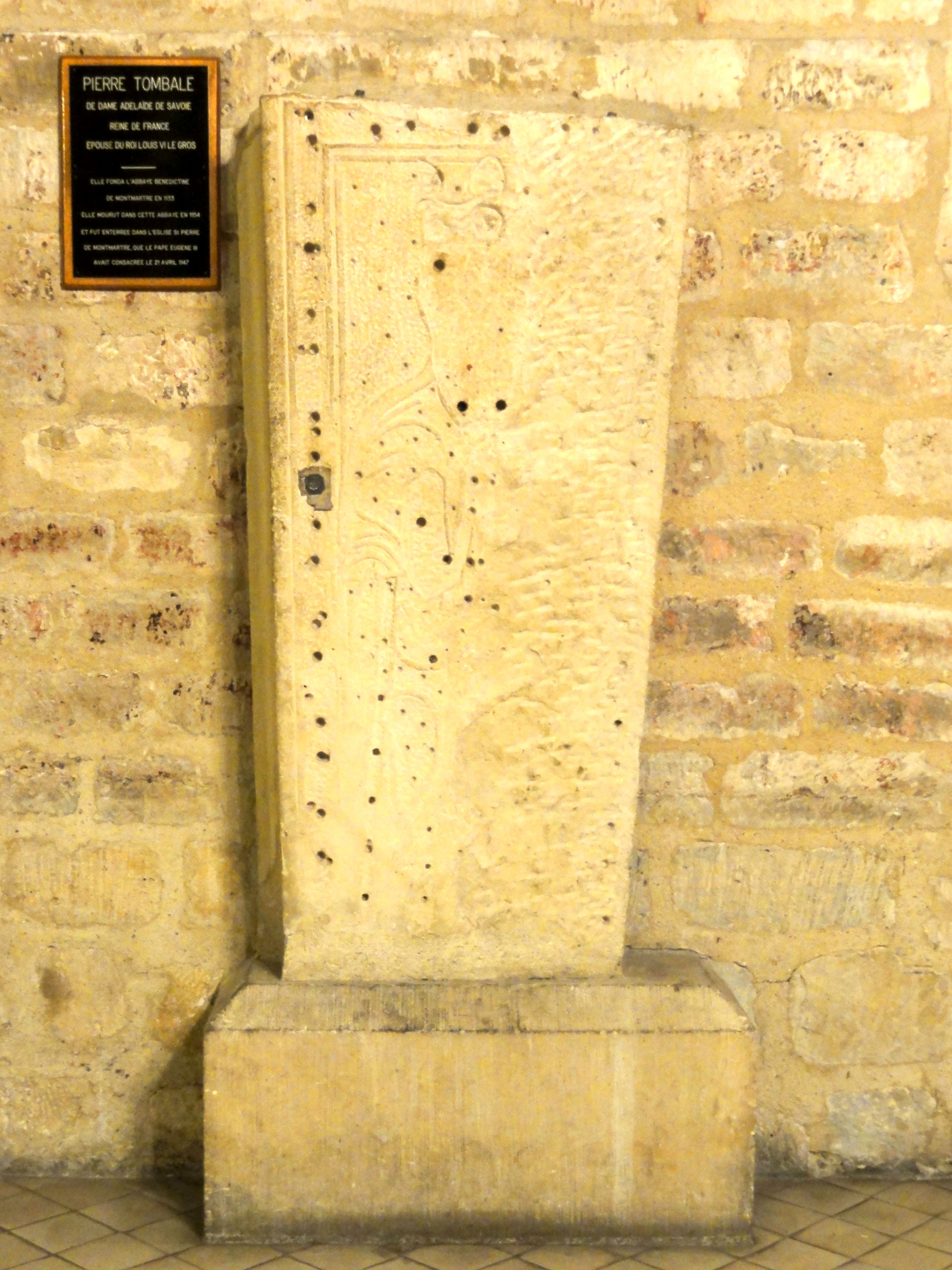
Pierre tombale d'Adélaïde de Savoie.
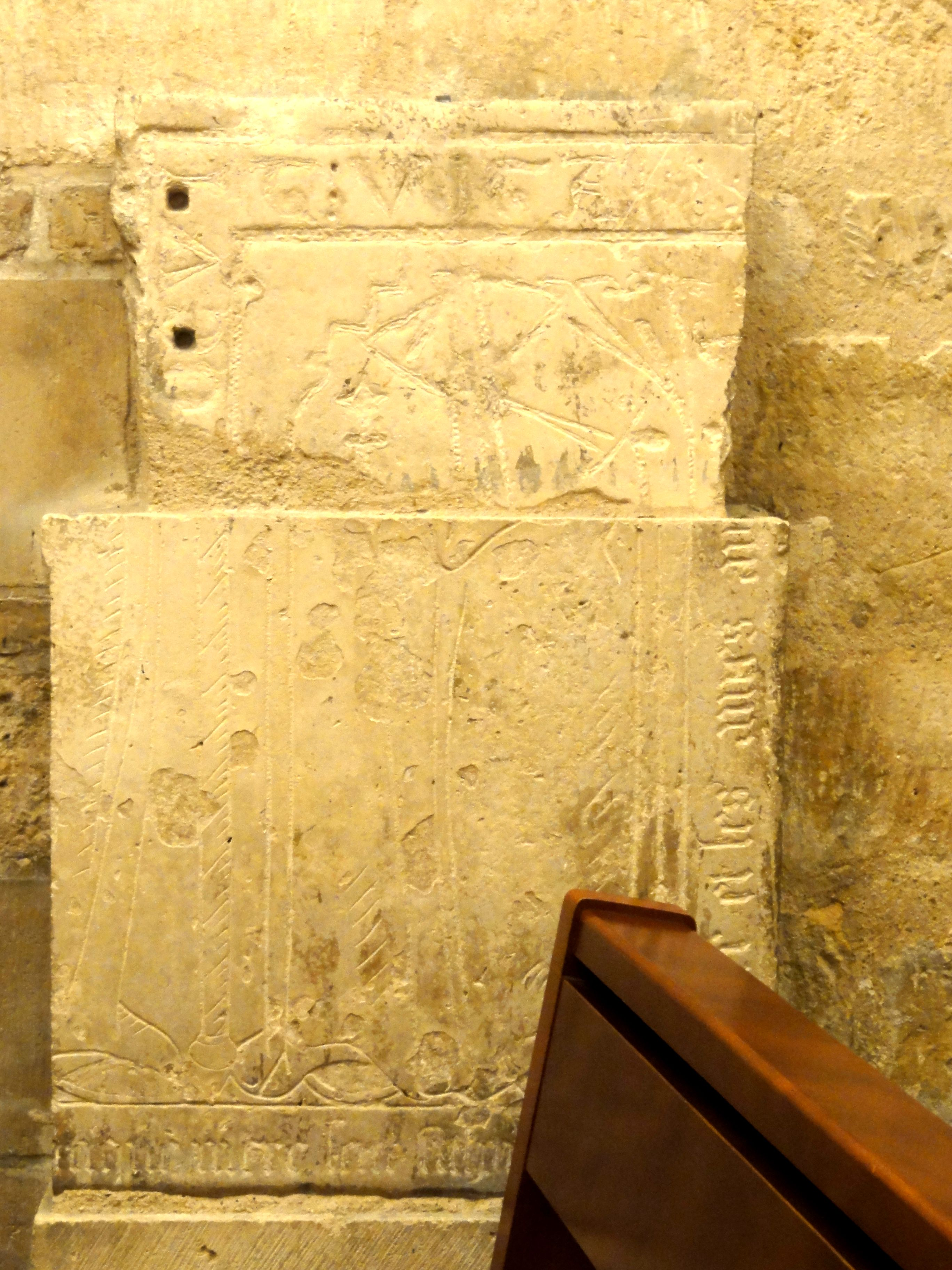
Dalle funéraire d'Antoinette Auger.
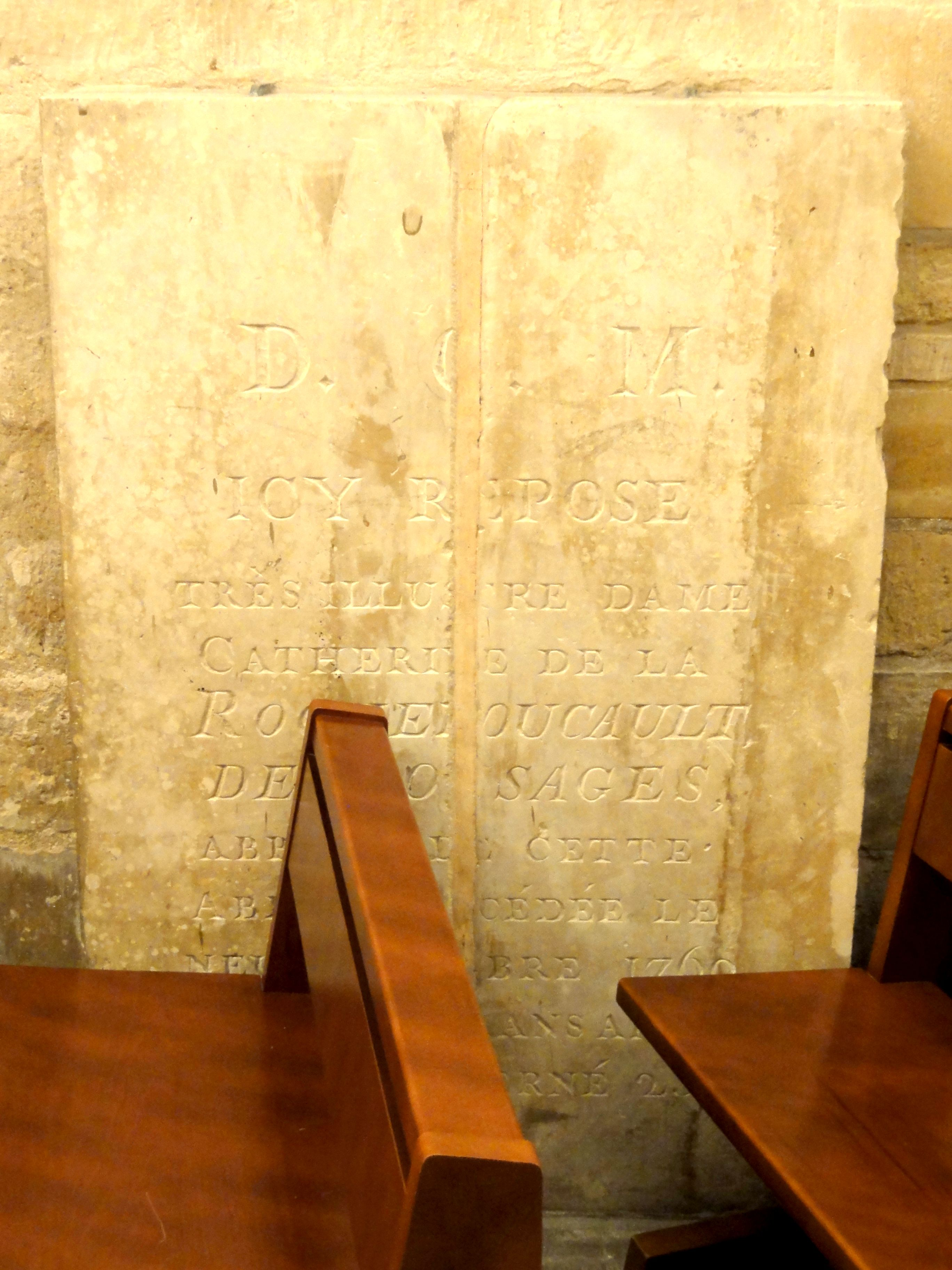
Dalle funéraire de Catherine de La Rochefoucauld.
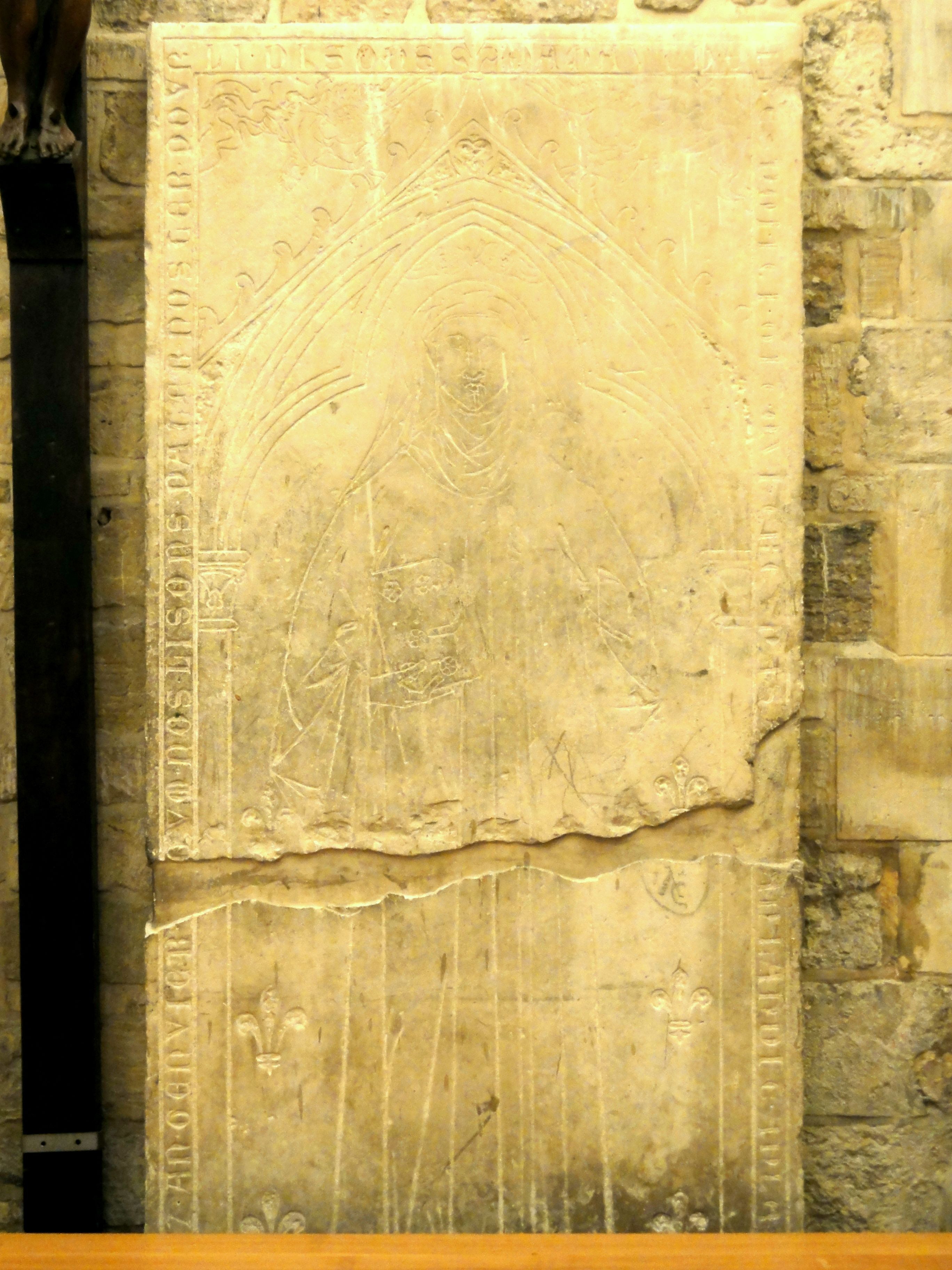
Dalle funéraire de Mahaut du Fresnoy.
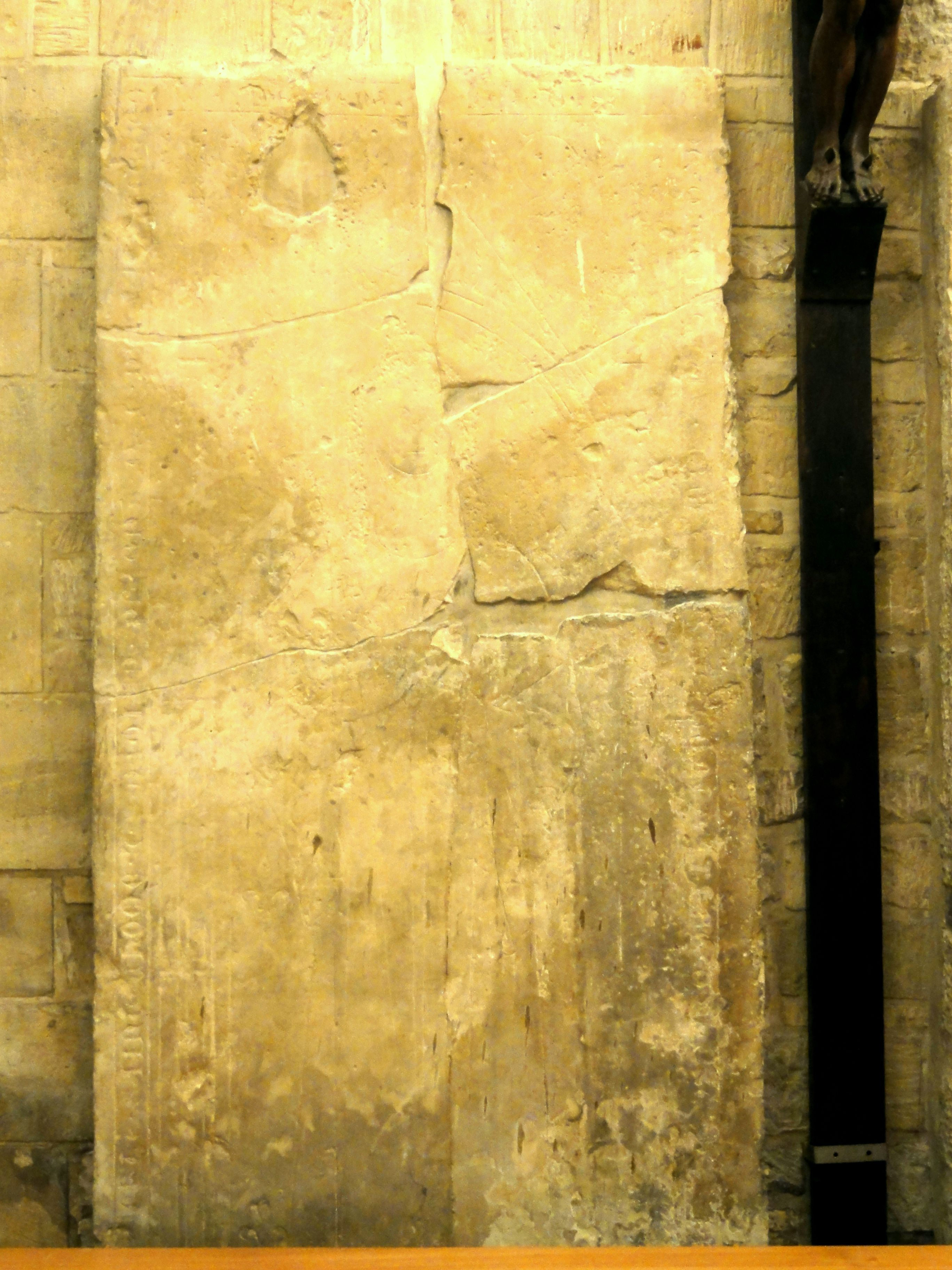
Dalle funéraire de Marguerite de Mincy.
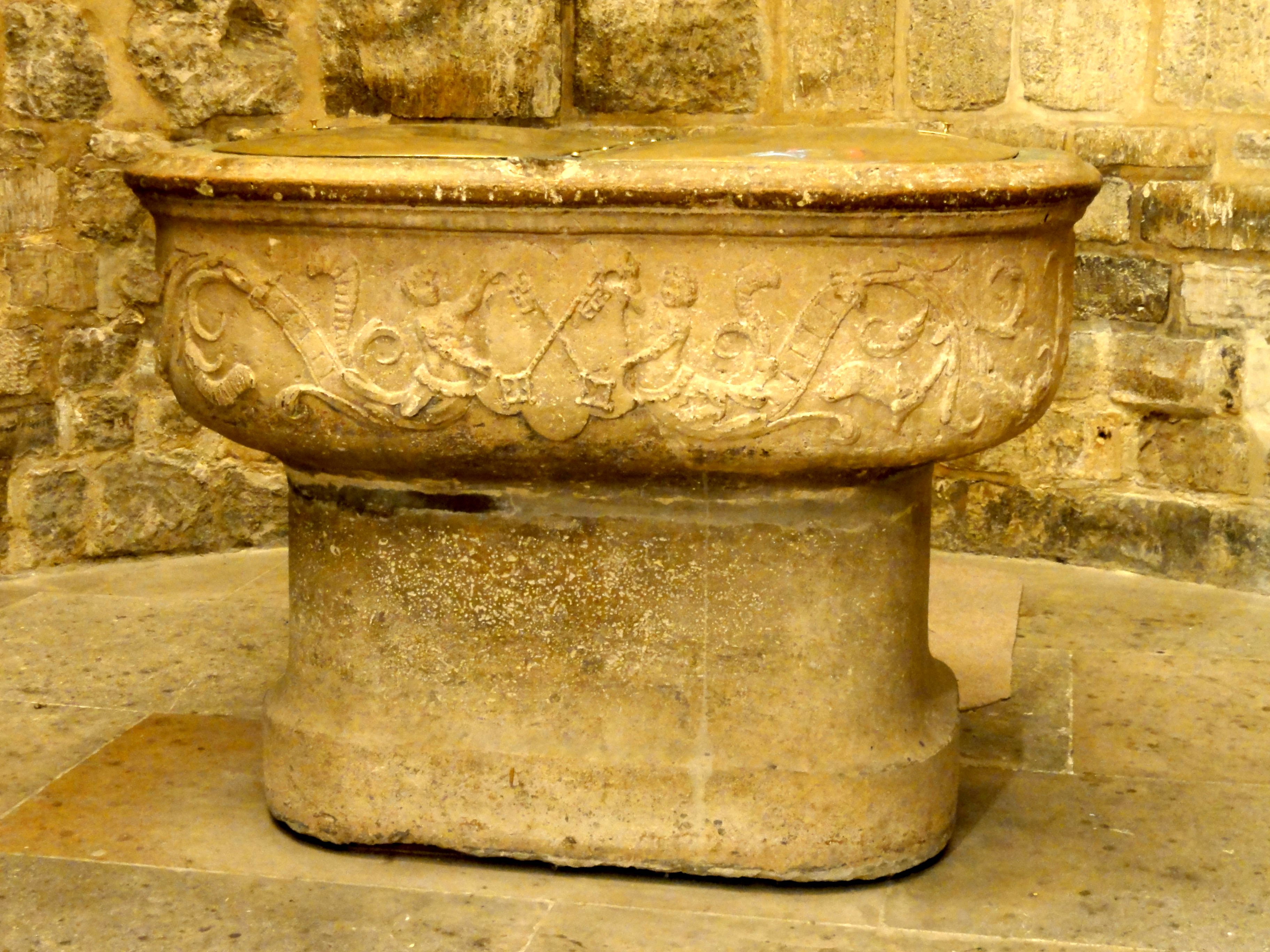
Fonts baptismaux.

### Autres éléments du mobilier
L'église possède six tableaux peints à l'huile sur toile, dont trois ornent les murs de l'avant-chœur depuis la réouverture de l'église en 1905. On ne peut malheureusement pas les contempler de près. En haut du mur nord, l'on trouve une Descente de croix attribuée à José Ribera (1591-1652), et datant de la première moitié du XVIIe siècle. Le tableau en dessous représente la Flagellation du Christ ; c'est une œuvre anonyme. En face, côté sud, le grand tableau représente Jésus au jardin des Oliviers. Il a été peint par Joseph François Parrocel en 1750. Un autre tableau remarquable se trouve dans la chapelle baptismale, et a comme sujet le Reniement de saint Pierre. Il a été peint par Le Guerchin (1590-1666).
La statue de Notre-Dame de Montmartre, dite aussi Notre-Dame de Beauté, reine de la Paix, est la patronne des artistes de Montmartre. Elle a été offerte en 1942 par un peintre montmartrois, le prince Gazi, et fait depuis l'objet d'un pèlerinage annuel le 11 novembre, en renouant avec une tradition ancienne interrompue avec la Révolution.
La statue de saint Pierre assis sur le trône pontifical, dans la seconde travée du bas-côté sud, est la copie d'une sculpture originale qui se trouve à la Basilique Saint-Pierre du Vatican.
Sur le parvis de l'église se trouve la Croix-Cottin, une croix monumentale érigée en 1763 dans le deuxième cimetière de La Chapelle Saint-Denis, puis déplacée depuis l'ancien cimetière Marcadet avant d'être installée en 1887 à son emplacement actuel.

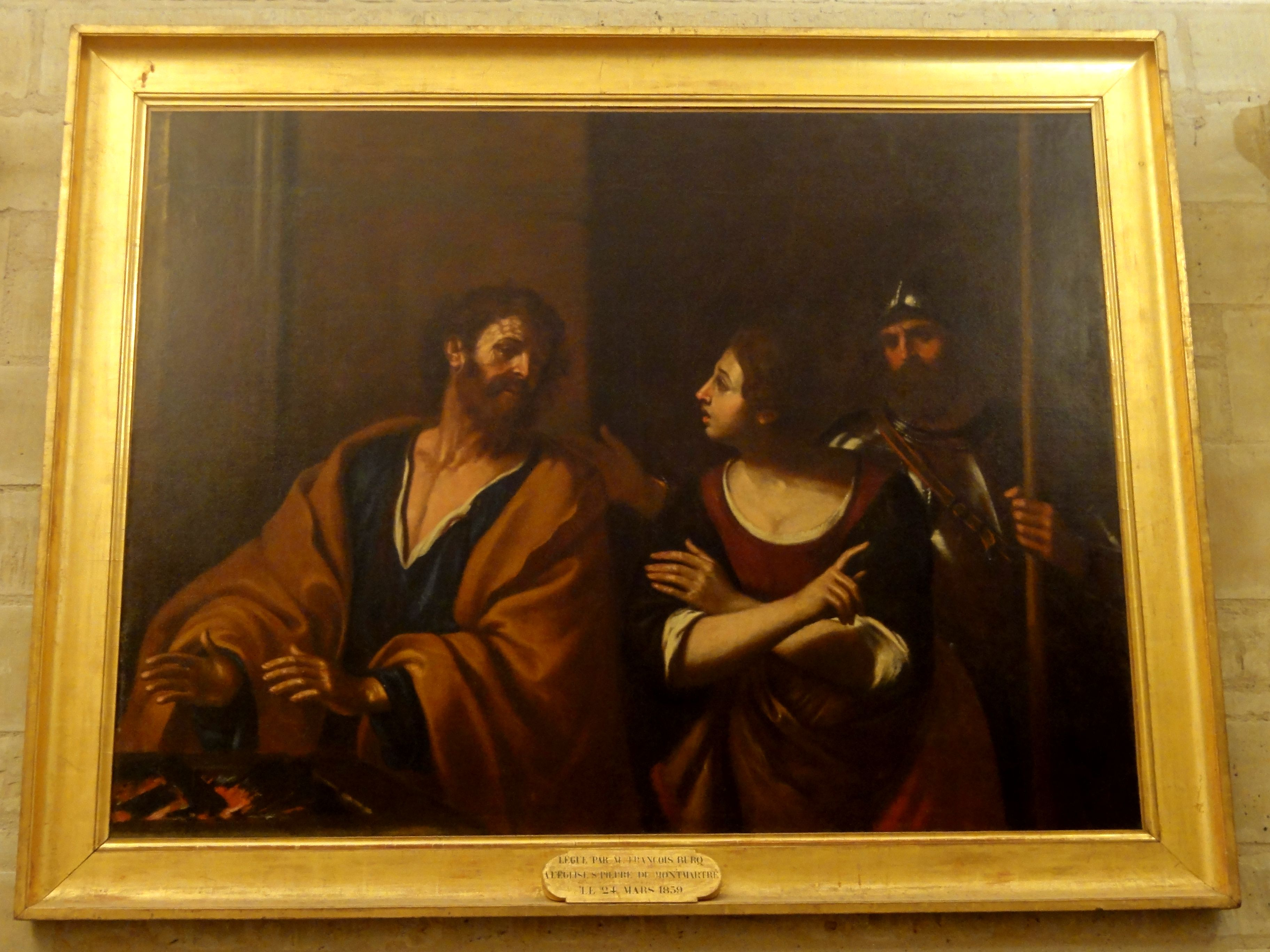
Reniement de saint Pierre.
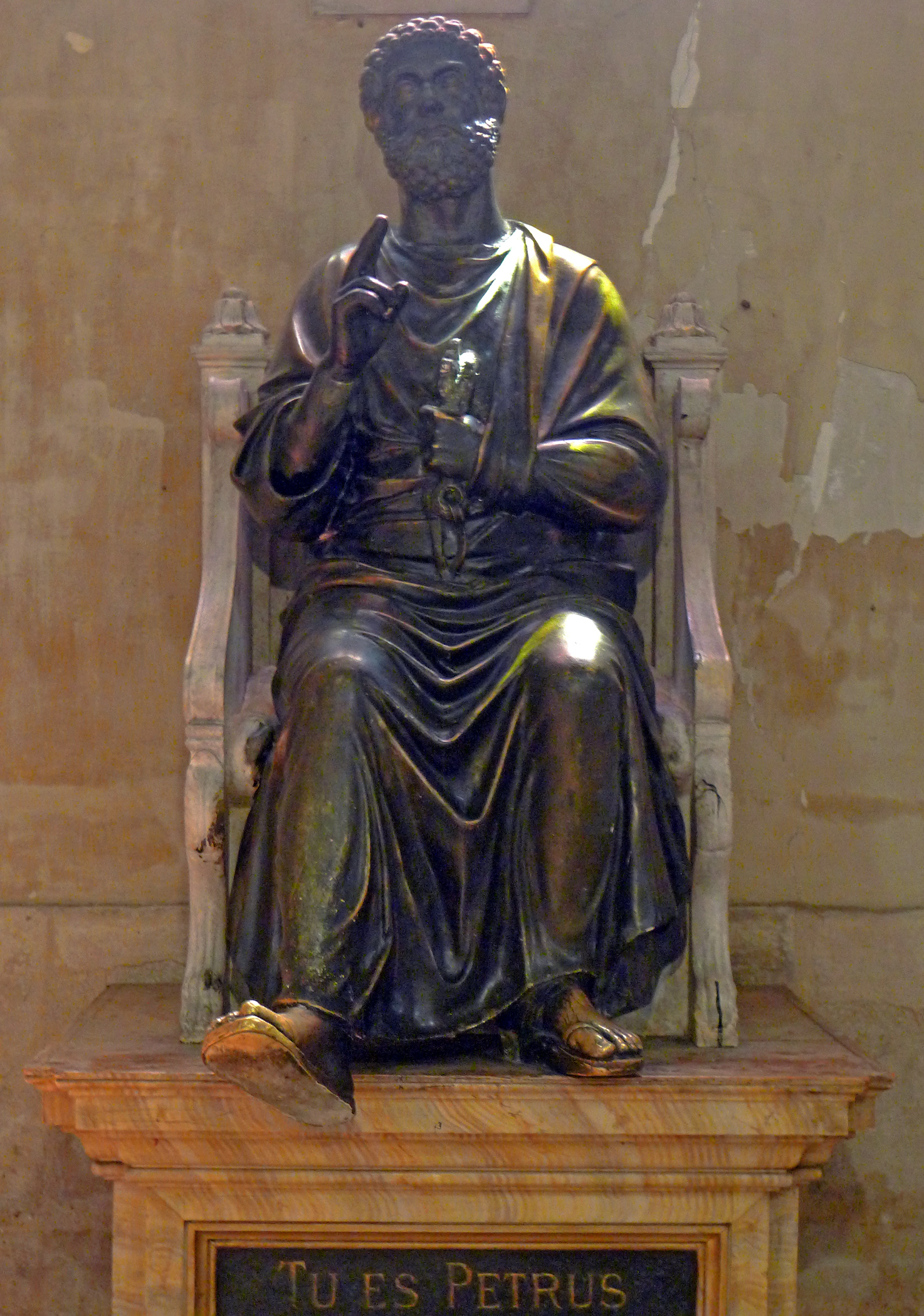
Statue de saint Pierre.
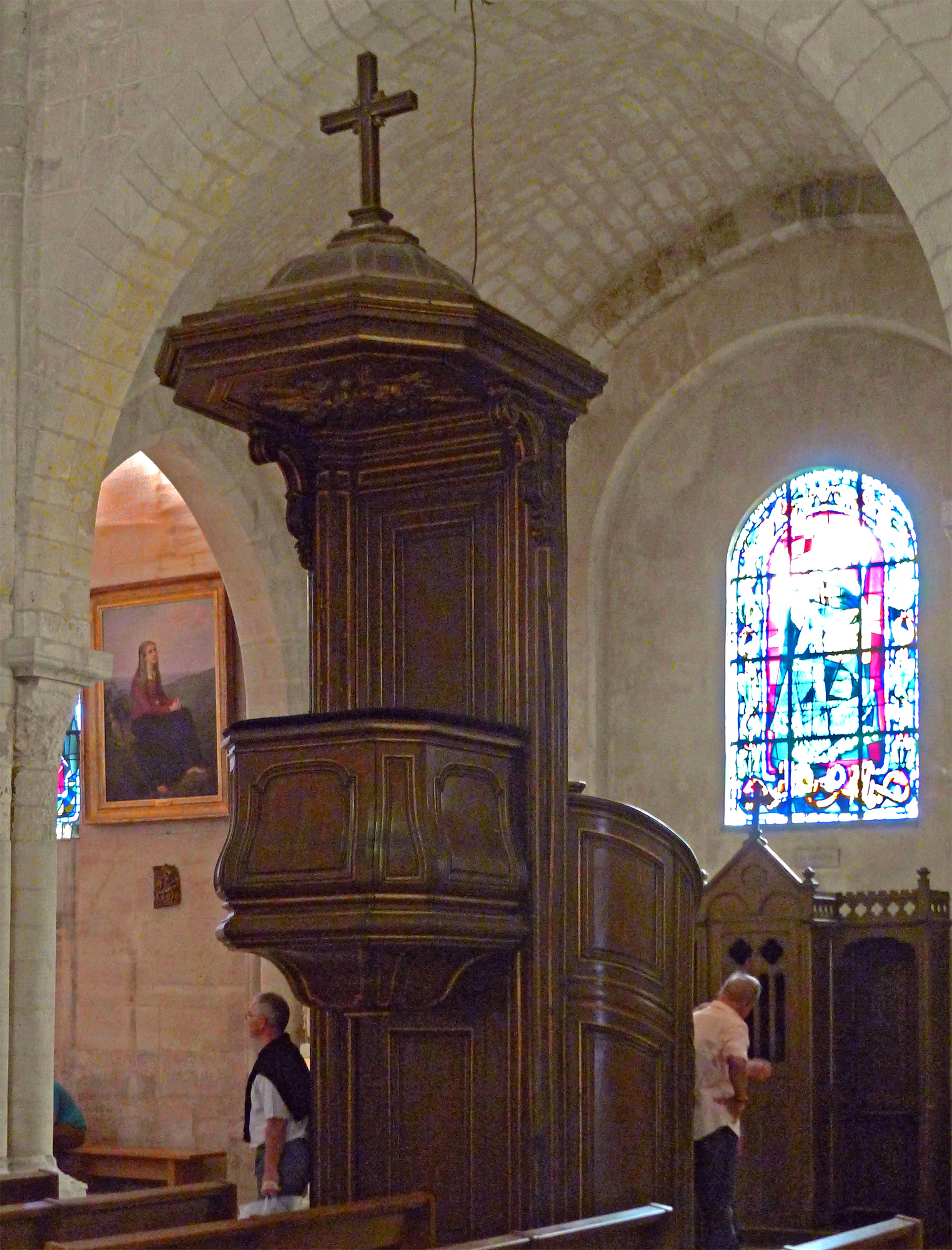
Chaire à prêcher.
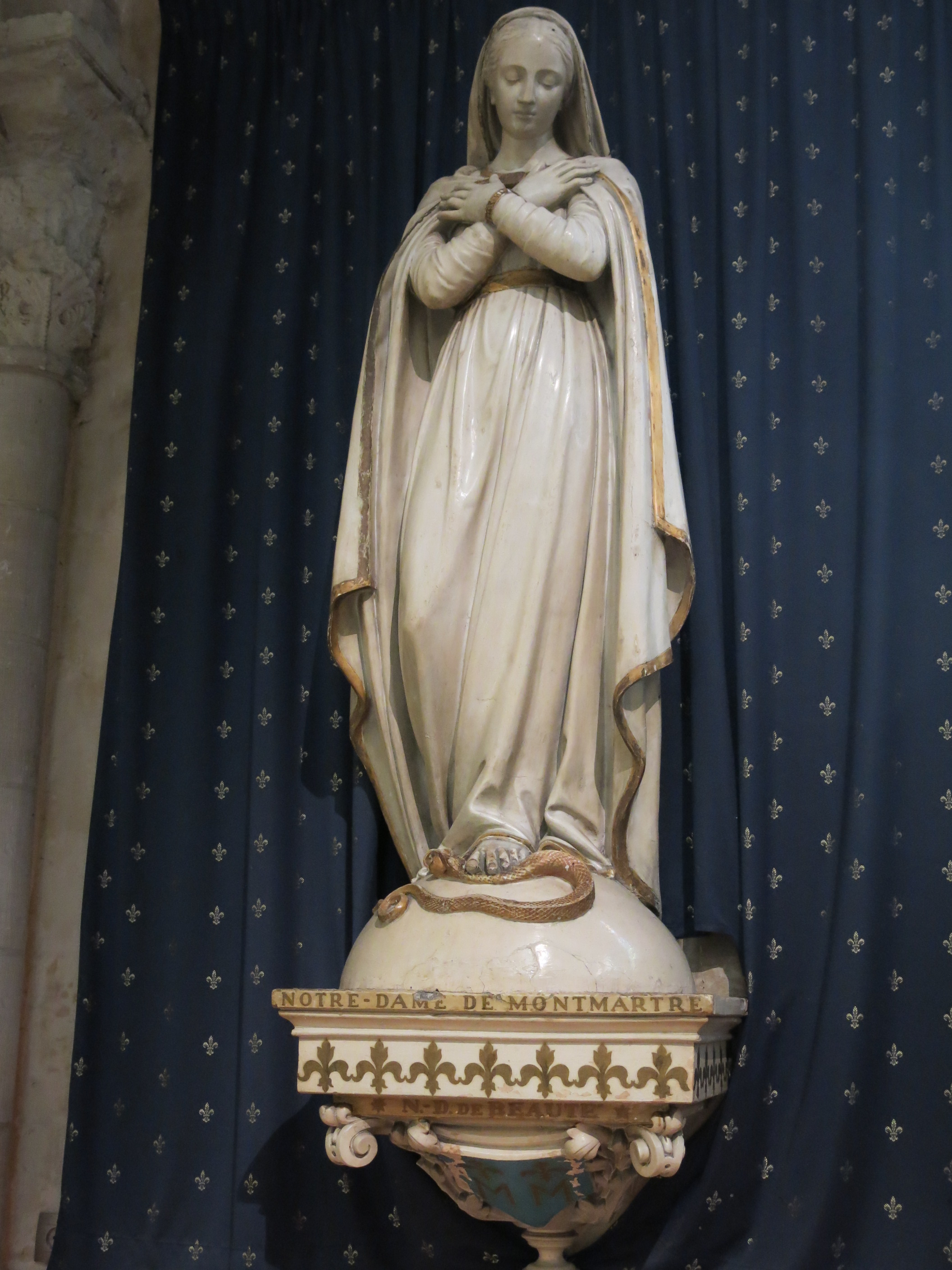
Notre-Dame-de-Montmartre.
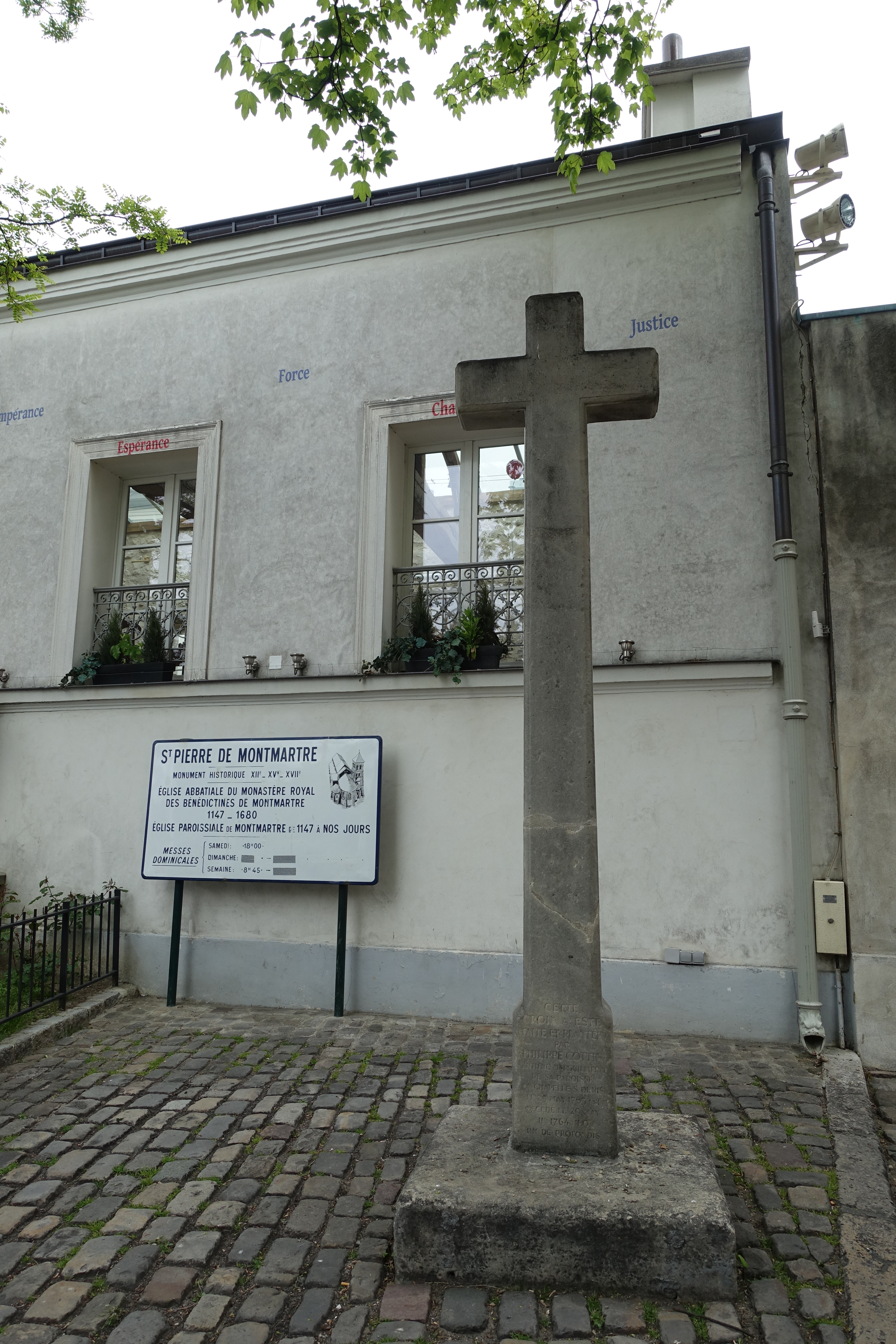
Croix-Cottin